# KOTOKO
KOTOKO（コトコ、1980年1月19日 - ）は、日本の女性歌手、作詞家。別名は宮崎 麻芽。
北海道札幌市出身。血液型はA型。身長150cm。2000年から2010年まで音楽制作集団「I've」のボーカリストとして活動していた。所属レコード会社はNBCユニバーサル・エンターテイメントジャパン。所属事務所はスリーナインエンタテインメント。

## 活動内容
音楽制作集団「I've」のメインボーカリストの1人として、多数の楽曲でボーカルを担当。また、自身で作詞や作曲も手掛け、他のボーカリストへの歌詞提供も行う。kotoko名義やユニットでの活動を含めると、実に250曲を超える楽曲のボーカルを担当している。
2005年よりアメリカやカナダ、アジアなど海外でのライブを開催し、メジャーデビューアルバム「羽-hane-」がアメリカでも「HANE」というタイトルで発売された。2009年4月21日より、kotoko名義として、I've外でも活動している。
I'veアーティストの中で最初にファンクラブを開設した。ファンクラブの名前は「Mutant Dwarf」という名前で、これを直訳すると「突然変異の小人」という意味になる。また、ファンクラブ限定ライブなども積極的に開催している。

## 来歴

### 2000年 - 2003年：メジャーデビュー前、I'veの歌姫として活動開始
- 幼い頃より作詞などに興味を持ち、高校卒業後には札幌の音楽スクールHAURAに通う。この時、このスクールの講師でもあった島みやえい子に自身のオリジナル曲のデモテープを渡したことがきっかけで、I'veに所属することになる。

2000年
- 7月14日 - AKIの楽曲「PureHeart 〜世界で一番アナタが好き〜」で作詞家デビュー[5]。
- 9月23日 - I'veの派生ユニット「Outer」名義で発表した「Synthetic Organism」でボーカルデビュー[6]。
- 12月1日 - 裸足少女より発売されたゲーム『effect ～悪魔の仔～』の主題歌「Close to me…」の作詞とボーカルを高瀬一矢から依頼され、ソロボーカリストとしてデビューを果たす[5]。
- 12月28日 - ivoryが制作しJANISから発売された『とらいあんぐるハート3 〜Sweet Songs Forever〜』の主題歌「涙の誓い」を担当し、エンディングテーマ「See You 〜小さな永遠〜」を同じくI've所属の歌手MELLとデュオで担当。
- 12月29日 - I've所属の先輩であるAKIとのユニット「KOTOKO TO AKI」でミニアルバム『Dear Feeling』を同人誌即売会「コミックマーケット59」にて限定販売で発売[7]。ミニアルバムの表題曲「prime」はミュージックビデオも制作された。同日、初の自主制作アルバム『空を飛べたら…』を発売。

2001年
- 1月1日[8] - サウンドクリエイターの塚原義弘とスペシャルユニット「Ko-tton」名義で楽曲「夢を求めて…」を発表し、北海道コンサドーレ応援サイトのイメージソングに起用された[9]。
- 1月19日 - Selenより発売された『義妹 ～背徳の契り～』の主題歌「sensitive」とエンディングテーマ「想い出は風の中で…」を担当[10][11]。
- 3月23日 - SAGA PLANETSより発売された『恋愛CHU! -彼女のヒミツはオトコのコ?-』の主題歌「恋愛CHU!」を「KOTOKO TO AKI」名義で担当し、「電波ソング」のハシリとして、そしてI'veが電波ソングの担い手と認知される切っ掛けとして圧倒的な知名度を誇っている[12]。さらに、同日に発売されたゲーム『Heart of Hearts』の同名主題歌とエンディングテーマ「Feel in tears」を担当[13][14]。
- 3月30日 - e-Electriciteitより発売されたゲーム『水素 ～1/2の奇蹟～』の主題歌「YA・KU・SO・KU」とエンディングテーマ「flow ～水の生まれた場所～」を担当[15][16]。
- 4月27日 - tetraより発売された『B ～蒼き背徳～』のオープニングテーマ「Mirabilis」を担当[17]。
- 5月25日 - Aypioより発売された『注射器2』の主題歌「SAVE YOUR HEART」を「KOTOKO TO AKI」名義で担当[18]。
- 6月1日 - Radiより発売された『Care ～癒すべき不治の狂気～』のオープニングテーマ「Time heals all sorrows」を担当[19]。
- 6月15日 - EMUより発売された『Railway ～ここにある夢～』の主題歌「夏草の線路」を「KOTOKO TO AKI」名義で担当[20]。
- 6月29日 - ivoryより発売された『とらいあんぐるハート3 リリカルおもちゃ箱』のエンディングテーマ「君よ、優しい風になれ」を担当し[21]、ANIMより発売された『凌辱看護婦学院』のエンディングテーマ「I pray to stop my cry」を担当[22]。
- 9月7日 - 裸足少女より発売された『お姫さまだっこ ～天使にオシオキ～』のエンディングテーマ「Magical Sweetie」を担当[23]。
- 9月28日 - Selenより発売された『Deep Fantasy』のエンディングテーマ「Time rolls on...」を担当[24]。
- 10月25日 - Princess Softより発売された『D+VINE [LUV] ドリームキャスト版』のオープニングテーマ「resolution of soul」を担当[25]。
- 10月26日 - Chaffより発売された『Coda -棘-』のオープニングテーマ「遮光」を担当[26]。
- 11月2日 - D.O.より発売された『家族計画』のオープニングテーマ「同じ空の下で」の歌唱を担当し[27]、エンディングテーマ「philosophy」の作詞を担当[28]。
- 11月22日 - BLUE GALEより発売された『コスって! My Honey』のオープニングテーマ「Change my Style 〜あなた好みの私に〜」を担当し[29]、I'veでは初の作曲をする。
- 12月5日 - ランティスより『おねがい☆ティーチャー』イメージソングCD「LOVE A RIDDLE/I can't get over your best smile」が発売され、本人が2曲の歌詞と歌唱を担当[30]。
- 12月29日 - 自身初となるインディーズシングル「hitorigoto」を「コミックマーケット61」にて限定販売で発売[31]。同日、ゲーム『Only You -リ・クルス-』のイメージソングに起用された「Crossed Destiny」が同ゲームオフィシャルガイド付属CDで発売された[32]。

2002年
- 1月10日 - WOWOWノンスクランブル枠で放送開始したアニメ『おねがい☆ティーチャー』の主題歌「Shooting Star」で、初のアニメ主題歌を担当。
- 1月26日 - ランティスレーベルより初となるシングル「Shooting Star」を発売[33]。
- 2月15日 - TGL制作のゲームソフト『ファーランドシンフォニー』のオープニングテーマ「Wing my Way」を担当[34]。
- 4月5日 - 戯画より発売された『Ripple ～ブルーシールへようこそっ～』のオープニングテーマ「あちちな夏の物語り」を担当[35]。
- 4月12日 - Selenより発売された『DEEP2』のオープニングテーマ「CAVE」を担当[36]。
- 5月30日 - Princess Softより発売された『夏色の砂時計』のオープニングテーマ「went away」を担当[37]。
- 6月26日 - 2年ぶりとなるI've Girls Compilation第3弾『Disintegration』が発売。本作は本人が初めて参加したI'veコンピレーションアルバムで、全13曲中6曲がKOTOKO担当曲となった[12]。
- 6月28日 - IMAGE CRAFT制作のゲームソフト『I-DOLL ～アイドル～』のオープニングテーマ「I-DOLL ～song for eternity～」[38]、エンディングテーマ「君と夢を信じて」を詩月カオリとデュエットで提供[39]。
- 11月1日 - 戯画より『BALDR FORCE』のオープニングテーマ「Face of Fact」を担当[40]。
- 11月15日 - Selenより発売された『兄嫁』のオープニングテーマ「amethyst」を担当[41]。
- 12月27日 - 林組制作のゲームソフト『ぎりギリLOVE』のオープニングテーマ「Just as time is running out」を担当[42]。
- 12月29日 - I'veによりアルバム『DiRTY GiFT』をコミックマーケット63で限定販売され、Outerとしてソニック・ユースの「ダーティ・ブーツ」をカヴァーしたものが収録されている。

2003年
- 1月1日 - キングレコードより発売されたラジオCD『とらいあんぐるハート'S Sound Stage』のオープニングテーマ「Trust You're Truth ～明日を守る約束～」を担当[43]。
- 2月14日 - Selenより発売された『犠母姉妹』のオープニングテーマ「rime」を担当[44]。
- 3月14日 - 戯画より発売された『カラフルキッス ～12コの胸キュン!～』のオープニングテーマ「さくらんぼキッス ～爆発だも～ん～」を担当[45]。
- 4月4日 - 戯画より発売された『ショコラ 〜maid cafe "curio"〜』のオープニングテーマ「Cream+Mint」を担当[46]。
- 5月2日 - Bonbee!より発売された『ALMA〜ずっとそばに…〜』のオープニングテーマ「Undying Love」と挿入歌「ずっとそばに…」を担当[47][48]。
- 5月30日 - ソフトウェアハウスぱせりより発売された『夢幻の迷宮3 TYPE S』のオープニングテーマ「HALLUCINO」を担当[49]。
- 6月6日 - Radiより発売された『オレ様ティーチャー ～復讐教師のwebカウンセリング～』のオープニングテーマ「Do You Feel Loved?」を担当[50]。
- 7月24日 - 佐藤ひろ美とのデュエットシングル「Second Flight」を発売され、『おねがい☆ティーチャー』の続編『おねがい☆ツインズ』の主題歌に起用された[51] また、I'veが他の所属レーベルの歌手とユニットを組んだのはこの曲が初である[12]。また、同アニメのエンディングテーマとして使用されたカップリング「明日への涙」の歌詞も担当[52]。
- 8月29日 - SQUEEZより発売された『凌辱制服女学園 ～恥蜜に濡れた制服～』のエンディングテーマ「Lupe」を担当[53]。
- 10月30日 - I've Girls Compilation第4弾『LAMENT』が発売され、その中で本人は4曲を担当し、詩月カオリとのスペシャルユニット「KOTOTO TO 詩月カオリ」で2曲を担当した[12]。
- 10月31日 - Siriusより発売された『まいにち好きして』のオープニングテーマ「absurd」を担当[54]。
- 11月27日 - I've初の電波ソングを集めたコンセプトアルバム『SHORT CIRCUIT』が発売され、13曲中9曲がKOTOKOの担当曲となった。
- 11月28日 - ANIMより発売された『私立レイプ女学院』のエンディングテーマ「oblivion」を担当[55]。
- 12月12日 - F&Cより発売された『こなたよりかなたまで』のオープニングテーマ「Imaginary affair」を担当[56]。
- 12月19日 - 戯画より発売された『V.G. NEO』のオープニングテーマ「We Survive」を担当[57]。
- 12月26日 - IMAGE CRAFTより発売された『淫妹BABY』のオープニングテーマ「はじめまして、恋。」を担当[58]。また、同日に13cmより発売された『ラストオーダー』のオープニングテーマ「Abyss」を担当[59]。
- 12月28日 - DISCOVERYよりミニアルバム『Starry Crystal』を「コミックマーケット65」にて限定販売で発売。

### 2004年 - 2010年：メジャーデビュー後の活動
2004年
- 1月30日 - Dressより発売されたゲームソフト『王立ネコミミ学園 ～あなたのための発情期♪～』のオープニングテーマ「乙女心＋√ネコミミ＝∞」を同じくI've所属の島みやえい子とデュオで担当[60]。
- 2月6日 - 戯画より発売された『カラフルハート ～12コのきゅるるん♪～』のオープニングテーマ「きゅるるんKissでジャンボ♪♪」を担当[61]。
- 2月6日 - Selenより発売された『OL姉妹』のオープニングテーマ「cross up」を担当[62]。
- 4月21日 - ジェネオンエンタテインメントからアルバム「羽-hane-」でメジャーデビューを果たした。アルバムはオリコンチャート初登場7位、初週に約3万枚を売り上げた[63]。
- 6月25日 - きゃんでぃそふとより発売された『姉、ちゃんとしようよっ! 2』のオープニングテーマ「ねぇ、…しようよっ!」を担当[64]。
- 7月24日 - 全国6ヶ所にわたる初のライブツアー『KOTOKO FIRST LIVE TOUR 2004 <羽 -hane->』を開始。
- 8月11日 - メジャー1枚目のシングル「覚えてていいよ/DuDiDuWa*lalala」を発売[65]。
- 8月27日 - 戯画より発売されたゲームソフト『らずべりー』のオープニングテーマ「らずべりー」を担当[66]。
- 9月17日 - ぷちぱじゃまより発売された『あねいも 〜アイとHのステップアップ〜』のオープニングテーマ「Fusion Star」を担当[67]。
- 9月24日 - 130cmより発売された『プリンセスブレイブ! ～雀卓の騎士～』のオープニングテーマ「Princess Brave!」を担当[68]。
- 10月1日 - 戯画より発売された『DUEL SAVIOR』のオープニングテーマ「Fatally」を担当[69]。
- 11月17日 - メジャー2枚目のシングル「Re-sublimity」を発売。表題曲はテレビアニメ『神無月の巫女』のオープニングテーマに起用され、オリコンチャート初登場8位を記録し、シングルでは初のTOP10入りを果たした[70]。
- 11月26日 - etudeより発売された『巫女舞 ～ただ一つの願い～』のオープニングテーマ「wind of memory ～記憶の風～」を担当[71]。
- 12月19日～26日 - 冬のライブツアー『KOTOKO LIVE TOUR 2004 WINTER ～冬の雫が連れて来た君が聖者だ★Happy White X'mas★～』を開催。

2005年
- 2月1日 - オフィシャルファンクラブ「Mutant Dwarf」が開設。
- 2月23日 - 3枚目のシングル「地に還る 〜on the earth〜」が、川田まみの「radiance」とのスプリット・シングルとしてリリース[72]。
- 6月8日 - 2枚目のオリジナルアルバム『硝子の靡風』を発売。
- 6月26日 - 千葉 幕張イベントホールにて開催された「RONDO ROBE イベント2005 -Gate To Date-」に出演。
- 6月29日 -オフィシャルサイトにて「KOTOKOのきまぐれ日記」を始める。
- 7月 - アメリカアナハイムで開催された『アニメエキスポ2005』にゲスト参加。このイベントでは「Wing my Way」がテーマソングとされ、また行ったライブも大成功だった。
- 7月29日 - g-clefより発売された『お保母ごと ～ひみつのおゆうぎ、ママにはないしょ～』のオープニングテーマ「お*ま*ま*ご*と」を担当[73]。
- 8月12日 - I've Girls Compilation第6弾『COLLECTIVE』が発売され、本人は6曲を担当。
- 8月26日 - きゃんでぃそふとより発売された『つよきす』のオープニングテーマ「Mighty Heart ～ある日のケンカ、いつもの恋心～」を担当[74]。
- 9月10日 - 2枚目のアルバムを引っ提げたライブツアー『KOTOKO LIVE TOUR 2005 "硝子の靡風"』を開始。
- 10月13日 - 4枚目のシングル「421 -a will-」を発売。
- 10月15日 - I've初の日本武道館ライブ『I've in BUDOKAN 2005 〜Open the Birth Gate〜』に出演。
- 12月30日 - 初のファンクラブイベントが行われた。

2006年
- 2月24日 - Gashより発売された『すぺーす☆とらぶる』のオープニングテーマ「↑青春ロケット↑」を担当[75]。
- 3月1日 - 川田まみとのスプリット・シングル『Face of Fact -RESOLUTION Ver.-/undelete』を発売。
- 3月23日 - 5枚目のシングル「being」を発売。表題曲は、本人にとって初めての作詞・作曲によるシングル曲で、テレビアニメ『灼眼のシャナ』後期のオープニングテーマに起用され、オリコン週間シングルチャートにて、自己最高となる初登場4位を記録[76]。
- 3月31日 - 戯画より発売された『この青空に約束を—』のオープニングテーマ「allegretto ～そらときみ～」を担当[77]
- 5月26日 - ねこねこソフトより発売された『Scarlett』のエンディングテーマ「loose」を担当[78]
- 6月 - 「アニメノース」参加のためカナダのトロントへ。その後「A-KON」参加のためにアメリカダラスへと向かう。共にライブを行ったりと、精力的にイベントをこなす。
- 8月25日 - ぱじゃまソフトより発売された『プリズム・アーク』の2ndオープニングテーマ「原罪のレクイエム」を担当[79]
- 10月25日 - 6枚目のシングル「Chercher 〜シャルシェ〜」を発売。
- 10月27日 - Teriosより発売された『Chanter -キミの歌がとどいたら-』のオープニングテーマ「a piacere」を担当[80]
- 12月1日 - 横浜アリーナにて初の単独アリーナライブ「KOTOKO in YOKOHAMA ARENA 2006」を開催。
- 12月13日 - 3枚目のオリジナルアルバム『UZU-MAKI』を発売[81]。
- 12月31日 - ファンクラブイベントとして、初の年越しカウントダウンライブを開催。

2007年
- 1月26日 - 戯画より発売された『チアフル!』のオープニングテーマ「Lilies line」を担当[82]
- 2月11日 - JR札幌駅 札幌ステラプレイス東側コンコース内「えき☆スタ」にて「AIR-G' FM Special Wave KOTOKOの大ゴト2007」を公開生放送。また北海道のFMラジオ局Air-G'とNTTドコモのFOMAの携帯電話で放送の模様が聞けた。
- 2月6日 - 2月12日 - 「札幌雪まつり」にAIR-G'「KOTOKOノコト」が参加。
- 2月24日 - 2月25日 - KOTOKOがデビュー以来お世話になってきたライブハウスElectric Lady Landが今年30周年を記念してKOTOKOとファンが一緒につくるイベント「KOTOKO Band Battle in Nagoya」を開催。
- 3月7日 - 7枚目のシングル「きれいな旋律」を発売。表題曲は今野緒雪が作詞、マーティ・フリードマンが作曲を担当し、『マリア様がみてる』3rdシーズンのエンディングテーマに起用された[83]。
- 4月21日 - I'veに所属するヴォーカリストである島みやえい子、川田まみ、MELL、詩月カオリとのスペシャルユニット"Love Planet Five"を結成し、シングル「天壌を翔る者たち」を発売。表題曲は本人が作詞も担当し、劇場版アニメ『灼眼のシャナ』の主題歌に起用された[83]。
- 5月23日 - 8枚目のシングル「ハヤテのごとく!」を発売。表題曲は同名のテレビアニメのオープニングテーマとして起用された[84]。
- 5月25日 - 戯画より発売された『君が主で執事が俺で』のエンディングテーマ「room」を担当[85]
- 6月22日 - I'veのコンセプト・アルバム第2弾『SHORT CIRCUIT II』が発売され、本人は全曲14曲の作詞を担当し、12曲でボーカルも担当。
- 6月24日 - 台湾公演を皮切りに、初の海外単独ライブを開催[84]。
- 7月25日 - Lillianより発売された『ティンクルくるせいだーす』のオープニングテーマ「ユメミボシ★boom! boom!」を担当[86]
- 10月7日 - 北海道情報大学にて自身初の学園祭ライブを行う。
- 10月17日 - 9枚目のシングル「七転八起☆至上主義!」を発売。表題曲は前作に引き続き、テレビアニメ『ハヤテのごとく!』の後期オープニングテーマに起用された。[87]
- 12月19日 - 10枚目のシングル「リアル鬼ごっこ」を発売。表題曲は初となる実写映画のタイアップで、百万部を超えるべストセラーとなった同名小説の映画化の主題歌に起用された[88]。
- 12月20日 - 漫画『異国迷路のクロワーゼ』のイメージソングに起用された「La clef 〜迷宮の鍵〜」は、『ドラゴンエイジPure』vol.8の付録CDで発売された[89]。
- 12月21日 - 冬のコンサートツアー『KOTOKO LIVE TOUR 2007 WINTER』を開始[88]。

2008年
- 1月25日 - ぱじゃまソフトより発売された『プリズムアーク らぶらぶマキシマム』の挿入歌「決断のentrance」を担当[90]
- 3月10日 - 11枚目のシングル「BLAZE」を発売。表題曲はテレビアニメ『灼眼のシャナII』のオープニングテーマとして使用され、灼眼のシャナシリーズに関連したタイアップ曲では第3弾となった[91]。カップリング曲の「Sociometry」は、同アニメのエンディングテーマに起用された。
- 3月27日 - みなとすてーしょんより発売された『君が主で執事が俺で ～お仕え日記～』のオープニングテーマ「常識! バトラー行進曲」を担当[92]
- 4月 - 公式ホームページを大幅リニューアル。「KOTOKOの気まぐれ日記」に替えて新たにブログ「KOTOKOの☆きらきらみっけた晴れ曜日☆」を開始した。
- 4月25日 - 戯画より発売された『カラフルウィッシュ ～12コのマジ☆キュン!～ 』のオープニングテーマ「I need magic ～解けないマジ☆キュン♪～」[93]、きゃんでぃそふとより発売された『つよきす2学期』のオープニングテーマ「Swift Love ～健全男子にモノ申す～」を担当[94]
- 5月21日 - 12枚目のシングル「Special Life!」を発売。表題曲はテレビアニメ『仮面のメイドガイ』のオープニングテーマに起用された[95]。
- 7月15日 - 6年ぶりにOuterとしての楽曲「Ha!!!ppiness」を発表し、Teriosより発売されたゲーム『新妻は魔法少女』のオープニングテーマに起用された[96]。
- 8月29日 - 130cmより発売された『ふりフリ』のオープニングテーマ「Stars Biscuit」を担当[97]
- 9月24日 - I'veのリミックスアルバム『master groove circle』が発売され、KOTOKOの4曲が収録されている。
- 12月3日 - シングル「U make 愛 dream」を発表[98]。
- 12月19日 - manaより発売されたゲーム『メアメアメア』のオープニングテーマ「Crash Course ～恋の特別レッスン～」を詩月カオリとのデュオで担当[99]。
- 12月28日 -  I'veのカヴァーアルバム『The Front Line Covers』が発売され、本人はSHIHOに提供した楽曲「Belvedia」と高瀬一矢が作詞・作曲した楽曲「季節の雫」をカヴァー。

2009年
- 1月1日～2日 - 2日間にわたって日本武道館にて開催された『I'VE in BUDOKAN 2009 ～Departed to the future～』に出演[100]。
- 3月25日 - I've設立10周年を記念して販売されたボックスセット『Departed to the future』が発売され、CDシングル「SnIpe」が同梱されている。
- 4月21日 - メジャーデビュー5周年を迎える、それを機にI've外での活動をスタートし、その際の名義を小文字のkotokoにて活動することを発表。なおI'veでの活動もこれまで通り並行して行われ、その際の名義は引き続き大文字のKOTOKOである。
- 4月24日 - Selenより発売されたゲームソフト『はらみこ』のオープニングテーマ「fickle」を担当[101]
- 6月24日 - 小文字の「kotoko」名義で最初で最後のシングル「蒼-iconoclast/PIGEON-the green-ey'd monster」を発売[102]。
- 6月26日 - IMAGE CRAFTより発売されたゲームソフト『無差別恋愛』のオープニングテーマ「Ideal Forest」を担当[103]
- 7月18日 - 3年振りのライブハウス・ツアー『KOTOKO LIVE HOUSE TOUR 2009 WARP !! ～限界打破への旅 -trial stage-～』を開始。
- 7月31日 - SAGA PLANETSより発売されたゲームソフト『ナツユメナギサ』のオープニングテーマ「bumpy-Jumpy!」を担当[104]
- 8月26日 - 13枚目のシングル「daily-daily Dream」を発売。表題曲はテレビアニメ『ハヤテのごとく!!』の後期オープニングテーマに起用された[105]。
- 8月28日 - みなとそふとより発売されたゲームソフト『真剣で私に恋しなさい!』のエンディングテーマ「茜空 ～それが僕らの世界だった～」を担当[106]
- 10月14日 - 前項のライブツアーの最中に制作された4作目のアルバム『イプシロンの方舟』を発売[107]。
- 10月23日 - ルピナスより発売されたゲームソフト『ハチミツ乙女blossomdays』のオープニングテーマ「blossomdays」を担当[108]
- 11月27日 - 戯画より発売されたゲームソフト『BALDRSKY Dive2 -RECORDARE-』のオープニングテーマ「jihad」を担当[109]
- 12月16日 - 14枚目のシングル「SCREW」を発売。表題曲は押井守監督が約8年ぶりに手掛ける長編実写映画『アサルトガールズ』の主題歌に起用された[107]
- 12月23日 - メジャーデビュー5周年を記念して、デビューして以来のアニメタイアップの楽曲を集めたベストアルバム『KOTOKO ANIME'S COMPILATION BEST』を発売[110]。
- 12月23日 - I'veのアルバム『I've MANIA Tracks Vol.II』がコミックマーケット77で限定販売され、2000年12月にAKIとのデュエットで発表された「prime」のセルフカヴァー「prime -"thank you" and "from now"-」を収録している。

2010年
- 1月23日 - 「"thank you" and "from now" KOTOKO LIVE IN BUDOKAN 2010 『Pleasure X Pleasure = Pleasure!!!』」が開催される。また、ライブ映像はインターネットでリアルタイム配信がされた。
- 5月28日 - ぱじゃまそふとより発売されたゲームソフト『プリズム☆ま～じカル』のオープニングテーマ「幻想の宝石」を担当[111]
- 6月25日 - 詩月カオリとのデジユニット「SHORT CIRCUIT」のアルバム『SHORT CIRCUIT III』を発売[112]。
- 7月7日 - 15枚目のシングル「碧羅の天へ誘えど」を発売。表題曲はPS3/Xbox 360対応ゲームソフト『BLAZBLUE CONTINUUM SHIFT』の主題歌に起用された[112]。
- 7月18日・19日にSHIBUYA-AX、7月23日に大阪BIG CATにてライブイベント『SHORT CIRCUIT III』を開催[112]。
- 7月30日 - ぱじゃまそふとより発売されたゲームソフト『もっと 姉、ちゃんとしようよっ!』のオープニングテーマ「Crystal moment」を担当[113]
- 8月1日 - 全27公演におよぶワンマンライブハウスツアー「夏だ! 響舞（らいぶ）だ! 全国行脚祭!!!」を開始[112]。
- 10月20日 - 16枚目のシングル「Loop-the-Loop」を発売。表題曲はテレビアニメ『もっとTo LOVEる -とらぶる-』のオープニングテーマに起用された[114]。
- 11月 -「Amazon.co.jp 10周年記念 殿堂入り著者・アーティスト」の「国内アーティスト」部門に選出された。

### 2011年 - 2017年：I'veから独立し、ワーナーへ移動
2011年
- 3月2日 - ジェネオンエンタテインメントより発売されたドラマCD『ヒメこい』のオープニングテーマ「Mimosa」を担当[115]
- 6月4日 - 初のアコースティック・ライブ・ツアー『"心音" ～繋げよう! 歌と笑顔と君の手と～』を開始[116]。
- 6月24日 - きゃんでぃそふとより発売されたゲームソフト『もっと 姉、ちゃんとしようよっ! アフターストーリー』のオープニングテーマ「*bloom*」を担当[117]
- 7月3日 - 新木場STUDIO COASTにてI've主催のフェス形式ライブイベント『TRIBAL LINK 2011 in TOKYO』に出演[118]。
- 7月29日 - I've女性ボーカリストでフルカバーしたアルバム『TRIBAL LINK -L』『TRIBAL LINK -R』が発売され[118]、本人が歌詞提供楽曲「IMMORAL」と「FLY TO THE TOP」をカバーした。同日、Key Sounds Label公式サイトで配信されていたネットラジオ『Keyらじ』のまとめCD『KeyらじCD Vol.2』が発売され、本人が歌うテーマソング「World Link」を収録[119]。
- 8月1日 - ファクトリーレコーズより独立し、プライベートオフィス Orpheeco（合同会社オルフェコ）を設立した[120][121]。
- 8月12日 - Outerとしてインディーズ1stミニアルバム『OUTER』をコミックマーケット80の会場および通販限定でリリース。
- 9月22日 - 戯画より発売されたゲームソフト『シュクレ ～sweet and charming time for you～』のオープニングテーマ「thyme」を担当[122]
- 10月5日 - ワーナーミュージック移籍第1弾、通算5作目のオリジナルアルバム『ヒラく宇宙ポケット』を発売。本作は、初めてI'veウンドクリエイター集団の完全なプロデュースではなく、kz、齋藤真也、DECO*27、鼻そうめんP、Masayoshi Minoshimaなどのミュージシャンが参加[123]。
- 11月16日 - 17枚目のシングル「Light My Fire」を発売。表題曲はsupercellのryoが作詞・作曲・編曲・サウンドプロデュースを担当し、テレビアニメ『灼眼のシャナⅢ -FINAL-』のオープニングテーマに起用された[124]。
- 11月25日 - manaより発売されたゲームソフト『ましろサマー』のオープニングテーマ「Pray's Color -Link-」「Pray's Color -Lost-」を担当[125][126]。
- 11月30日 - アニメイト新宿店屋上にて「Light My Fire」発売記念トーク&ライブイベントを開催[127]。

2012年
- 1月27日 - みなとそふとより発売されたゲームソフト『真剣で私に恋しなさい! S』のエンディングテーマ「未来自画像」を担当[128]。
- 2月10日 - Lillianより発売された『ティンクル☆くるせいだーす -Passion Star Stream-』のオープニングテーマ「みらくる☆みるきーうぇい」を担当[129]。
- 2月24日 - SAGA PLANETSより発売された『はつゆきさくら』のオープニングテーマ「Presto」を担当[130]。
- 3月23日 - 戯画/TEAM BALDRHEADより発売された『マテリアルブレイブ』のオープニングテーマ「Unite + reactioN」を担当[131]。この曲は作曲・編曲を菊田大介が担当し、音楽クリエイター集団「Elements Garden」プロデュースによる初の楽曲となった。
- 5月15日 - 18枚目のシングル「→unfinished→」を発売。表題曲はfripSideの八木沼悟志が作曲・編曲・サウンドプロデュースを担当し、テレビアニメ『アクセル・ワールド』のエンディングテーマに起用された[132]。
- 5月30日 - revolutionより発売された『つよきす 3学期 Portable』のオープニングテーマ「Love mission!! ～なんだ。ただの恋かw～」を担当[133]。
- 6月29日 - tone work'sより発売された『初恋1/1』の主題歌「桜舞う坂を、君と歩く」を担当[134]。
- 9月28日 - フロントウイングより発売された『ピュアガール』のオープニングテーマ「One-Chance!!」を佐藤ひろ美とのデュエットで担当し[135]、Feliciaより発売された『優しい魔法の唱え方』のオープニングテーマ「あさがお」を担当[136]。
- 12月19日 - 19枚目のシングル「リスタート」を発売。本作は、「Loop-the Loop」以来2年ぶりのI'veサウンドクリエイターがプロデュースしたシングルで、表題曲は、スマートフォンゲーム恋愛ゲーム『恋愛リプレイ』の主題歌に起用された[137]。
- 12月20日 - GN Softwareより発売された『屋根裏の彼女』のオープニングテーマ「soupir d'ange」を担当[138]。

2013年
- 1月25日 - 戯画より発売されたゲームソフト『マテリアルブレイブ イグニッション』のオープニングテーマ「U」を担当[139]。
- 4月26日 - F&C・FC01より発売された『こなかな2 ～Konatayori Kanatamade II～』のオープニングテーマ「monochrome」[140]、manaより発売された『ゆめいろアルエット!』のオープニングテーマ「Teller of World」[141]、AXLより発売された『百花繚乱エリクシル』のオープニングテーマ「Flower!!」を担当[142]。
- 8月7日 - 「KOTOKO＆佐藤ひろ美」名義で「おねがい☆ティーチャー」「おねがい☆ツインズ」シリーズの10周年記念シングル「回帰新星 -recurrent nova-/夏風ノスタルジア」を発売[143]。
- 8月9日 - 国立代々木競技場 第一体育館にて開催"a-nation island powered by ウイダーin ゼリー"の期間中に贈るアニソンフェス『アニジェネ ～ANISON GENERATION～』に出演[144]。
- 9月7日～16日 - ファンクラブ会員限定ゲームソングのみのアコースティック・ライブ・ツアー『FC限定 Acoustic Live @ O.G.M. -Only Game Music-』を開催[145]。
- 9月27日 - 戯画より発売された『BALDR SKY "ZERO"』のオープニングテーマ「WING OF ZERO」[146]、SAGA PLANETSより発売された『カルマルカ*サークル』のオープニングテーマ「Floating up」を担当[147]。
- 10月25日 - Whirlpoolより発売された『うそつき王子と悩めるお姫さま -PRINCESS SYNDROME-』のオープニングテーマ「恋する森のfairy tale」を担当[148]。
- 11月20日 - 6枚目のオリジナルアルバム『空中パズル』を発売。本作は前作に引き続き、高瀬一矢、井内舞子、八木沼悟志、齋藤真也、DECO*27といったクリエイター陣が集結した[149]。
- 11月29日 - ねこねこソフトより発売された『そして煌めく乙女と秘密＾5』のオープニングテーマ「きらめく乙女」を担当[150]。

2014年
- 1月26日 - ライブツアー『KOTOKO LIVE TOUR 2014 "空中パズル"』を開始[151]。
- 2月28日 - フロントウイングより発売されたゲームソフト『イノセントガール』のオープニングテーマ「Art as ♡」を担当[152]。
- 3月28日 - 戯画より発売された『BALDR SKY "ZERO" 2』のオープニングテーマ「Reboot oN/↓0」[153]、裸足少女より発売された『3Ping Lovers!☆一夫二妻の世界へようこそ♪』のオープニングテーマ「そのハート、危険物につき取り扱いChu♡意!!」を担当[154]。
- 4月19日 - メジャーデビュー10周年記念、47都道府県全制覇ライブツアー『KOTOKO 10th Anniversary Live Tour "47 ARCH" ～駆け回り食べまくり! NEO～』を開始[155]。
- 4月25日 - AXLより発売された『レーシャル・マージ』のオープニングテーマ「affection」[156]、ぱじゃまソフトより発売された『恋愛はーれむ ～大好きって言わせて～』のオープニングテーマ「ゆらふわ Sunny day」を担当[157]。
- 7月4日 - Mistyより発売された『性欲のはけ口』のオープニングテーマ「ruin」を担当[158]。
- 7月19日 - ランティス15周年記念ライブ『ランティス祭り』に出演[159]。
- 7月23日 - 20枚目のシングル「TOUGH INTENTION」を発売。表題曲は宮田リョウによる作曲・編曲となる楽曲で、テレビアニメ『白銀の意思 アルジェヴォルン』のオープニングテーマに起用された[160]。
- 8月1日・8月8日 - アニメイト三宮店・アニメイト渋谷店にて「TOUGH INTENTION」発売記念イベントを開催[161][162]。
- 10月26日 - 千葉・東京情報大学にて開催された『翔風祭』に出演[163]。
- 11月1日 - 東京・立正大学にて開催された『橘花祭』に出演[164]。
- 11月2日 - 上海・MAO Livehouse Shanghaiにて開催されたイベント『ANIMAO』に出演[165]。
- 11月5日 - 21枚目のシングル「ZoNE-iT」を発売。
- 11月6日 - 赤坂BLITZにて開催された『NEXTGATE.LINK Secret Live Vol.1』に出演[166]。
- 11月8日 - アニメイト津田沼店、吉祥寺店、川崎店にて「ZoNE-iT」発売記念イベントを開催[167]。
- 11月22日 - 横浜アリーナにて開催された『ANIMAX MUSIX 2014 YOKOHAMA』[168]。
- 11月24 - 横浜ベイホールにて開催された『SAGA PLANETS FIRST SONIC ～花咲ワークフェス2014～』に出演[169]。
- 11月28日 - チュアブルソフトより発売された『残念な俺達の青春事情。』のオープニングテーマ「Bum-out!!」[170]、spriteより発売された『蒼の彼方のフォーリズム』の挿入歌「INFINITE SKY」を担当[171][172]。
- 12月31日 - 東京・メルパルクTOKYOにて『KOTOKO COUNT DOWN LIVE "BIG ARCH from 2014 to 2015"』を開催[173]。このライブでゲストが招かれること自体が初めてで、そのアーティストは玉置成実と愛美だった[174]。

2015年
- 1月25日 - 日本武道館にて開催された『リスアニ! LIVE-5』に出演[175]。
- 3月15日 - 東京ドームシティホールにて開催されたI'veの15周年記念ライブ『I'VE RADICAL ENSEMBLE OF 15th ANNIVERSARY』に出演[176]。
- 3月27日 - 戯画より発売されたゲームソフト『シロガネ×スピリッツ!』のオープニングテーマ「Adolescence Locator」を担当[177]。
- 4月9日 - 加賀クリエイトより発売されたゲームソフト『百花繚乱エリクシル ～Record Of Torenia Revival～』のオープニングテーマ「Blooming!!」を担当[178]。
- 4月19日 - 東京・渋谷公会堂にて10周年記念ライブツアーファイナル『KOTOKO 10th Anniversary The Grand Final Live "ARCH"』を開催[179]。
- 4月22日 - BD化したミュージッククリップ集『KOTOKO MUSIC VIDEO COLLECTION "26stories"』を発売[180]。デビュー・シングルの新録バージョン「覚えてていいよ (2015 ver.)」が4月19日からiTunes Store、アニメロミックスにて音楽配信で先行リリース[181]。
- 6月28日・7月25日 - 特定のカテゴリに絞ったコンセプチュアル・コンサート"Categorize LIVE 『Melodic Zoo』"シリーズを開始し、第1回目のダーク・ハード系カテゴリ「Melodic Zoo ～dark scorpion～」を東京・大阪の各会場にて開催[182]。
- 8月16日 - カナダ・バンクーバーにて開催された『Anime Revolution 2015』に出演[183]。
- 10月12日・10月18日 - コンセプチュアル・ライブ『Melodic Zoo』シリーズ第2回目の電波＆キュート系POPカテゴリ「Melodic Zoo ～candy rabbit～」を岡山・北海道の各会場にて開催[184]。
- 11月21日 - 横浜アリーナにて『ANIMAX MUSIX 2015』が開催され、ALTIMAのステージ後のシークレットゲストとして登場し、新ユニット"KOTOKO×ALTIMA PROJECT"を発表、映画『アクセル・ワールド INFINITE∞BURST』の主題歌に決定した「PLASMIC FIRE」を初披露[185]。
- 12月29日 - I'veコンピレーションアルバム『The Time 〜12 Colors〜』が発売され、高瀬一矢が作曲した曲「Stardust Train」が収録されている。

2016年
- 1月17日・2月6日 - コンセプチュアル・ライブ『Melodic Zoo』シリーズ第3回目のしっとり&切ない系カテゴリ「Melodic Zoo ～crystal swan～」を東京・福岡の各会場にて開催[186]。
- 2月14日 - 名古屋・ナガシマスパーランドにて開催された『ナゴヤアニソンフェス』に出演[187]。
- 3月25日 - うぃんどみるOasisより発売されたゲームソフト『ウィザーズコンプレックス』の主題歌「ウィザーズコンプレックス」を佐藤ひろ美とデュエットで担当[188]。
- 4月4日 - 「KOTOKO×ALTIMA」名義でコラボレーション・シングル「PLASMIC FIRE」を発売。表題曲は7月23日に公開されたアニメ映画『アクセル・ワールド INFINITE∞BURST』の主題歌に起用され、「→unfinished→」に引き続き、アクセル・ワールドシリーズ関連では第2弾となるタイアップ曲である[189]。
- 4月28日 - チュアブルソフトより発売されたゲームソフト『あなたをオトコにしてあげる!』のオープニングテーマ「Fancy Game!?」を担当[190]。
- 5月8日 - 5月28日～29日 - コンセプチュアル・ライブ『Melodic Zoo』シリーズ第4回目のデジタル系カテゴリ「Melodic Zoo ～robotic lizard～」を大阪・新潟の各会場にて開催[191]。
- 7月29日 - ゆずソフトより発売された『千恋*万花』のオープニングテーマ「恋ひ恋ふ縁」を担当[192]。
- 7月30日 - 8月6日～7日 - コンセプチュアル・ライブ『Melodic Zoo』シリーズ第5回目の爽やか元気＆クールロック系カテゴリ「Melodic Zoo ～rock 'n' kangaroo～」を宮城・名古屋の各会場にて開催[193]。
- 8月26日 - さいたまスーパーアリーナにて開催された『Animelo Summer Live 2016 刻-TOKI-』に出演[194]。また、戯画より同日発売された『BALDR HEART』のオープニングテーマ「Sign of Suspicion」を担当[195]。
- 9月18日 - 北海道・Sound Lab moleにて開催された『ANI-ON! meets MUSIC ～あにみゅ～』に出演[196]。
- 10月30日 - 東京・品川インターシティーホールにて開催されたsolfaの10周年記念ライブ『solfa or die!!! ～neo パンダ祭り～』に出演[197]。
- 11月23日 - 横浜アリーナにて開催された『ANIMAX MUSIX 2016 YOKOHAMA』に出演[198]。
- 11月25日 - シンガポールにて開催された『Anime Festival Asia Singapore 2016』に出演[199]。
- 12月4日 - 台湾・TICCにて開催された『リスアニ! LIVE TAIWAN』に出演[200]。
- 12月26日～12月30日 - コンセプチュアル・ライブ『Melodic Zoo』シリーズの一挙再公演『Melodic Zoo -リターンズ-』を東京の各会場にて開催[201]。
- 12月31日 - 年末カウントダウンライブ『KOTOKO COUNTDOWN LIVE 2016→2017～Asia tour in TOKYO+α～』を開催[202]。

2017年
- 1月14日 - 大阪城ホールにて開催された『ANIMAX MUSIX 2017 OSAKA』に出演[198]。
- 2月11日 - 香港のアニメコンベンション『C3 in Hong Kong』に出演[203]。
- 2月22日 - 春奈るなとのデュエット曲「S×W -soul world-」がPS4/PS Vita用ゲームソフト『アクセル・ワールド VS ソードアート・オンライン 千年の黄昏』の主題歌に起用され、春奈のミニアルバム『S×W EP』の表題曲に決定された。
- 3月1日 - voidとコラボレートした楽曲「XXX-revolt」をCAPCOMアーケードゲーム『crossbeats REV.』に提供し、オリジナルサウンドトラックCDで発売[204]。
- 3月18日 - さいたまスーパーアリーナにて開催されたfripSideのデビュー15周年記念ライブ『fripSide LIVE TOUR 2016-2017 FINAL in Saitama Super Arena -Run for the 15th Anniversary-』に出演[205]。
- 4月4日 - アルファポリスによる開発のブラウザゲーム『月が導く異世界道中』のイメージソング「月下流進」を担当[206]。
- 5月2日 - Zeppダイバーシティ東京にて開催された春奈るなのデビュー5周年記念ライブ『春奈るな LIVE 2017 "5th Anniversary Fes." ♡with you♡』に出演[207]。
- 6月30日 - spriteより発売されたゲームソフト『蒼の彼方のフォーリズム EXTRA1』のオープニングテーマ「One Small Step」を担当[208]。
- 7月15日 - ライブツアー『KOTOKO LIVE TOUR 2017 "Fight!!" ～げーソンVSあにソン・夏の陣～』を開始[209]。
- 9月1日 - 東京・TSUTAYA O-EASTにてライブツアーファイナル公演『KOTOKO LIVE TOUR 2017 "Fight!!" ツアーファイナル前夜祭～ノンタイアップソングの乱！～』を開催[210]。
- 9月29日 - Parasolより発売された『桜ひとひら恋もよう』のオープニングテーマ「桜ひとひら恋もよう」を担当[211]。
- 10月27日 - 戯画より発売された『BALDR BRINGER』のオープニングテーマ「real-Reality」を担当[212]。
- 11月21日 - スクウェア・エニックス開発のアーケードゲーム『ミリオンアーサー アルカナブラッド』の主題歌「die or dice?」を担当[213]。
- 12月22日 - Steamで配信開始されたOVA『ネコぱら』のエンディングテーマ「▲MEW▲△MEW△ CAKE」を担当[214]。
- 12月31日 - 年末カウントダウンライブ『KOTOKO COUNTDOWN LIVE 2017→2018 ～げーソン VS あにソン・冬の陣～』を開催[215]。

### 2018年 - 現在：NBCユニバーサルへの復帰
2018年
- 1月28日 - yamasaによる2016年発売のパチスロ機『パチスロ ウィッチマスター』に提供した楽曲「Strange Strength」が音楽配信サイトでフルバージョンを配信開始された[216]。
- 2月1日 - タカラトミーとHobbyJAPANによる開発のゲームアプリ『WAR OF BRAINS』にTatshとコラボレートした楽曲「エリカ」を提供し、第4弾拡張パック「Riot for Freedom」に収録された[217]。
- 2月3日 - さいたまスーパーアリーナにて開催された『NBCUniversal ANIME×MUSIC FESTIVAL～25th ANIVERSARRY～』に出演[218]。同日、NBCユニバーサル・エンターテイメントジャパンへの、レコード会社移籍を発表（自身にとって6年半ぶりの復帰になる）[219]。
- 3月10 - 東京・ディファ有明にて開催された戯画25周年記念ライブイベント『戯画 1st LIVE ～Sky ticket～』に出演[220]。
- 3月30日 -  PIXEL MINTより発売された『ぱらだいすお〜しゃん』の挿入歌「Instinct's Answer」をave;newとのコラボレーションで担当[221]。
- 4月21日 - 中国・広州体育館にて開催された『ANIMAX MUSIX 2018 Guangzhou』に出演[222]。
- 6月17日 - 新木場STUDIO COASTにて開催された『リスアニ! PARK Vol.02』に出演[223]。
- 6月27日 - I'veの高瀬一矢との完全コラボレーションアルバム「tears cyclone -廻-」を発売[224]。
- 7月21日 - KOTOKO LIVE TOUR 2018「tears cyclone-廻-」を開始[225]。
- 9月9日 - 八木沼悟志とタッグを組んで制作した楽曲「新緑のユートピア」が中国ゲームアプリ『牧羊人之心』のテーマソングに決定された[226]。
- 9月30日 - 東京・渋谷TSUTAYA O-EASTにて『KOTOKO LIVE TOUR 2018 "tears cyclone -廻-"』のファイナル公演を開催[227]。
- 11月25日 - 戯画によるBALDRシリーズで初のブラウザ&Android向けロールプレイングゲーム『BALDR ACE』の主題歌「REFOCUS」を担当[228]。
- 12月3日 - Outerとして楽曲「Elimination」を発表し、サミーより発売されたパチンコ機『CRブラックラグーン3』の搭載曲に決定された[229]。
- 12月26日 - 戯画による開発のゲームソフト『アオナツライン』の同名主題歌「アオナツライン」を担当することが発表され、プロモーションビデオが公開された[230]。

2019年
- 1月27日 - 日本武道館にて開催された『リスアニ! LIVE 2019』に出演[231]。
- 1月28日 - BEMANI Sound Team "L.E.D."とコラボレートした楽曲「UNDERWORLD HOLOGRAPHY」がKONAMI音楽ゲーム『beatmania IIDX 26 Rootage』に提供し、開催されたイベント『蜃気楼の図書館』で発表された[232]。
- 4月21日 - メジャーデビュー15周年記念ライブ"Fifteen Tales"を北海道にて開催し、4月28日東京にて『"Fifteen Tales" ☆PREMIUM☆』を開催。
- 6月26日 - 8枚目のオリジナルアルバム「tears cyclone-醒-」を発売。元I'veのメンバー中沢伴行がトータルプロデュースを担当。
- 8月3日 - 全国ライブツアー『KOTOKO LIVE TOUR 2019 "tears cyclone -醒-"』を開始。
- 9月7日 - 東京・渋谷TSUTAYA O-EASTにて『KOTOKO LIVE TOUR 2019 "tears cyclone -醒-"』のファイナル公演を開催[233]。
- 10月26日 - 神戸ワールド記念ホールにて開催された『ANIMAX MUSIX 2019 KOBE』に出演[234]。
- 11月30日 - 上海にてアジアツアー『KOTOKO Major Debut 15th Anniversary Tour "FifteenTales"』が開始した。
- 12月7日 - 京都ロームシアターメインホールにて開催された『京 Premium Live 2019』に出演[235]。
- 12月31日 - 神奈川・パシフィコ横浜会議センターメインホールにて『KOTOKO カウントダウンライブ 2019→2020 ～Thank you Anniversary!!～』を開催[236]。

2020年
- 4月21日 - ベストアルバム『KOTOKO's GAME SONG COMPLETE BOX "The Bible"』を発売。デビュー以来歌唱してきたゲームの主題歌を全曲集めたボックス・セットとなった。オリコンアルバムチャートで初登場4位を記録し、デビュー以来初めてアルバムチャートのトップ5入りを果たした。
- 4月28日 - 戯画による開発のゲームソフト『閃鋼のクラリアス』の主題歌「faith ～信じる力～」を担当することが発表され、プロモーションビデオも公開された[237]。
- 8月7日 ライブツアー『KOTOKO LIVE TOUR 2020 "The Bible"』が広島県で開始。
- 11月17日 - 約6年ぶりとなるソロシングル「SticK Out」とアニメソングベストアルバム『KOTOKO Anime song's complete album "The Fable"』が同時に発売。
- 11月27日 - CFKより発売されたPCゲームソフト『ネコとパティシェのノエル』オープニングテーマ「SWEET×SWEET」とエンディングテーマ「NEGAIGOTO」を担当[238]。
- 12月20日 - オンラインイベント『アニメJAM 2020』に出演[239]。

2021年
- 4月4日 - ライブツアー『KOTOKO LIVE TOUR 2021 "The Fable"』を開始[240]。
- 4月22日 - 本人とI'veサウンドクリエイター集団によるパンク・バンド、Outerの復活を発表。
- 4月28日 - Steamで配信開始されたPC向けゲームソフト『NEEDY GIRL OVERDOSE』の主題歌「INTERNET OVERDOSE」をAiobahnとのコラボレーションで担当[241]。
- 5月16日 - 東京・豊洲PITにて『KOTOKO LIVE TOUR 2021 "The Fable"』のファイナル公演を開催[242]。
- 6月22日 - DMMによる開発のスマートフォン向けゲーム『エンジェリックリンク』の主題歌「Party☆Connection」を担当することが発表され、プロモーションビデオも公開された[243]。
- 6月23日 - OuterとしてNBCユニバーサルからメジャー1作目のアルバム『Rebellious Easter』を発売[244]。
- 7月4日 - 東京・豊洲PITにてOuter一夜限りの復活ライブ『Outer one-night stand GIG "Rebellious Easter"』を開催[245]。
- 7月29日 - スマートフォン向けゲーム『タイムディフェンダーズ』の主題歌「Miracle」を担当することが発表され、プロモーションビデオも公開された[246]。
- 9月25日 - 10年ぶり2度目のアコースティックツアー「KOTOKO Acoustic Live Tour “心音2”～頑張ってるあなたへ。音泉寄ってこ?～」を開始[247]。
- 12月5日 - 新潟・りゅーとぴあコンサートホールにて開催された『超アニソンライブ2021』に出演[248]。
- 12月13日 - NextNinjaによる公開されたロールプレイングゲーム『グランドサマナーズ』メインストーリー第3部のエンディングテーマ「盲目のEternity」を担当[249]。

2022年
- 1月19日 - 23枚目のシングル「Fastest!」を発売。表題曲はTVアニメ『新幹線変形ロボ シンカリオンZ』のエンディングテーマに起用された[250]。
- 1月22日 - 新型コロナウイルス感染症の陽性と判定されたことを発表し、千葉・柏 PALOOZAにて予定されていた「KOTOKO Acoustic Live Tour "心音2"」公演は延期、1月22日に「リスアニ! LIVE 2022」への出演をキャンセルした[251]。
- 4月30日 - 東京・Zepp DiverCity Tokyoにて開催されたライブ『NBCUniversal Anime×Music 30th Anniversary STARTING PARTY』に出演[252]。
- 5月2日 - ボーカルアーティストとして参加したスマートフォン向けゲーム『東方ロストワード』のミュージックビデオ「PHANTOM PAIN」が公開された[253]。
- 5月21日 - 羽田空港にて開催されたライブ『Music Unity 2022』に出演[254]。
- 6月22日 - 電波ソングを集めた9枚目のオリジナルアルバム『すぅぃ〜とさいくろん-☆いぇいっ☆-』を発売[255]。
- 8月7日〜10月1日 - ライブツアー『KOTOKO LIVE TOUR 2022 "すぅぃ～とさいくろん-☆いぇいっ☆-"』を開催[256]。
- 10月13日 - TOKYO MXほかで放送開始のテレビアニメ『ある朝ダミーヘッドマイクになっていた俺クンの人生』エンディングテーマ「形にできないモノローグ」を担当[257]。

2023年
- 3月25日 - オンラインライブ『戯画 MEMORIAL LIVE feat.KOTOKO』に出演[258]。
- 4月22日 - 2024年4月21日のデビュー20周年記念までの1年間、2度目となる日本全国47都道府県ツアー『KOTOKO 20th Anniversary Tour 47 SKY』を開始[259]。
- 9月13日 - メジャーデビュー20周年記念アルバム『リデコレイト・マイセルフ』を発売[260]。
- 9月16日 - ところざわサクラタウンにて開催された電撃文庫30周年記念『灼眼のシャナ』フィルムコンサートにスペシャルゲストとして出演[261]。
- 10月9日 - Zepp DiverCityにてメジャーデビュー20周年記念アルバムの発売を記念して『KOTOKO Special Live 2023 “リデコレイト・マイセルフ”』を開催予定[262]。
- 12月9日 - 京都ロームシアターメインホールにて開催される『京 Premium Live 2023』に出演予定[263]。

## ディスコグラフィ

### シングル
|            | 通算 | 発売日         | タイトル                                    | 規格品番               | 規格品番   | オリコン 最高位 |
| 初回限定盤 | 通算 | 発売日         | タイトル                                    | 通常盤                 |            | オリコン 最高位 |
| ---------- | ---- | -------------- | ------------------------------------------- | ---------------------- | ---------- | --------------- |
| ※          | 1    | 2001年12月29日 | hitorigoto                                  |                        | ICD-66005  | 圏外            |
| ※          | 2    | 2002年1月26日  | Shooting Star                               | LACM-4045              | 62位       |                 |
| ※          | 3    | 2002年12月28日 | went away                                   | SCDC-10015             | 圏外       |                 |
| 1st        | 4    | 2004年8月11日  | 覚えてていいよ/DuDiDuWa*lalala              | GNCA-0003              | 15位       |                 |
| 2nd        | 5    | 2004年11月17日 | Re-sublimity                                | GNCA-0005              | GNCA-0006  | 8位             |
| 3rd        | 6    | 2005年2月23日  | 地に還る 〜on the earth〜                   | GNCA-0014              | GNCA-0015  | 19位            |
| 4th        | 7    | 2005年10月13日 | 421-a will-                                 | GNCV-0016              | GNCV-0017  | 16位            |
| ※          | 8    | 2006年3月1日   | Face of Fact -RESOLUTION Ver.-              |                        | GNCA-0026  | 21位            |
| 5th        | 9    | 2006年3月23日  | being                                       | GNCA-0024              | GNCA-0025  | 4位             |
| 6th        | 10   | 2006年10月25日 | Chercher 〜シャルシェ〜                     | GNCA-0035              | GNCA-0036  | 16位            |
| 7th        | 11   | 2007年3月7日   | きれいな旋律                                | GNCA-0037              | GNCA-0038  | 18位            |
| 8th        | 12   | 2007年5月23日  | ハヤテのごとく!                             | GNCA-0039              | GNCA-0040  | 7位             |
| 9th        | 13   | 2007年10月17日 | 七転八起☆至上主義!                          | GNCA-0083              | GNCA-0084  | 9位             |
| 10th       | 14   | 2007年12月19日 | リアル鬼ごっこ                              | GNCA-0071              | GNCA-0072  | 15位            |
| 11th       | 15   | 2008年3月12日  | BLAZE                                       | GNCV-0001              | GNCV-0002  | 13位            |
| 12th       | 16   | 2008年5月21日  | Special Life!                               | GNCV-0003              | GNCV-0004  | 13位            |
| ※          | 17   | 2008年12月3日  | U make 愛 dream                             | AISP-0001 （CD-ROM盤） | GNCA-7921  | 46位            |
| ※          | 18   | 2009年6月24日  | snIpe                                       |                        | GNCV-0018  | 62位            |
| ※          | 19   | 2009年6月24日  | 蒼-iconoclast/PIGEON-the green-ey'd monster | GNCA-0129              | 26位       |                 |
| 13th       | 20   | 2009年8月26日  | daily-daily Dream                           | GNCV-0005              | GNCV-0006  | 16位            |
| 14th       | 21   | 2009年12月16日 | SCREW                                       | GNCV-0022              | GNCV-0023  | 24位            |
| 15th       | 22   | 2010年7月7日   | 碧羅の天へ誘えど                            |                        | GNCV-0024  | 18位            |
| 16th       | 23   | 2010年10月20日 | Loop-the-Loop                               | GNCV-0025              | GNCV-0026  | 18位            |
| 17th       | 24   | 2011年11月16日 | Light My Fire                               | 1000253445             | 1000253446 | 19位            |
| 18th       | 25   | 2012年5月16日  | →unfinished→                                | 1000300210             | 1000300207 | 14位            |
| 19th       | 26   | 2012年12月19日 | リスタート                                  |                        | GNCA-0248  | 37位            |
| 20th       | 27   | 2014年7月23日  | TOUGH INTENTION                             | 1000505210             | 1000505159 | 34位            |
| 21st       | 28   | 2014年11月5日  | ZoNE-iT                                     | 1000527679             | 1000527680 | 48位            |
| 23rd       | 29   | 2020年11月17日 | SticK Out                                   | GNCA-0618              | GNCA-0619  | 28位            |
| 24th       | 30   | 2022年1月19日  | Fastest!                                    |                        | GNCA-0655  | 59位            |

#### コラボレーション・シングル
|     | 発売日         | タイトル                                   | 名義                | 規格品番                                                                                        | オリコン 最高位 |
| --- | -------------- | ------------------------------------------ | ------------------- | ----------------------------------------------------------------------------------------------- | --------------- |
| 1st | 2003年11月24日 | Second Flight                              | KOTOKO & 佐藤裕美   | LACM-4101                                                                                       | 15位            |
| 2nd | 2007年4月4日   | 天壌を翔る者たち                           | Love Planet Five    | GNCA-0049 (初回限定盤) GNCA-0050 (通常盤)                                                       | 12位            |
| 3rd | 2013年8月7日   | 回帰新星 -recurrent nova-/夏風ノスタルジア | KOTOKO & 佐藤ひろ美 | LACM-14127                                                                                      | 54位            |
| 4th | 2016年7月20日  | PLASMIC FIRE                               | KOTOKO×ALTIMA       | 1000603706（アニメ盤） 1000603707（通常盤） 1000603708（KOTOKO ver.） 1000603709（ALTIMA ver.） | 19位            |
| 5th | 2016年8月20日  | ウィザーズコンプレックス                   | 佐藤ひろ美 & KOTOKO | WMACD-035                                                                                       | 圏外            |

#### 配信限定シングル
| 通算 | 発売日         | タイトル                                       |
| ---- | -------------- | ---------------------------------------------- |
| 1    | 2015年3月25日  | Art as ♡                                       |
| 2    | 2015年3月25日  | One-Chance!!（KOTOKO & 佐藤ひろ美）            |
| 3    | 2015年4月19日  | 覚えてていいよ (2015 ver.)                     |
| 4    | 2020年11月27日 | SWEET×SWEET/NEGAIGOTO                          |
| 5    | 2021年4月29日  | INTERNET OVERDOSE（Aiobahn feat. KOTOKO）      |
| 6    | 2023年3月17日  | INTERNET YAMERO（Aiobahn feat. KOTOKO）        |
| 7    | 2023年10月7日  | パズル                                         |
| 8    | 2024年1月20日  | Moon-Rainbow Butterfly（Aiobahn feat. KOTOKO） |

### アルバム

#### オリジナル・アルバム
|            | 発売日         | タイトル                         | 規格品番   | 規格品番   | 規格品番 | オリコン 最高位 |
| 初回限定盤 | 発売日         | タイトル                         | 通常盤     | 全米版     |          | オリコン 最高位 |
| ---------- | -------------- | -------------------------------- | ---------- | ---------- | -------- | --------------- |
| ※          | 2000年12月29日 | 空を飛べたら…                    | KOCD-001   |            |          | 圏外            |
| 1st        | 2004年4月21日  | 羽-hane-                         | GNCA-1002  | GNCA-1003  | PIO5343  | 7位             |
| 2nd        | 2005年6月8日   | 硝子の靡風                       | GNCA-1050  | GNCA-1051  |          | 6位             |
| 3rd        | 2006年12月13日 | UZU-MAKI                         | GNCA-1110  | GNCA-1111  | 16位     |                 |
| 4th        | 2009年10月14日 | イプシロンの方舟                 | GNCV-1014  | GNCV-1015  | 12位     |                 |
| 5th        | 2011年10月5日  | ヒラく宇宙ポケット               | 1000232048 | 1000232049 | 21位     |                 |
| 6th        | 2013年11月20日 | 空中パズル                       | 1000427830 | 1000427831 | 19位     |                 |
| 7th        | 2018年6月27日  | tears cyclone -廻-               |            | GNCA-1528  | 29位     |                 |
| 8th        | 2019年6月26日  | tears cyclone -醒-               | GNCA-1545  | GNCA-1546  | 26位     |                 |
| 9th        | 2022年6月22日  | すぅぃ〜とさいくろん-☆いぇいっ☆- | GNCA-1618  | GNCA-1619  | 29位     |                 |

#### ベスト・アルバム
|            | 発売日         | タイトル                                       | 規格品番  | 規格品番  | オリコン 最高位 |
| 初回限定盤 | 発売日         | タイトル                                       | 通常盤    |           | オリコン 最高位 |
| ---------- | -------------- | ---------------------------------------------- | --------- | --------- | --------------- |
| 1st        | 2009年12月23日 | KOTOKO ANIME'S COMPILATION BEST                | GNCV-1019 | GNCV-1020 | 32位            |
| BOX        | 2020年4月21日  | KOTOKO's GAME SONG COMPLETE BOX "The Bible"    | GNCA-1568 | GNCA-1569 | 4位             |
| 2nd        | 2020年11月17日 | KOTOKO Anime song's complete album "The Fable" | GNCA-1591 | GNCA-1592 | 18位            |

#### 企画アルバム
|   | 発売日        | タイトル                 | 規格品番  | オリコン 最高位 |
| - | ------------- | ------------------------ | --------- | --------------- |
| 1 | 2023年9月13日 | リデコレイト・マイセルフ | GNCA-1653 | 36位            |

### 会場限定販売作品
| 発売日        | タイトル                                    | 規格品番   | 備考 |
| ------------- | ------------------------------------------- | ---------- | --- |
| 2001年1月1日  | 夢を求めて...                               |            | 塚原義弘とのスペシャルユニット「Ko-tton」名義で発表。「コンサドーレ札幌」サポーターによるサイト「コンサイズム」にてダウンロード版、CD-R盤でも販売（現在サイトは閉鎖）。 |
| 2004年7月24日 | KOTOKO -HANE- TOUR 2004 LIMITED CD          |            | 『KOTOKO -HANE- TOUR 2004』ツアーパンフレット付属オリジナルCD。 |
| 2006年12月1日 | Symphony ～星たちの詩～                     | TNCD-0005  | 『KOTOKO LIVE 2006 In YOKOHAMA ARENA』特典配布CD。 |
| 2010年1月23日 | Pleasure seasons ～これまでも、ここからも～ | IRCD-01001 | 『KOTOKO LIVE IN BUDOKAN 2010』特典配布CD。 |

### 参加作品
| 発売日        | 商品名 | 歌                     | 楽曲 | 備考 |
| 2000年        | 2000年 | 2000年                 | 2000年 | 2000年 |
| ------------- | --- | ---------------------- | --- | --- |
| 12月1日       | effect ～悪魔の仔～ 裸足少女 おまけCD                                                                       | KOTOKO                 | 「Close to me…」 「Close to me… (ショートバージョン)」 「Close to me… (カラオケバージョン)」 | PCゲーム『effect ～悪魔の仔～』同梱CD                                                                                     |
| 12月28日      | Triangle Heart3 OPENING THEME COLLECTION                                                                    | KOTOKO                 | 「涙の誓い <Long ver.>」 「涙の誓い <KARAOKE ver.>」 「涙の誓い <Short ver.>」 | 『とらいあんぐるハート3』ソフマップ購入特典。CD単体での販売は無し。                                                       |
| 12月29日      | とらいあんぐるハート'S サウンドステージ2 鷹城唯子の海風RADIO!                                               | KOTOKO                 | 「ちいさなぼくのうた ～Wings Version～」 | とらいあんぐるハート'S サウンドステージシリーズ第2弾                                                                      |
| 12月29日      | Dear Feeling                                                                                                | KOTOKO TO AKI          | 「prime」 「空より近い夢 -Second Track-」 「prime (Instrumental ver.)」 | コミックマーケット59の会場および後日通販で販売されたCD。                                                                  |
| 12月29日      | Dear Feeling                                                                                                | KOTOKO                 | 「明日の向こう」 | コミックマーケット59の会場および後日通販で販売されたCD。                                                                  |
| 12月30日      | TRUSH VOX 2 ～Sa you been the worst～                                                                       | KOTOKO                 | 「羽」 | I'veファンクラブ限定CD。                                                                                                  |
| 12月30日      | TRUSH VOX 2 ～Sa you been the worst～                                                                       | KOTOKO他               | 「空より近い夢 ～ならQMix～」 | I'veファンクラブ限定CD。                                                                                                  |
| 2001年        | |                        | | |
| 1月19日       | 犠妹 ～背徳の契り～ VISUAL/SONG DISC                                                                        | KOTOKO                 | 「sensitive」 「sensitive -Remix-」 「sensitive -Instrumental-」 「想い出は風の中で...」 「想い出は風の中で... -Remix-」 「想い出は風の中で... -Instrumental-」 | PCゲーム『犠妹 ～背徳の契り～』同梱CD                                                                                     |
| 3月30日       | 水素 ～1/2の奇蹟～ BGMディスク                                                                              | KOTOKO                 | 「flow ～水の生まれた場所～」 「YA・KU・SO・KU (LONG)」 「YA・KU・SO・KU (SHORT)」 | PCゲーム『水素 ～1/2の奇蹟～』同梱CD                                                                                      |
| 4月27日       | A Compilation Album Of PC-Game Musics G-Mix                                                                 | KOTOKO                 | 「Feel in tears」 「repeat -Remix Ver.-」 「Mirabilis」 | I've Sound & P.O.Rコンピレーションアルバム                                                                                |
| 4月29日       | とらいあんぐるハート'S サウンドステージ3 "Sweet Song memories" -とらいあんぐるハート3 ボーカルコレクション- | KOTOKO                 | 「涙の誓い」 | とらいあんぐるハート'S サウンドステージシリーズ第3弾                                                                      |
| 4月29日       | とらいあんぐるハート'S サウンドステージ3 "Sweet Song memories" -とらいあんぐるハート3 ボーカルコレクション- | KOTOKO & MELL          | 「See You 〜小さな永遠〜」 | とらいあんぐるハート'S サウンドステージシリーズ第3弾                                                                      |
| 4月29日       | とらいあんぐるハート3 リリカル☆おもちゃ箱 Disc3 (Sound Disc)                                                | KOTOKO                 | 「涙の誓い」 「君よ、優しい風になれ」 | |
| 4月29日       | とらいあんぐるハート3 リリカル☆おもちゃ箱 Disc3 (Sound Disc)                                                | KOTOKO & MELL          | 「See You 〜小さな永遠〜」 「See You 〜小さな永遠〜 (instrumental)」 「See You 〜小さな永遠〜 (アカペラバージョン)」 | |
| 5月25日       | 注射器2 おまけディスク                                                                                      | KOTOKO TO AKI          | 「SAVE YOUR HEART」 「SAVE YOUR HEART (Short Ver.)」 「SAVE YOUR HEART (Karaoke Ver.)」 | PCゲーム『注射器2』同梱CD                                                                                                 |
| 8月1日        | GIBOMAI MINI FANDISC                                                                                        | KOTOKO                 | 「sensitive」 「sensitive -Remix-」 「想い出は風の中で...」 「想い出は風の中で... -Remix-」 | 犠母妹ユーティリティ&サウンドトラック（Selen通販限定品）                                                                  |
| 8月10日       | とらいあんぐるハート'S サウンドステージ4 HAPPY SONGS COLLECTION ～高町家カラオケ大会!!!～                   | KOTOKO                 | 「君よ、優しい風になれ」 | とらいあんぐるハート'S サウンドステージシリーズ第4弾                                                                      |
| 8月31日       | 「もっとLoveちゅ! ～恋愛CHU!ファンディスク～」同梱CD ハッピー☆カムカムマキシシングル                        | KOTOKO TO AKI          | 「恋愛CHU! KOTOKO ver.」 「恋愛CHU! (Instrumental)」 「恋愛CHU! パラパラミックス1 KOTOKO ver.」 「恋愛CHU! パラパラミックス1 (Instrumental)」 「恋愛CHU! パラパラミックス2 KOTOKO ver.」 「恋愛CHU! パラパラミックス2 (Instrumental)」 | PCゲーム『恋愛CHU! -彼女のヒミツはオトコのコ?-』同梱CD                                                                    |
| 9月5日        | 恋愛CHU! COMPLETE ALBUM                                                                                     | KOTOKO TO AKI          | 「恋愛CHU!」 「恋愛CHU! (カラオケ)」 | |
| 10月25日      | D+VINE [LUV] Opening theme song CD                                                                          | KOTOKO                 | 「resolution of soul」 「resolution of soul (Short version)」 「resolution of soul (Karaoke version)」 | PCゲーム『D+VINE [LUV]』ドリームキャス版初回特典CD                                                                        |
| 10月29日      | 『Care ～癒すべき不治の狂気～』主題歌 Time heals all sorrows                                                | KOTOKO                 | 「Time heals all sorrows」 「Time heals all sorrows (Short version)」 「Time heals all sorrows (Karaoke version)」 「Time heals all sorrows (Instrumental)」 | PCゲーム『Care -癒すべき不治の狂気-』通販限定販売CD                                                                       |
| 11月29日      | 淫らな罪 初回限定ボーナスディスク                                                                           | KOTOKO                 | 「Now and Heaven -KOTOKO ver.-」 | PCゲーム『淫らな罪』初回特典CD                                                                                            |
| 12月5日       | LOVE A RIDDLE/I can't get over your best smile                                                              | KOTOKO                 | 「LOVE A RIDDLE」 「I can't get over your best smile」 「LOVE A RIDDLE (off vocal ver.)」 「I can't get over your best smile (off vocal ver.)」 | TVアニメ『おねがい☆ティーチャー』イメージソングCD                                                                         |
| 12月29日      | とらいあんぐるハート'S サウンドステージ5 Wings Xmas ～遠い空のクリスマス・イブ～                            | KOTOKO with Wings      | 「Bright wings (New Vocal Song)」 | とらいあんぐるハート'S サウンドステージシリーズ第5弾                                                                      |
| 12月29日      | とらいあんぐるハート'S サウンドステージ5 Wings Xmas ～遠い空のクリスマス・イブ～                            | KOTOKO                 | 「Bright wings -solo ver.-」 | とらいあんぐるハート'S サウンドステージシリーズ第5弾                                                                      |
| 2002年        | |                        | | |
| 1月10日       | Only you -リ・クルス- オフィシャルガイド Extra Disk                                                         | KOTOKO                 | 「Crossed Destiny」 「Crossed Destiny [Karaoke]」 「Crossed Destiny [Instrumental]」 「Crossed Destiny -FISH中坪 arrange-」 「Crossed Destiny -FISH中坪 arrange- [Karaoke]」 「Crossed Destiny -FISH中坪 arrange- [Instrumental]」 | PCゲーム『Only you -リ・クルス- オフィシャルガイド』同梱CD                                                                |
| 2月15日       | ファーランドシンフォニー I’ve SOUND MAXI SINGLE                                                             | KOTOKO                 | 「Wing my Way」 「Wing my Way (Off Vocal)」 | PCゲーム『ファーランドシンフォニー』初回特典CD                                                                            |
| 2月22日       | 凌辱看護婦学院 凌辱痴漢地獄                                                                                 | KOTOKO                 | 「I pray to stop my cry」 「I pray to stop my cry "Short Version"」 「I pray to stop my cry "Off Vocal Version"」 | PCゲーム『凌辱痴漢地獄』同梱CD                                                                                            |
| 4月5日        | Ripple ～ブルーシールへようこそっ～ I've sound MAXI Single                                                  | KOTOKO                 | 「あちちな夏の物語り」 「あちちな夏の物語り (フルコーラス版)」 「あちちな夏の物語り (ショートコーラス版)」 「あちちな夏の物語り (フルコーラス版 -カラオケ-)」 「あちちな夏の物語り (ショートコーラス版 -カラオケ-)」 | PCゲーム『Ripple ～ブルーシールへようこそっ～』予約特典CD                                                                 |
| 4月12日       | DEEP2 SOUND DISC                                                                                            | KOTOKO                 | 「CAVE」 「CAVE -Off Vocal Ver-」 | PCゲーム『DEEP2』同梱CD                                                                                                   |
| 4月25日       | おねがい☆ティーチャー SOUND COLLECTION 01                                                                   | KOTOKO                 | 「Shooting Star (TV size)」 「あの日の君へ」 | DVDセット『おねがい☆ティーチャー 1 メモリーズSpecial』初回特典CD                                                          |
| 5月22日       | Ripple ～ブルーシールへようこそっ～ オリジナルサウンドトラック                                              | KOTOKO                 | 「あちちな夏の物語り」 「あちちな夏の物語り (karaoke)」 | |
| 5月30日       | 夏色の砂時計 Opening themesong CD & Dorama CD                                                               | KOTOKO                 | 「went away」 「went away (short ver.)」 「went away (karaoke ver.)」 | PCゲーム『夏色の砂時計』初回同梱CD                                                                                        |
| 6月26日       | Disintegration                                                                                              | KOTOKO                 | 「涙の誓い -Album Mix-」 「flow -水の生まれた場所-」 「I can't get over your best smile」 「resolution of soul」 「Wing my Way -Album Mix-」 「君よ、優しい風になれ」 | I've Girls Compilationシリーズ第3弾                                                                                       |
| 2002年6月28日 | EMU ORIGINAL SOUNDTRACK VOL.1                                                                               | KOTOKO TO AKI          | 「夏草の線路」 | イベント限定販売CD |
| 7月21日       | DEEPFANTASY MINI FANDISC "priere"                                                                           | KOTOKO                 | 「Time rolls on...」 「Time rolls on... (カラオケ)」 | PCゲーム『DEEPFANTASY』パワーアップキット&サウンドトラック                                                                |
| 7月25日       | おねがい☆ティーチャー SOUND COLLECTION 02                                                                   | KOTOKO                 | 「LOVE A RIDDLE」 「I can't get over your best smile」 | DVDセット『おねがい☆ティーチャー 4th Mail Memories SPECIAL』初回特典CD                                                    |
| 2002年9月20日 | ブルーゲイル OP&EDマキシシングル vol.2 CARNAVAL                                                             | KOTOKO                 | 「Change my Style ～あなた好みの私に～」 | PCゲーム『はじらひ』初回特典CD                                                                                            |
| 2002年9月20日 | ブルーゲイル OP&EDマキシシングル vol.2 CARNAVAL                                                             | TWINKLE                | 「You're My Treasure」 | PCゲーム『はじらひ』初回特典CD                                                                                            |
| 11月1日       | BALDR FORCE サントラ with バル度チェッカー2                                                                 | KOTOKO                 | 「Face of Fact op-ver.」 「Face of Fact op-ver. カラオケ」 | PCゲーム『BALDR FORCE』初回特典CD（ソフマップ限定）                                                                       |
| 11月1日       | 戯画オープニングサウンドトラック 2001-2002                                                                  | KOTOKO                 | 「Face of Fact」 「Face of Fact [カラオケ版]」 「Face of Fact Remix」 「あちちな夏の物語り」 「あちちな夏の物語り [カラオケ版]」 「Wing my Way」 「Wing my Way [カラオケ版]」 | PCゲーム『BALDR FORCE』初回特典CD                                                                                         |
| 11月29日      | 誕生日 通い妻（自称）日記 初回特典音楽CD                                                                    | KOTOKO&詩月カオリ      | 「ワタシはウタがヘタ」 「ワタシはウタがヘタ (インストルメンタル)」 「ワタシはウタがヘタだけど」 | PCゲーム『誕生日 通い妻（自称）日記』初回特典CD                                                                           |
| 12月27日      | ぎりギリLOVE 初回特典マキシシングル                                                                         | KOTOKO                 | 「Just as time is running out (long version)」 「Just as time is running out (short version)」 「Just as time is running out (instrumental)」 「unsymmetry (long version)」 「unsymmetry (short version)」 「unsymmetry (instrumental)」 | PCゲーム『ぎりギリLOVE』初回特典CD                                                                                        |
| 12月27日      | 家族計画～絆箱～ 同梱マキシシングル                                                                         | KOTOKO                 | 「同じ空の下で」 | PCゲーム『家族計画～絆箱～』同梱CD                                                                                        |
| 12月25日      | Stokesia | KOTOKO                 | 「Shooting Star」 「あの日の君へ」 「I can't get over your best smile」 「snow angel」 「LOVE A RIDDLE」 | |
| 2003年        | |                        | | |
| 1月31日       | IMAGE CRAFT Music Selection "Song for eternity"                                                             | KOTOKO                 | 「Ideal Forest ～S style～」 | |
| 3月14日       | とらいあんぐるハート'S Sound Stage X ～OVA Series & Radio Stage Preview～                                   | KOTOKO                 | 「Trust You're Truth ～明日を守る約束～ (OP size)」 「Trust You're Truth ～明日を守る約束～ (Fullsize)」 | |
| 3月14日       | ドッキドキ主題歌MAXI+もっえもえドラマCD                                                                     | KOTOKO                 | 「さくらんぼキッス 〜爆発だも〜ん〜」 「さくらんぼキッス！～爆発だも～ん～ (コーラスつきカラオケ版)」 「さくらんぼキッス！～爆発だも～ん～ (カラオケ版)」 | PCゲーム『カラフルキッス～12コの胸キュン!～』初回特典CD                                                                   |
| 4月4日        | Curio Special Menu 付き Maxi CD                                                                             | KOTOKO                 | 「Cream+Mint」 「Cream+Mint カラオケ」 | PCゲーム『ショコラ ～maid cafe ”curio”～』初回特典CD                                                                      |
| 5月2日        | ALMA ～ずっとそばに…～ 同梱マキシシングル                                                                   | KOTOKO                 | 「Undying Love」 「ずっとそばに...」 「Undying Love (カラオケ)」 「ずっとそばに... (カラオケ)」 「Undying Love (ショート)」 | PCゲーム『ALMA ～ずっとそばに…～』同梱CD                                                                                  |
| 5月16日       | 犠母姉妹 SOUND TRACK                                                                                        | KOTOKO                 | 「rime」 「rime (Original Karaoke)」 | PCゲーム『犠母姉妹』DVD特別版同梱CD                                                                                       |
| 3月14日       | 凌辱制服女学園 Original Sound Track                                                                         | KOTOKO                 | 「Lupe -Short Version-」 「Lupe -Long Version-」 「Lupe -Karaoke-」 | PCゲーム『凌辱制服女学園』同梱CD                                                                                          |
| 9月12日       | うたう♪タンブリング・ダイス 初回限定 SOUND TRACKS                                                           | KOTOKO                 | 「Jumping Note」 | PCゲーム『うたう♪タンブリング・ダイス』初回特典CD                                                                         |
| 9月20日       | オレ様ティーチャー ～復讐教師のwebカウンセリング～ SOUND TRACK                                              | KOTOKO                 | 「Do you feel loved? -Full version-」 「Do you feel loved? -Inst. version-」 | |
| 10月30日      | LAMENT | KOTOKO                 | 「Face of Fact」 「遮光 ～かげり～ -Album Mix-」 「Feel in tears」 「Lament」 | I've Girls Compilationシリーズ第4弾                                                                                       |
| 10月30日      | LAMENT | KOTOKO to 詩月カオリ   | 「SAVE YOUR HEART -Album Mix-」 「夏草の線路 -Album Mix-」 | I've Girls Compilationシリーズ第4弾                                                                                       |
| 10月30日      | OUT FLOW | KOTOKO                 | 「Heart of Hearts」 「Close to me...」 「sensitive」 | I've Girls Compilationシリーズ第5弾                                                                                       |
| 11月27日      | Princess Bride Arrange Album                                                                                | KOTOKO                 | 「Princess Bride!」 「Sledgehammer Romance」 「Princess Bride! (Short Version)」 「Sledgehammer Romance (Short Version)」 「Princess Bride! (Off Vocal Version)」 「Sledgehammer Romance (Off Vocal Version)」 | PCゲーム『プリンセスブライド』サウンドトラックアルバム                                                                    |
| 11月27日      | SHORT CIRCUIT                                                                                               | KOTOKO                 | 「Change my Style 〜あなた好みの私に〜」 「さくらんぼキッス 〜爆発だも〜ん〜」 「あちちな夏の物語り」 「Magical Sweetie」 「Cream+Mint」 「想い出は風の中で…」 「Short Circuit」 | I'veコンセプト・アルバム                                                                                                  |
| 11月27日      | SHORT CIRCUIT                                                                                               | KOTOKO to 詩月カオリ   | 「恋愛CHU! -Remix-」 | I'veコンセプト・アルバム                                                                                                  |
| 11月27日      | SHORT CIRCUIT                                                                                               | TWINKLE                | 「You're My Treasure」 | I'veコンセプト・アルバム                                                                                                  |
| 11月28日      | 私立レイプ女学院 初回限定特典CD                                                                             | KOTOKO                 | 「oblivion -Short Version-」 「oblivion -Long Version-」 「oblivion -Off Vocal Version-」 | PCゲーム『私立レイプ女学院』初回特典CD                                                                                    |
| 12月12日      | こなたよりかなたまで Original Sound Track                                                                   | KOTOKO                 | 「Imaginary affair」 「Imaginary affair (Instrumental)」 | PCゲーム『こなたよりかなたまで』初回特典CD                                                                                |
| 12月19日      | V.G.NEO サウンドトラック                                                                                    | KOTOKO                 | 「We Survive (Full ver.)」 「We Survive (Inst ver.)」 「We Survive (Karaoke ver.)」 | PCゲーム『VG.NEO」初回特典CD                                                                                              |
| 12月26日      | 林組 VOCAL COLLECTION Vol.1                                                                                 | KOTOKO                 | 「Just as time is running out」 「unsymmetry」 | |
| 12月28日      | ANIM Music Disc 〜I've SOUND SERIES〜                                                                       | KOTOKO                 | 「I pray to stop my cry」 「oblivion」 | コミックマーケット65にて販売CD                                                                                            |
| 12月28日      | Fiasse Crystela COMPILATION ALBUM Starry Crystal                                                            | KOTOKO                 | 「Trust You're Truth ～明日を守る約束～」 「Bright wings」 | |
| 2004年        | |                        | | |
| 2月6日        | My Dear... Sound Track                                                                                      | KOTOKO                 | 「きゅるるんKissでジャンボ♪♪」 「きゅるるんKissでジャンボ♪♪ (カラオケ)」 | PCゲーム『カラフルハート～12コのきゅるるん♪～』初回特典CD                                                                 |
| 3月26日       | ALMA Sound Track ～ずっと聴いて♪～                                                                          | KOTOKO                 | 「Undying Love」 「ずっとそばに...」 「Undying Love -Remix-」 | |
| 4月27日       | Silent Half 特典音楽CD                                                                                      | KOTOKO                 | 「Boundary Line」 | PCゲーム『Silent Hal』同梱CD                                                                                              |
| 5月4日        | とらいあんぐるハート'S Sound stage final The Grand Finale                                                   | KOTOKO                 | 「ちいさなぼくのうた ～Wings Version～」 「涙の誓い」 「君よ、優しい風になれ」 「Bright wings」 「Trust You're Truth ～明日を守る約束～」 | |
| 6月25日       | IMAGE CRAFT Music Selection 2 "Precious"                                                                    | KOTOKO                 | 「はじめまして、恋。」 「はじめまして、恋。(S style)」 | |
| 6月25日       | 姉、ちゃんとしようよっ!2 初回特典 SOUNDTRACK                                                                | KOTOKO                 | 「ねぇ、…しようよ!」 「ねぇ、…しようよ! (inst)」 「ねぇ、…しようよ! (カラオケ)」 | PCゲーム『姉、ちゃんとしようよっ!2』初回特典CD                                                                            |
| 8月13日       | 夏越の神楽                                                                                                  | KOTOKO                 | 「Fusion Star」 | |
| 8月27日       | らずべりー ～Original Sound Track CD～                                                                      | KOTOKO                 | 「らずべりー」 | PCゲーム『らずべりー』初回特典CD                                                                                          |
| 10月1日       | Duel Savior Original Soundtrack                                                                             | KOTOKO                 | 「Fatally」 「Fatally (KARAOKE)」 | PCゲーム『DUEL SAVIOR』初回特典CD                                                                                         |
| 10月1日       | Giga Opening Soundtrack Vol.2                                                                               | KOTOKO                 | 「Face of Fact」 「さくらんぼキッス！～爆発だも～ん～」 「Cream+Mint」 「We Survive」 「きゅるるんKissでジャンボ♪♪」 「らずべりー」 「Fatally」 | PCゲーム『DUEL SAVIOR』初回特典CD                                                                                         |
| 11月          | TECH GIAN 2004年11月号                                                                                      | KOTOKO                 | 「僕らが見守る未来 -Proto Type Ver-」 | 『TECH GIAN』 2004年11月号付録DVD-ROMにMP3で収録されている。                                                              |
| 11月26日      | 巫女舞 ～ただ一つの願い～ Privilege Sound Track CD                                                          | KOTOKO                 | 「wind of memory ～記憶の風～」 「wind of memory ～記憶の風～ (karaoke version)」 | PCゲーム『巫女舞 ～ただ一つの願い～』予約特典CD                                                                           |
| 12月29日      | Mixed up -I've Remix Style-                                                                                 | KOTOKO                 | 「涙の誓い -the divine pledge of tears-」 | I'veリミックスアルバム |
| 2005年        | |                        | | |
| 1月28日       | 燐月 MINI FANDISC                                                                                           | KOTOKO                 | 「cross up」 | PCゲーム『燐月-リンゲツ』初回特典CD                                                                                       |
| 3月25日       | Parfait -chocolat second brew- Original Sound Track                                                         | KOTOKO                 | 「Leaf ticket」 | PCゲーム『パルフェ -chocolat second brew-』初回特典CD                                                                     |
| 6月           | TECH GIAN 2005年6月号                                                                                       | KOTOKO                 | 「新しい恋のかたち -Prototype Ver.-」 | 『TECH GIAN』2005年6月号付録DVD-ROMにMP3で収録されている。                                                                |
| 6月10日       | 夢幻の迷宮 Platinum Edition SOUND TRACK                                                                     | KOTOKO                 | 「HALLUCINO -Original Style-」 「HALLUCINO -Original Style- カラオケ」 「HALLUCINO -Remix Style-」 「HALLUCINO -Remix Style- カラオケ」 | PCゲーム『夢幻の迷宮 Platinum Edition』同梱CD                                                                             |
| 7月30日       | Fair Heaven                                                                                                 | I've Special Unit      | 「Fair Heaven」 「Fair Heaven -Karaoke Ver.-」 「Fair Heaven -Instrumental Ver.-」 「Fair Heaven -Practice Track-」 | I've in Budokan 2005 アニメイト販売分チケット同梱CD                                                                       |
| 8月26日       | つよきす さうんど とらっく                                                                                  | KOTOKO                 | 「Mighty Heart ～ある日のケンカ、いつもの恋心～」 | PCゲーム『つよきす』初回特典CD                                                                                            |
| 9月2日        | g-clef original sound track                                                                                 | KOTOKO                 | 「お*ま*ま*ご*と (Short Version)」 「お*ま*ま*ご*と (Long Version)」 「お*ま*ま*ご*と (Karaoke Version)」 | PCゲーム『Silvern』『お保母ごと』から主題歌とBGMを収録したサウンドトラックアルバム                                        |
| 9月30日       | COLLECTIVE                                                                                                  | KOTOKO                 | 「Abyss」 「We Survive」 「Lupe」 「Imaginary affair」 「Trust You're Truth 〜明日を守る約束〜」 「Collective」 | I've Girls Compilationシリーズ第6弾                                                                                       |
| 9月30日       | まいにち好きして オリジナルサウンドトラック                                                                 | KOTOKO                 | 「absurd ～Long ver.～」 「absurd ～Short ver.～」 | |
| 2006年        | |                        | | |
| 2月10日       | PRISM ARK スペシャルサウンドパッケージ・GREEN                                                               | KOTOKO                 | 「原罪のレクイエム」 「原罪のレクイエム -Instrumental version-」 | コミックマーケット69の会場および後日通販で販売されたCD                                                                    |
| 2月24日       | すぺーす☆とらぶる 主題歌CD                                                                                  | KOTOKO                 | 「↑青春ロケット↑ (ショートバージョン)」 「↑青春ロケット↑ (フルコーラスバージョン)」 「↑青春ロケット↑ (インストゥルメンタル)」 | PCゲーム『すぺーす☆とらぶる』同梱CD                                                                                       |
| 3月24日       | 妻みっくす VOCAL COLLECTION                                                                                 | KOTOKO                 | 「amethyst」 「rime」 「amethyst REMIX」 | PCゲーム『妻みっくす』初回特典CD                                                                                          |
| 3月31日       | Scarlett ～スカーレット～ 予約特典オリジナルサウンドトラック                                                | KOTOKO                 | 「loose」 | PCゲーム『Scarlett』初回特典CD                                                                                            |
| 5月6日        | 「この青空に約束を―」オリジナルサウンドトラック                                                             | KOTOKO                 | 「allegretto ～そらときみ～」 「allegretto ～そらときみ～ (Instrumental)」 | PCゲーム『この青空に約束を―』初回特典CD                                                                                   |
| 10月27日      | Chanter. THEME SONGS                                                                                        | KOTOKO                 | 「a piacere」 「a piacere (Instrumental)」 | PCゲーム『Chanter.』予約特典CD                                                                                            |
| 2007年        | |                        | | |
| 1月26日       | チアフル! ORIGINAL SOUND TRACK                                                                              | KOTOKO                 | 「Lilies line」 | PCゲーム『チアフル!』予約特典CD                                                                                           |
| 4月4日        | 天壌を翔る者たち                                                                                            | Love Planet Five       | 「天壌を翔る者たち」 「天壌を翔る者たち -Raven fly edit-」 | アニメ映画『劇場版 灼眼のシャナ』主題歌                                                                                   |
| 4月27日       | ANEIMO ORIGINAL SOUND TRACK                                                                                 | KOTOKO                 | 「Fusion Star」 「Fusion Star (カラオケ Ver.)」 「Fusion Star -Remix-」 「Fusion Star -Remix- (カラオケ Ver.)」 | PCゲーム『あねいも』予約特典CD                                                                                            |
| 5月25日       | 君が主で執事が俺で SOUND TRACK                                                                              | KOTOKO                 | 「room」 | PCゲーム『君が主で執事が俺で』初回特典CD                                                                                  |
| 5月28日       | マリア様がみてる 3rdシーズン サウンドトラック                                                               | KOTOKO                 | 「Chercher ～シャルシェ～ -Short Ver.-」 「きれいな旋律 -Short Ver.-」 | OVA『マリア様がみてる』関連曲                                                                                             |
| 6月22日       | SHORT CIRCUIT II                                                                                            | KOTOKO                 | 「ねぇ、…しようよっ!」 「↑青春ロケット↑」 「Princess Bride!」 「新しい恋のかたち -SHORT CIRCUIT II EDIT-」 「Mighty Heart 〜ある日のケンカ、いつもの恋心〜」 「はじめまして、恋。」 「きゅるるんKissでジャンボ♪♪」 「Princess Brave!」 「めぃぷるシロップ」 | I'veコンセプト・アルバム                                                                                                  |
| 6月22日       | SHORT CIRCUIT II                                                                                            | KOTOKO & 島みやえい子  | 「乙女心＋√ネコミミ＝∞」 | I'veコンセプト・アルバム                                                                                                  |
| 6月22日       | SHORT CIRCUIT II                                                                                            | KOTOKO to 詩月カオリ   | 「Double HarmoniZe Shock!!」 | I'veコンセプト・アルバム                                                                                                  |
| 9月7日        | 劇場版 灼眼のシャナ オリジナルサウンドトラック                                                              | Love Planet Five       | 「天壌を翔る者たち (劇場版サイズ)」 | |
| 12月20日      | 『異国迷路のクロワーゼ』 スペシャルソングCD                                                                 | KOTOKO                 | 「La clef ～迷宮の鍵～」 「La clef ～迷宮の鍵～ instrumental ver.」 「La clef ～迷宮の鍵～ short ver.」 | 雑誌・ドラゴンエイジピュアVol.8付録CD                                                                                     |
| 12月29日      | PRISM ARK LoveLove MAXIMUM CD                                                                               | KOTOKO                 | 「決断のentrance」 「決断のentrance インストバージョン」 | PRISM ARK SET 2007 WINTER 封入CD                                                                                          |
| 12月29日      | I've MANIA Tracks Vol.I                                                                                     | KOTOKO                 | 「HALLUCINO -Remix-」 「Time heals all sorrows」 「Crossed Destiny」 「philosophy -Proto type Mix-」 | |
| 12月29日      | I've MANIA Tracks Vol.I                                                                                     | I've Special Unit      | 「See You 〜小さな永遠〜 -P.V ver.-」 | |
| 2008年        | |                        | | |
| 1月9日        | リアル鬼ごっこ オリジナル･サウンドトラック                                                                  | KOTOKO                 | 「リアル鬼ごっこ (映画バージョン)」 | 映画『リアル鬼ごっこ』主題歌                                                                                              |
| 1月25日       | 仮面のメイドガイ オリジナル サウンドトラック                                                                | KOTOKO                 | 「Special Life! -TVサイズ-」 | テレビアニメ『仮面のメイドガイ』オープニングテーマ                                                                        |
| 1月25日       | PENCIL VOCAL COLLECTION 02                                                                                  | KOTOKO                 | 「Fusion Star」 | |
| 1月25日       | PENCIL VOCAL COLLECTION 03                                                                                  | KOTOKO                 | 「原罪のレクイエム」 | |
| 3月27日       | 君が主で執事が俺で ～お仕え日記～ 初回特典CD                                                                | KOTOKO                 | 「常識!バトラー行進曲」 「常識!バトラー行進曲 -Short Version-」 「常識!バトラー行進曲 -Karaoke Version-」 「常識!バトラー行進曲 -Instrumental-」 | PCゲーム『君が主で執事が俺で』初回特典CD                                                                                  |
| 4月25日       | カラフルサウンドコレクション                                                                                | KOTOKO                 | 「さくらんぼキッス ～爆発だもーん～」 「さくらんぼキッス ～爆発だもーん～ (カラオケ)」 「きゅるるんKissでジャンボ♪♪」 「きゅるるんKissでジャンボ♪♪ (カラオケ)」 「I need magic ～解けないマジ☆キュン♪～」 「I need magic ～解けないマジ☆キュン♪～ (カラオケ)」 | 戯画シリーズ『カラフルキッス』『カラフルハート』『カラフルウィッシュ』関連曲                                              |
| 4月25日       | つよきす2学期 ORIGINAL SOUND TRACK                                                                          | KOTOKO                 | 「Swift Love ～健全男子に物申す～」 「Swift Love ～健全男子に物申す～ inst ver.」 「Swift Love ～健全男子に物申す～ karaoke ver.」 | PCゲーム『つよきす2学期』同梱CD                                                                                           |
| 9月24日       | master groove circle                                                                                        | KOTOKO                 | 「Suppuration -core- [G・M・S Re-mix]」 「リアル鬼ごっこ [Ben Watkins from JUNO REACTOR remix]」 「Re-sublimity [Shiva Jorg & HARD STUFF remix]」 「UZU-MAKI [EAT STATIC Re-mix]」 | |
| 9月26日       | PRISM ARK Vocal Collection 2                                                                                | KOTOKO                 | 「決断のentrance」 | |
| 10月12日      | メアメアメア 先行販売CD                                                                                     | KOTOKO to 詩月カオリ   | 「Crash Course ～恋の特別レッスン～」 「Crash Course ～恋の特別レッスン～ -Instrumental ver.-」 「Crash Course ～恋の特別レッスン～ -Karaoke ver.-」 | DreamParty東京先行販売CD                                                                                                  |
| 12月28日      | 「ナツユメナギサ」I've主題歌マキシシングル                                                                  | KOTOKO                 | 「bumpy-Jumpy! (Full)」 「bumpy-Jumpy! (Fullカラオケver.)」 | C75のビジュアルアーツブースで販売された"C75サガプラ「カミハミ×ナツユメ」セット"封入CD                                     |
| 12月28日      | The Front Line Covers                                                                                       | KOTOKO                 | 「季節の雫」 「Belvedia」 | I'veカバーアルバム |
| 12月29日      | ふりフリ オリジナルサウンドトラック                                                                         | KOTOKO                 | 「Stars Biscuit (Full Ver.)」 「Stars Biscuit (Short Ver.)」 「Stars Biscuit (Inst Full Ver.)」 「Stars Biscuit (Inst Short Ver.)」 | |
| 2009年        | |                        | | |
| 1月23日       | BALDR SKY FIRST CD                                                                                          | KOTOKO                 | 「Restoration ～沈黙の空～」 「Restoration ～沈黙の空～ -Instrumental ver.-」 | 戯画セット'08冬 バルドスカイセット付属CD                                                                                  |
| 3月25日       | I've Sound 10th Anniversary 「Departed to the future」Special CD BOX                                        | KOTOKO                 | 「snIpe」 「Close to me… -I'VE in BUDOKAN 2009 Live ver.-」 | |
| 3月25日       | I've Sound 10th Anniversary 「Departed to the future」Special CD BOX                                        | Love Planet Five       | 「HYDIAN WAY」 | |
| 3月27日       | GIGA OPENING SOUNDTRACK 2005-2008                                                                           | KOTOKO                 | 「Leaf ticket」 「Fatally」 「allegretto～そらときみ～」 「Lilies line」 「I need magic ～解けないマジ☆キュン♪～」 「Restoration ～沈黙の空～」 | PCゲーム『BALDR SKY Dive1 "Lost Memory"初回限定版同梱CD                                                                   |
| 4月24日       | はらみこ SOUND DISC                                                                                         | KOTOKO                 | 「fickle」 「fickle (off vocal)」 | PCゲーム『はらみこ』初回特典CD                                                                                            |
| 8月28日       | 真剣で私に恋しなさい! 予約特典まじこいソングCD                                                              | KOTOKO                 | 「茜空 ～それが僕らの世界だった～」 「茜空 ～それが僕らの世界だった～ (カラオケ ver.)」 | PCゲーム『真剣で私に恋しなさい!』予約特典CD                                                                               |
| 9月25日       | BALDR SKY Dive2 "RECORDARE" 主題歌マキシCD                                                                  | KOTOKO                 | 「jihad」 「jihad (Instrumental)」 | ふろあがりハリケーンでスカイ?セット付属CD                                                                                 |
| 10月23日      | ハチミツ乙女blossomdays サウンドトラック                                                                    | KOTOKO                 | 「blossomdays」 「blossomdays -Karaoke ver.-」 「blossomdays -Instrumental ver.-」 「blossomdays -Short ver.-」 | CD化はされなく、PCゲーム内の「音楽モード」で再生サウンドトラック。                                                        |
| 12月29日      | I've MANIA Tracks Vol.II                                                                                    | KOTOKO                 | 「prime -"thank you" and "from now"-」 「absurd」 「YA・KU・SO・KU」 「CAVE」 「Fatally」 | |
| 2010年        | |                        | | |
| 6月25日       | SHORT CIRCUIT III                                                                                           | KOTOKO                 | 「blossomdays」 「らずべりー」 「I need magic〜解けないマジ☆キュン♪〜」 「お*ま*ま*ご*と」 「Stars Biscuit」 「Swift Love〜健全男子にモノ申す〜」 「Lilies line」 「ユメミボシ★boom! boom!」 「常識! バトラー行進曲」 「Stars Biscuit」 | |
| 6月25日       | SHORT CIRCUIT III                                                                                           | KOTOKO to 詩月カオリ   | 「Crash Course〜恋の特別レッスン〜」 「☆星空 Interceptor☆」 | |
| 7月30日       | もっと姉、ちゃんとしようよっ! VOCAL & ORIGINAL SOUND TRACK                                                  | KOTOKO                 | 「Crystal moment」 「Crystal moment -Instrumental ver.-」 「Crystal moment -Karaoke ver.-」 「Crystal moment -Short ver.-」 | PCゲーム『姉、ちゃんとしようよっ!2』初回特典CD                                                                            |
| 8月27日       | プリズム☆ま～じカル クライマックスオープニング「幻想の宝石」                                                | KOTOKO                 | 「幻想の宝石」 「幻想の宝石 (Instrumental)」 | PCゲーム『プリズム☆ま～じカル』早期予約特典CD                                                                             |
| 9月24日       | EXTRACT | KOTOKO                 | 「La clef 〜迷宮の鍵〜」 「決断のentrance」 「a piacere」 「oblivion」 「jihad」 「Leaf ticket」 「bumpy-Jumpy!」 「Restoration 〜沈黙の空〜」 「同じ空の下で」 「幻想の宝石」 「HALLUCINO」 「Undying Love」 | I've Girls Compilationシリーズ第7弾                                                                                       |
| 12月29日      | I've MANIA Tracks vol.III                                                                                   | KOTOKO                 | 「cross up」 「loose」 「I pray to stop my cry」 | |
| 12月29日      | I've MANIA Tracks vol.III                                                                                   | 宮崎麻芽               | 「satirize」 | PCゲーム『螺旋回廊2』OP主題歌                                                                                             |
| 12月30日      | master groove circle 2                                                                                      | KOTOKO                 | 「BLAZE [G･M･S remix]」 「Collective [Ben Watkins：JUNO REACTOR remix]」 「Lament [NS⇒GIFT remix]」 | |
| 12月30日      | master groove circle 2                                                                                      | Love Planet Five       | 「天壌を翔る者たち [MASA remix]」 | |
| 2011年        | |                        | | |
| 1月26日       | To LOVEる -とらぶる- ミュージックCD1                                                                        | KOTOKO                 | 「Loop-the-Loop」 | |
| 3月2日        | 「ヒメこい」ドラマCD                                                                                        | KOTOKO                 | 「Mimosa (short ver.)」 「Mimosa (full ver.)」 「Mimosa (instrumental)」 | 恋愛ゲーム『ヒメこい』関連曲                                                                                              |
| 6月24日       | もっと姉、ちゃんとしようよっ! アフターストーリー Original Sound Track                                       | KOTOKO                 | 「*bloom*」 | PCゲーム『もっと 姉、ちゃんとしようよっ!アフターストーリー』 初回版予約同梱特典CD                                         |
| 7月29日       | KeyらじCD Vol.2                                                                                             | KOTOKO                 | 「World Link」 「World Link (Off Vocal ver.)」 | Key10周年イベント等で販売CD                                                                                               |
| 7月29日       | TRIBAL LINK                                                                                                 | KOTOKO                 | 「IMMORAL」 「FLY TO THE TOP」 | I'veカバーアルバム |
| 9月22日       | シュクレ コンプリートサウンドトラック ～Secret tea party～                                                  | KOTOKO                 | 「thyme」 「thyme (カラオケ)」 | |
| 11月25日      | ましろサマー VOCAL Collection CD                                                                            | KOTOKO                 | 「Pray's Color -Link-」 「Pray's Color -Lost-」 | PCゲーム『ましろサマー』予約特典CD                                                                                        |
| 12月29日      | EIKO SHIMAMIYA PRODUCE 5TEARS                                                                               | KOTOKO                 | 「JUPITER ～2012～ K-style」 | 島みやえい子がプロデュースしたミニアルバム                                                                                |
| 12月29日      | マテリアルブレイブ主題歌マキシCD                                                                            | KOTOKO                 | 「Unite＋reactioN」 「Unite＋reactioN (Off Vocal)」 | コミックマーケット81にて発表「戯画お正月セット」封入CD                                                                    |
| 2012年        | |                        | | |
| 1月27日       | まじこいS ソングCD                                                                                          | KOTOKO                 | 「未来自画像」 | PCゲーム『真剣で私に恋しなさい!S』予約特典CD                                                                              |
| 2月10日       | ティンクル☆くるせいだーす -Passion Star Stream- サウンドトラック                                            | KOTOKO                 | 「みらくる☆みるきーうぇい」 「ユメミボシ★boom!boom! -PSS Mix-」 | PCゲーム『ティンクル☆くるせいだーす -Passion Star Stream-』豪華版特典CD                                                   |
| 2月24日       | はつゆきさくら 予約特典 スペシャルサウンドトラック                                                          | KOTOKO                 | 「Presto」 「Presto (Instrumental)」 | PCゲーム『はつゆきさくら』予約特典CD                                                                                      |
| 2月29日       | 灼眼のシャナF SUPERIORITY SHANA III Vol.1                                                                   | KOTOKO                 | 「Light My Fire (TVサイズ)」 | |
| 3月23日       | GIGA OPENING SOUNDTRACK 2009-2012                                                                           | KOTOKO                 | 「Unite＋reactioN (short ver.)」 「Restoration ～沈黙の空～」 「jihad」 「thyme」 | PCゲーム『マテリアルブレイブ』初回特典CD                                                                                  |
| 6月29日       | G.C.BEST -I've GIRL's COMPILATION-                                                                          | KOTOKO                 | 「同じ空の下で」 「oblivion」 「Imaginary affair」 「bumpy-Jumpy!」 「Collective」 「Face of Fact」 「jihad」 「HALLUCINO」 「Leaf ticket」 「Wing my Way」 | |
| 6月29日       | G.C.BEST -I've GIRL's COMPILATION-                                                                          | KOTOKO to 詩月カオリ   | 「夏草の線路 -Album Mix-」 | |
| 6月29日       | G.C.BEST -I've GIRL's COMPILATION-                                                                          | I've Special Unit      | 「See You 〜小さな永遠〜 -P.V ver.-」 「Fair Heaven」 | |
| 6月29日       | Orpheus ～君と奏でる明日へのうた～                                                                          | KOTOKO他               | 「Orpheus ～君と奏でる明日へのうた～」 | ビジュアルアーツ20周年記念ソング                                                                                          |
| 7月27日       | 初恋1/1 Vocal Collection                                                                                    | KOTOKO                 | 「桜舞う坂を、君と歩く」 | PCゲーム『初恋1/1』主題歌                                                                                                 |
| 7月29日       | Visual Art's 20th Anniversary Remixes                                                                       | KOTOKO                 | 「Princess Brave! (DJ Shimamura's Can't Stop Braving! Remix)」 「Presto (Shouya Namai Remix)」 「bumpy-Jumpy! (M-Project Makina Mix)」 「Stars Biscuit (DJ SHARPNEL's odds＆endsremix)」 | |
| 7月29日       | Visual Art's 20th Anniversary Remixes                                                                       | KOTOKO to 詩月カオリ   | 「Crash Course ～恋の特別レッスン～ (Funky Special Lesson)」 | |
| 9月28日       | 『ピュアガール』主題歌 & サウンドトラック                                                                   | KOTOKO & 佐藤ひろ美    | 「One-Chance!!」 「One-Chance!! (Instrumental)」 | |
| 9月28日       | 優しい魔法の唱え方 特典 オリジナルサウンドトラックCD+モーニングフェラCD                                     | KOTOKO                 | 「あさがお」 | PCゲーム『優しい魔法の唱え方』初回同梱特典CD                                                                              |
| 10月24日      | 折戸伸治パーソナルアルバム "circle of fifth"                                                                | KOTOKO                 | 「Shooting Star (リアレンジ・バージョン)」 「World Link」 「Teller of World」 | Key所属のサウンドクリエイター・折戸伸治の作家活動14年記念コンピレーションアルバム                                         |
| 11月30日      | Panorama -VA Compilation CD vol.2-                                                                          | KOTOKO                 | 「Do you feel loved?」 「Time heals all sorrows」 | |
| 12月29日      | Panorama -VA Compilation CD vol.4-                                                                          | KOTOKO                 | 「Undying Love」 | |
| 12月29日      | マテリアルブレイブイグニッション主題歌マキシCD「U」                                                         | KOTOKO                 | 「U」 「U (Instrumental)」 | コミックマーケット83にて発表「戯画セット'12冬」封入CD                                                                     |
| 12月29日      | バルドスカイゼロ主題歌マキシCD「WING OF ZERO」                                                              | KOTOKO                 | 「WING OF ZERO」 「WING OF ZERO (Instrumental)」 | コミックマーケット83にて発表「戯画セット'12冬」封入CD                                                                     |
| 2013年        | |                        | | |
| 4月26         | こなかな2 Konatayori Kanatamade II オリジナルサウンドトラック                                               | KOTOKO                 | 「monochrome (Full)」 「monochrome (Short)」 「soupir d'ange」 | PCゲーム『こなかな2 Konatayori Kanatamade II』初回版同梱特典CD                                                            |
| 10月25        | うそつき王子と悩めるお姫さま オリジナルボーカルマキシシングル                                               | KOTOKO                 | 「恋する森のfairy tale」 「恋する森のfairy tale (Karaoke ver.)」 | PCゲーム『うそつき王子と悩めるお姫さま』予約特典CD                                                                        |
| 11月29日      | そして煌めく乙女と秘密＾5 オリジナルマキシCD                                                                | KOTOKO                 | 「きらめく乙女」 「きらめく乙女 オケ Ver.」 | PCゲーム『そして煌めく乙女と秘密＾5』予約特典CD                                                                           |
| 12月20日      | カルマルカ*サークル COMPLETE SOUNDTRACK                                                                     | KOTOKO                 | 「Floating up」 「Floating up (Instrumental)」 | PCゲーム『カルマルカ*サークル』主題歌                                                                                     |
| 12月27日      | GWAVE 2013 1st Progress                                                                                     | KOTOKO                 | 「Flower!!」 | |
| 2014年        | |                        | | |
| 2月28日       | イノセントガール 主題歌＆サウンドトラック                                                                   | KOTOKO                 | 「Art as ♡」 「Art as ♡ (Instrumental)」 | |
| 2月28日       | PENCIL VOCAL COLLECTION 04                                                                                  | KOTOKO                 | 「決断のentrance」 「ユメミボシ★boom!boom!」 「幻想の宝石」 | PCゲームシリーズ『プリズム・アーク』関連曲                                                                                |
| 2月28日       | PENCIL VOCAL COLLECTION 05                                                                                  | KOTOKO                 | 「みらくる☆みるきーうぇい」 「ゆらふわ Sunny day -Short Ver.-」 | PCゲームシリーズ『プリズム・アーク』関連曲                                                                                |
| 3月28日       | 3Ping Lovers!☆一夫二妻の世界へようこそ♪ 予約特典主題歌CD                                                    | KOTOKO                 | 「そのハート、危険物につき取り扱いChu♡意!!」 「そのハート、危険物につき取り扱いChu♡意!! -short ver.-」 「そのハート、危険物につき取り扱いChu♡意!! -karaoke ver.-」 「そのハート、危険物につき取り扱いChu♡意!! -instrumental ver.-」 | PCゲーム『3Ping Lovers!☆一夫二妻の世界へようこそ♪』初回特典CD                                                             |
| 4月25日       | 主題歌「ゆらふわ Sunny day」＆全BGM収録サントラCD                                                           | KOTOKO                 | 「ゆらふわ Sunny day」 「ゆらふわ Sunny day (Instrumental)」 | PCゲーム『恋愛♥はーれむ～大好きって言わせて～』初回特典CD                                                                 |
| 4月25日       | レーシャル・マージ オリジナルサウンドトラック『affection』                                                  | KOTOKO                 | 「affection」 「affection -instrumental-」 「affection -karaoke-」 | PCゲーム『レーシャル・マージ』予約特典CD                                                                                  |
| 6月14日       | GWAVE 2013 2nd Progress                                                                                     | KOTOKO                 | 「恋する森のfairy tale」 | |
| 9月26日       | Evidence nine                                                                                               | KOTOKO                 | 「WING OF ZERO」 「Reboot oN/↓0」 「soupir d'ange」 「Love mission!! 〜なんだ。ただの恋かw〜」 | I've Girls Compilationシリーズ第9弾                                                                                       |
| 11月28日      | 『残念な俺達の青春事情。』コンプリートサウンドアルバム                                                      | KOTOKO                 | 「Bum-out!」 | PCゲーム『残念な俺達の青春事情。』主題歌                                                                                  |
| 12月24日      | master groove circle "NIJIIRO"                                                                              | KOTOKO                 | 「めぃぷるシロップ -Awaken Somebody mix-」 「ねぇ、...しようよっ! -Psy Speed Spin mix-」 | |
| 12月26日      | シロガネ×スピリッツ!主題歌マキシCD                                                                          | KOTOKO                 | 「Adolescence Locator」 「Adolescence Locator (Karaoke)」 「Adolescence Locator (Instrumental)」 | コミックマーケット87にて販売「戯画セット'14冬」封入CD                                                                     |
| 12月28日      | GWAVE 2014 1st Favorite                                                                                     | KOTOKO                 | 「affection」 「ゆらふわ Sunny day」 「Art as ♡」 | GWAVEゲーム主題歌コンピレーションアルバム                                                                                 |
| 2015年        | |                        | | |
| 3月15日       | IVE RADICAL ENSEMBLE of 15th ANNIVERSARY ライブパンフレットCD                                               | 2015 I've Special Unit | 「See You ～小さな永遠～ 2015 Extended mix」 | I've15周年記念ライブパンフレット付属CD                                                                                    |
| 4月9日        | 『百花繚乱エリクシル～Record Of Torenia Revival～』ボーカルコレクションCD                                   | KOTOKO                 | 「Flower!!」 「Blooming!!」 | PS4/PS Vita用ゲーム『百花繚乱エリクシル～Record Of Torenia Revival～』限定版特典CD                                        |
| 6月26日       | GWAVE 2014 2nd Favorite                                                                                     | KOTOKO                 | 「Bum-out!」 | GWAVEゲーム主題歌コンピレーションアルバム                                                                                 |
| 6月26日       | 蒼の彼方のフォーリズム Vocal & Sound Collection                                                             | KOTOKO                 | 「INFINITE SKY」 「INFINITE SKY (Instrumental)」 | PCゲーム『蒼の彼方のフォーリズム』オープニングテーマ                                                                      |
| 12月28日      | Felicia/Misty/ボンボンカンパニー MINIALBUM                                                                  | KOTOKO                 | 「あさがお」 「ruin」 「ruin -Instrumental-」 | コミックマーケット87にて販売CD                                                                                            |
| 2016年        | |                        | | |
| 1月1日        | あなたをオトコにしてあげる! コンプリートサウンドアルバム                                                    | KOTOKO                 | 「Fancy Game!」 | PCゲーム『あなたをオトコにしてあげる!』主題歌                                                                             |
| 4月28日       | 「ウィザーズコンプレックス」主題歌マキシシングルCD                                                          | 佐藤ひろ美 & KOTOKO    | 「ウィザーズコンプレックス」 「ウィザーズコンプレックス -instrumental ver.-」 「ウィザーズコンプレックス -short ver.-」 | PCゲーム『ウィザーズコンプレックス』通販特典CD                                                                            |
| 4月28日       | WIZARDS COMPLEX SOUNDTRACK                                                                                  | 佐藤ひろ美 & KOTOKO    | 「ウィザーズコンプレックス -short ver.-」 | PCゲーム『ウィザーズコンプレックス』主題歌                                                                                |
| 5月1日        | 蒼の彼方のフォーリズム VOCAL ALBUM                                                                          | KOTOKO                 | 「Way to Fly ～蒼の彼方へ～」 「Way to Fly ～蒼の彼方へ～ (instrumental ver.)」 | PCゲーム『蒼の彼方のフォーリズム』関連曲                                                                                  |
| 5月27日       | The Time 〜12 Colors〜                                                                                      | KOTOKO                 | 「Stardust Train」 | I've Girls Compilationシリーズ第10弾                                                                                      |
| 8月12日       | 「BALDR HEART」主題歌マキシシングル「Sign of Suspicion」                                                    | KOTOKO                 | 「Sign of Suspicion」 「Sign of Suspicion (Karaoke)」 「Sign of Suspicion (Instrumental)」 | コミックマーケット90にて販売「戯画セット'16夏 ～BALDR HEART -バルドハート-セット～」付属CD                                |
| 11月18日      | 蒼の彼方のフォーリズム EXTRA1 PRESENT DISC                                                                  | KOTOKO                 | 「One Small Step (Short version)」 | PCゲーム『蒼の彼方のフォーリズム EXTRA1』予約特典CD                                                                       |
| 12月29日      | GWAVE 2016 1st advance                                                                                      | KOTOKO                 | 「Fancy Game!?」 | |
| 2017年        | |                        | | |
| 2月10日       | 千恋*万花 オリジナル・サウンドトラック                                                                      | KOTOKO                 | 「恋ひ恋ふ縁」 | PCゲーム『千恋*万花』主題歌                                                                                               |
| 2月22日       | S×W EP | KOTOKO × LUNA          | 「S×W -soul world-」 | PS4/PS Vita用ゲーム『アクセル・ワールドVSソードアート・オンライン 千年の黄昏』主題歌                                      |
| 4月28日       | 蒼の彼方のフォーリズム PIANO ALBUM #1                                                                       | KOTOKO                 | 「True Colors ～コントレイル～」 | PCゲーム『蒼の彼方のフォーリズム』関連曲                                                                                  |
| 6月21日       | LUNARIUM | KOTOKO × LUNA          | 「S×W -soul world-」 | 春奈るなの3枚目のオリジナルアルバム                                                                                       |
| 6月30日       | 蒼の彼方のフォーリズムEXTRA1 Vocal & Sound Collection                                                       | KOTOKO                 | 「One Small Step」 | |
| 7月29日       | ALIVE | KOTOKO                 | 「Sign of Suspicion」 「Imaginary affair -2017 version-」 | I've Girls Compilationシリーズ第11弾                                                                                      |
| 9月16日       | tone work’sアレンジCD「Brilliant tone」                                                                     | KOTOKO                 | 「桜舞う坂を、君と歩く Fast 4 Version」 | ビジュアルアーツ『tone work's Live Fes. 2017』パンフレットCD                                                              |
| 9月29日       | 『桜ひとひら恋もよう』キャラクターソング&サウンドアルバム                                                   | KOTOKO                 | 「桜ひとひら恋もよう」 | |
| 10月4日       | crossroads                                                                                                  | fripSide               | 「brave new world -crossroads version-」 | ゲストヴォーカルとして参加                                                                                                |
| 10月27日      | BALDR BRINGER 主題歌マキシCD                                                                                | KOTOKO                 | 「real-Reality」 「real-Reality (Off vocal)」 「real-Reality (Instrumental)」 | コミックマーケット92にて発売「戯画セット'17夏」封入CD                                                                     |
| 10月27日      | BALDR SKY COLLABORATION VOCAL CD                                                                            | KOTOKO                 | 「jihad -floor remix-」 「jihad -floor remix- (Instrumental)」 | PCゲーム『BALDR BRINGER』予約特典CD                                                                                       |
| 12月22日      | NEKOPARA OVA ORIGINAL SOUNDTRACK                                                                            | KOTOKO                 | 「▲MEW▲△MEW△CAKE」 「▲MEW▲△MEW△CAKE (Instrumental)」 | |
| 12月22日      | BALDR MASTERPIECE CHRONICLE 予約特典CD                                                                      | KOTOKO                 | 「Face of Fact -meteor shower mix-」 | PCゲーム『BALDR MASTERPIECE CHRONICLE』予約特典CD                                                                         |
| 2018年        | |                        | | |
| 1月1日        | I've C-VOX 2000-2014                                                                                        | KOTOKO                 | 「明日の向こう」 「ひとりごと」 「疾風雲」 「I pray to stop my cry」 「CAVE」 「cross up」 「absurd」 「Time heals all sorrows」 「HALLUCINO -Remix-」 「Fatally」 「Crossed Destiny」 「loose」 「prime -"thank you" and "from now"-」 「YA・KU・SO・KU」 「季節の雫 -The Front Line Covers-」 「Belvedia -The Front Line Covers-」 「涙の誓い 〜the divine pledge of tears〜 -Mixed up-」 「amethyst -Remix-」 「Fusion Star -Remix-」                                                                                         | |
| 1月1日        | I've C-VOX 2000-2014                                                                                        | KOTOKO TO AKI          | 「空より近い夢 -Second Track-」 「prime」 | |
| 1月1日        | I've C-VOX 2000-2014                                                                                        | KOTOKO to 詩月カオリ   | 「↑青春ロケット↑ -SHORT CIRCUIT II EDIT-」 | |
| 1月1日        | I've C-VOX 2000-2014                                                                                        | 宮崎麻芽（KOTOKO）     | 「satirize」 | |
| 1月24日       | ウィッチマスター Sound Collection                                                                           | KOTOKO                 | 「Strange Strength」 | |
| 3月10日       | GIGA BEST ALBUM -戯画ベストアルバム-                                                                        | KOTOKO                 | 「thyme」 「Lilies Line」 「Adolescence Locator」 「Unite+reactioN」 「U」 「real-Reality」 「Sign of Suspicion」 「Reboot oN/↓0」 「WING OF ZERO」 「jihad」 「Restoration ～沈黙の空～」 「Face of Fact」 「Fatally」 「We Survive」 「allegretto ～そらときみ～」 「Leaf ticket」 「Cream+Mint」 「あちちな夏の物語り」 「I need magic ～解けないマジ☆キュン♪～」 「きゅるるんKissでジャンボ♪♪」 「さくらんぼキッス ～爆発だも～ん～」 「らずべりー」                                                                         | |
| 3月10日       | 戯画 25th Anniversary remix Single CD                                                                       | KOTOKO                 | 「Restoration -2017 C.G mix Style-」 | 「戯画 1st LIVE ～Sky ticket～」グッズ付属CD                                                                              |
| 5月25日       | Labyrinthine Nerve                                                                                          | ave;new feat. KOTOKO   | 「Instinct's Answer」 | ave;new コンセプトミニアルバム                                                                                            |
| 5月30日       | ぱらだいすお～しゃん オリジナルサウンドトラック                                                             | ave;new feat. KOTOKO   | 「Instinct's Answer」 「Instinct's Answer (Instrumental)」 | PCゲーム『ぱらだいすお～しゃん』初回特典CD                                                                                |
| 6月28日       | 灼眼のシャナ -BEST-                                                                                         | KOTOKO                 | 「being」 「BLAZE」 「Sociometry」 「Light My Fire」 | |
| 6月28日       | 灼眼のシャナ -BEST-                                                                                         | Love Planet Five       | 「天壌を翔る者たち」 | |
| 8月10日       | BALDR BRINGERマキシCD                                                                                       | KOTOKO                 | 「real-Reality -meteor shower psy mix-」 「real-Reality -meteor shower psy mix- (Instrumental)」 | コミックマーケット94にて発売「戯画'18夏 BALDR BRINGER セット」付属CD                                                      |
| 12月29日      | BALDR ACE THEME SONG SINGLE                                                                                 | KOTOKO                 | 「REFOCUS」 「REFOCUS (Instrumental)」 | コミックマーケット95にて発売「BALDR ACE 主題歌CD+抱きまくらカバーセット」及び「BALDR AC 主題歌CD+ドッグタグセット」付属CD |
| 2019年        | |                        | | |
| 3月29日       | アオナツライン ボーカルコレクション&オリジナルサウンドトラック「Our Songs」                                 | KOTOKO                 | 「アオナツライン」 「アオナツライン (Instrumental)」 | PS4/PS Vita用ゲーム『アオナツライン』限定版特典CD                                                                         |
| 9月19日       | WAR OF BRAINS・オリジナルサウンドトラック ALL GAMECHANGER・COMPLETE BOX                                     | Tatsh feat. KOTOKO     | 「エリカ」 | |
| 2020年        | |                        | | |
| 3月18日       | beatmania IIDX 27 HEROIC VERSE Original Soundtrack Selection                                                | L.E.D. feat. KOTOKO    | 「UNDERWORLD HOLOGRAPHY」 | |
| 10月30日      | まいてつ Last Run!! Vocal Complete Album                                                                    | KOTOKO                 | 「All right!!」 | |
| 11月27日      | ネコぱらVol.4 ネコとパティシェのノエル 主題歌CD                                                             | KOTOKO                 | 「SWEET×SWEET」 「NEGAIGOTO」 | PCゲーム『ネコぱらVol.4 ネコとパティシェのノエル』初回特典CD                                                              |
| 2021年        | | KOTOKO                 | | |
| 2月26日       | 閃鋼のクラリアス オリジナルサウンドトラック「SYMPHONY OF CLARIAS」                                          | KOTOKO                 | 「faith ～信じる力～」 | PCゲーム『閃鋼のクラリアス』初回特典CD                                                                                    |
| 12月18日      | I've 20th Anniversary E-VOX                                                                                 | KOTOKO                 | 「涙の誓い」 「Mirabilis」 「Now and Heaven -KOTOKO ver.-」 「Time rolls on...」 「遮光」 「amethyst」 「Just as time is running out」 「unsymmetry」 「went away」 「Do you feel loved?」 「Jumping Note」 「rime」 「Sledgehammer Romance」 「Fusion Star」 「allegretto ～そらときみ～」 「原罪のレクイエム」 「room」 「fickle」 「Ideal Forest」 「茜空 ～それが僕らの世界だった～」 「Crystal moment」 「未来自画像」 「みらくる☆みるきーうぇい」 「monochrome」 「きらめく乙女」 「Adolescence Locator」 「real-Reality」 | |
| 12月18日      | I've 20th Anniversary E-VOX                                                                                 | KOTOKO & MELL          | 「See You ～小さな永遠～」 | |
| 12月18日      | I've 20th Anniversary E-VOX                                                                                 | KOTOKO TO AKI          | 「SAVE YOUR HEART」 「夏草の線路」 「恋愛CHU!」 | |
| 12月30日      | Windmill Vocal Collection4 yomogi                                                                           | 佐藤ひろ美 & KOTOKO    | 「ウィザーズコンプレックス」 | |
| 2022年        | |                        | | |
| 1月21日       | NEEDY GIRL OVERDOSE Soundtrack                                                                              | Aiobahn feat. KOTOKO   | 「INTERNET OVERDOSE」 | オンラインゲーム『NEEDY GIRL OVERDOSE』主題歌                                                                             |
| 3月25日       | 蒼の彼方のフォーリズムEXTRA2 VOCAL & SOUND COLLECTION                                                       | KOTOKO                 | 「Way to Fly ～蒼の彼方へ～」 | PCゲーム『蒼の彼方のフォーリズム -ZWEI-』イメージソング                                                                   |

### キャラクターソング
| 発売日   | 商品名                                                                    | 歌                                     | 楽曲 | 備考                                     |
| 2002年   | 2002年                                                                    | 2002年                                 | 2002年 | 2002年                                   |
| -------- | ------------------------------------------------------------------------- | -------------------------------------- | --- | ---------------------------------------- |
| 6月28日  | I-DOLL ～Song for eternity～（「I-DOLL」同梱CD）                          | 汐音愛（KOTOKO）                       | 「I-DOLL ～Song for eternity～」 「I-DOLL ～Song for eternity～ (カラオケ)」                                                                                      | PCゲーム『I-DOLL』関連曲                 |
| 6月28日  | I-DOLL ～Song for eternity～（「I-DOLL」同梱CD）                          | 汐音愛（KOTOKO）、七瀬舞（詩月カオリ） | 「君と夢を信じて」」 「君と夢を信じて (カラオケ)」 | PCゲーム『I-DOLL』関連曲                 |
| 2003年   |                                                                           |                                        | |                                          |
| 1月31日  | IMAGE CRAFT Music Selection "Song for eternity"                           | 汐音愛（KOTOKO）                       | 「I-DOLL ～Song for eternity～」 | PCゲーム『I-DOLL』関連曲                 |
| 1月31日  | IMAGE CRAFT Music Selection "Song for eternity"                           | 汐音愛（KOTOKO）、七瀬舞（詩月カオリ） | 「君と夢を信じて」」 | PCゲーム『I-DOLL』関連曲                 |
| 3月14日  | とらいあんぐるハート'S Sound Stage X ～OVA Series & Radio Stage Preview～ | フィアッセ・クリステラ（KOTOKO）       | 「My Gentle Days」 | PCゲーム『とらいあんぐるハート'S』関連曲 |
| 12月28日 | Fiasse Crystela COMPILATION ALBUM Starry Crystal                          | フィアッセ・クリステラ（KOTOKO）       | 「Sweet Songs ever with you」 「inside of a wilderness」 「inside of a wilderness (Midnight Calling ver.)」 「My Gentle Days」 「My Gentle Days (Rhythmic ver.)」 | PCゲーム『とらいあんぐるハート'S』関連曲 |

### 未発表曲
- Mutant Dwarf ～君と奏でる歌～
  - ファンクラブイベントでのみ披露された曲。
- ありがとうのうた ～rooting for you～
  - 2020年に行われた『KOTOKO LIVE TOUR 2020 "The Bible"』にて初披露。

### 映像作品

#### ミュージックビデオ集
| 発売日        | タイトル                                  | 販売形態 | 規格品番   | オリコン 最高位 |
| ------------- | ----------------------------------------- | -------- | ---------- | --------------- |
| 2015年4月22日 | KOTOKO MUSIC VIDEO COLLECTION "26stories" | BD       | 1000564510 | 56位            |

#### ライブ映像
| 発売日        | タイトル                                                                                     | 販売形態 | 規格品番   | 規格品番   | オリコン 最高位 |
| 発売日        | タイトル                                                                                     | 販売形態 | 初回限定版 | 通常版     | オリコン 最高位 |
| ------------- | -------------------------------------------------------------------------------------------- | -------- | ---------- | ---------- | --------------- |
| 2005年4月1日  | KOTOKO LIVE TOUR 2004 WINTER 〜冬の雫が連れて来た君が聖者だ★Happy White X'mas★〜             | DVD      | GNBA-1069  | GNBA-1070  | 24位            |
| 2007年8月29日 | Starlight Symphony- KOTOKO LIVE 2006 IN YOKOHAMA ARENA -                                     | DVD      | GNBA-1287  | GNBA-1288  | 12位            |
| 2010年7月7日  | "thank you" and "from now" KOTOKO LIVE IN BUDOKAN 2010 『Pleasure X Pleasure = Pleasure!!!』 | DVD      | GNBV-1004  | -          | 39位            |
| 2015年9月30日 | KOTOKO 10th Anniversary The Grand Final Live "ARCH"                                          | BD       | 1000577329 | 1000577330 | 49位            |

#### その他の映像作品
| 発売日         | 販売形態 | 商品名 |
| -------------- | -------- | --- |
| 2000年12月29日 | DVD      | prime prototype - 販売形態：IVDV-0001 - 発売元：FUCTORY Records - コミックマーケット59の会場で限定販売 - 収録曲 「prime (プロモーションビデオ)」(KOTOKO to AKI名義) 「メイキング」 |
| 2001年12月29日 | DVD      | I've P.V Collection vol.2 - 販売形態：IVDV-0003 - 発売元：FUCTORY Records - コミックマーケット63の会場で限定販売 - 収録曲 「疾風雲 (プロモーションビデオ)」 「メイキング」 |
| 2003年9月5日   | DVD      | I've P.V Collection vol.3 - 販売形態：IVDV-0004 - I've GIRL's COMPILATION Vol.4＆Vol.5『LAMENT』『OUTFLOW』初回限定BOXに同梱されているDVD - 収録曲 「See You ～小さな永遠～ -P.V. Mix-」(I've Special Unit) 「メイキング」 |
| 2003年9月5日   | DVD      | I've in BUDOKAN 2005 〜Open the Birth Gate〜 - 販売形態：IVDV-0601-3 / IVDV-0604-5 - 発売元：FUCTORY Records - 収録曲 「Collective」 「涙の誓い」 「Second Flight」(KOTOKO & 佐藤裕美) 「Change my Style 〜あなた好みの私に〜」 「Wing my Way」 「See You ～小さな永遠～」(I've Special Unit) 「Fair Heaven」(I've Special Unit) |
| 2007年         | DVD      | Mutant Dwarf PRESENTS 「Dwarfたちの集い♪～2小節目～♪」 KOTOKO COUNTDOWN SPECIAL LIVE 2006-2007 - 販売形態：MDDV-0003 - 発売元：FUCTORY Records, Three Nine Entertainment - ファンクラブ会員限定販売 - 収録曲 1. 「UZU-MAKI」 2. 「Goodbye Dear」 3. 「being」 4. 「覚えてていいよ」 5. 「Mutant Dwarf～君と奏でる歌へ～」 6. 「Snow Angel」 7. 「Imaginary affair」 8. 「海豚」 9. 「↑青春ロケット↑」 10. 「Just as time is running out」 11. 「雪華の神話」 |
| 2007年12月29日 | DVD      | SHORT CIRCUIT Ⅱ Premium Show IN TOKYO - 販売形態：IVDV-0702 - 発売元：FUCTORY Records Co. Ltd. - コミックマーケット73の会場及び通販で限定販売 - 収録曲 「めぃぷるシロップ」 「はじめまして、恋。」 「恋愛CHU! -Remix-」(KOTOKO to 詩月カオリ) 「Cream+Mint」 「さくらんぼキッス ～爆発だも～ん～」 「きゅるるんKissでジャンボ♪♪」 「Princess Bride!」 「ねぇ、…しようよっ!」 「Change my Style ～あなた好みの私に～」 「夏草の線路 -Album Mix-」(KOTOKO to 詩月カオリ) 「ジェットスマッシュ! -Premium Show in TOKYO ver.-」(KOTOKO to 詩月カオリ) 「Short Circuit -Premium Show in TOKYO ver.-」(KOTOKO to 詩月カオリ) 「↑青春ロケット↑ -SHORT CIRCUIT Ⅱ EDIT-」(KOTOKO to 詩月カオリ) 「Double HarmoniZe Shock!!」(KOTOKO to 詩月カオリ & Larval Stage Planning) |
| 2009年8月26日  | DVD      | I've in BUDOKAN 2009 ～Departed to the future～ - 販売形態：GNBV-7001 - 発売元：NBCユニバーサル・エンターテイメントジャパン - 収録曲 「リアル鬼ごっこ」 「羽」 「Close to me...」 「季節の雫 -The Front Line Covers ver.-」 「きれいな旋律」 「U make 愛 dream」 「Re-sublimity」 「ハヤテのごとく!」 「Crash Course 〜恋の特別レッスン〜」(KOTOKO to 詩月カオリ) 「恋愛CHU! -Remix-」(KOTOKO to 詩月カオリ) 「SAVE YOUR HEART -Album mix-」(KOTOKO to 詩月カオリ) 「Double Harmonize Shock!!」(KOTOKO to 詩月カオリ) 「HYDIAN WAY」(Love Planet Five) 「See You 〜小さな永遠〜」(Love Planet Five) 「天壌を翔る者たち」(Love Planet Five) 「Fair Heaven」(Love Planet Five)                                                                                      |
| 2010年12月29日 | DVD      | SHORT CIRCUIT III Premium Show IN TOKYO 2010 - 販売形態：IVDV-1002-A/B - 発売元：FUCTORY Records Co. Ltd. - コミックマーケット79の会場及び通販で限定販売 - 収録曲 「Stars Biscuit」 「お*ま*ま*ご*と」 「あちちな夏の物語り」 「Magical Sweetie」 「めぃぷるシロップ」 「ねぇ、...しようよっ!」 「さくらんぼキッス ～爆発だも～ん～」 「らずべりー」 「Lilies Line」 「blossomdays」 「Crash Course ～恋の特別レッスン～」(KOTOKO to 詩月カオリ) 「恋愛CHU! -Remix-」(KOTOKO to 詩月カオリ) 「Double HarmoniZe Shock!!」(KOTOKO to 詩月カオリ) 「☆星空 Interceptor☆」(KOTOKO to 詩月カオリ) 「↑青春ロケット↑」(KOTOKO to 詩月カオリ & Larval Stage Planning) 「Short Circuit」(KOTOKO to 詩月カオリ & Larval Stage Planning)                                      |
| 2011年4月20日  | BD       | Animelo Summer Live 2010 -evolution- 8.29 - 販売形態：KIXM-1014/5 - 発売元：キングレコード - 収録曲 「Shooting Star」 「Loop-the-Loop」 「Re-sublimity」 |
| 2013年1月29日  | BD       | ビジュアルアーツ大感謝祭 LIVE 2012 in YOKOHAMA ARENA ～きみとかなでるあしたへのうた～ - 販売形態：KSLV-0004～0006・KSLM-0004～0006 - 発売元：Key Sounds Label - 収録曲 「恋愛CHU! -Remix-」(KOTOKO to 詩月カオリ) 「Double HarmoniZe Shock!!」(KOTOKO to 詩月カオリ) 「Abyss」 「Time heals all sorrows」 「Close to me...」 「bumpy-Jumpy!」 |
| 2009年8月26日  | BD       | IVE RADICAL ENSEMBLE OF 15th ANNIVERSARY - 販売形態：GNXV-1001 - 発売元：NBCユニバーサル・エンターテイメントジャパン - 収録曲 「Shooting Star」 「Wing my Way」 「Re-sublimity」 「Imaginary affair」 「Short Circuit」(KOTOKO to 詩月カオリ) 「めぃぷるシロップ」(KOTOKO to 詩月カオリ) 「↑青春ロケット↑」(KOTOKO to 詩月カオリ) 「Lilies line」(KOTOKO to 詩月カオリ) 「Double HarmoniZe Shock!!」(KOTOKO to 詩月カオリ) 「Suppuration -core-」 「See You ～小さな永遠～ (2015 Extended mix)」(2015 I've Special Unit) |
| 2016年11月22日 | BD       | MAMI KAWADA FINAL F∀N FESTIVAL "F" - 発売元：NBCユニバーサル・エンターテイメント - 川田まみのベスト・アルバム『MAMI KAWADA BEST "F"』初回盤特典Blu-ray disc - 収録曲 「I pray to stop my cry -little sea style-」 「Light My Fire」 「天壌を翔る者たち」 |
| 2016年11月25日 | BD       | sprite LIVE 2015 -Beyond the sky- - 販売形態：SCMNBD-003 - 発売元：Side Connection Music - 収録曲 「Way to Fly ～蒼の彼方へ～」 「INFINITE SKY」 |
| 2017年9月6日   | BD       | Animelo Summer Live 2016 刻 -TOKI- 8.26 - 販売形態：KIXM-1031 - 発売元：キングレコード - 収録曲 「→unfinished→」 「PLASMIC FIRE」(KOTOKO×ALTIMA) |
| 2013年1月29日  | DVD/BD   | fripSide LIVE TOUR 2016-2017 FINAL in Saitama Super Arena -Run for the 15th Anniversary- - 販売形態：GNXA-1213～5/GNBA-2647～9 - 発売元：NBCユニバーサル・エンターテイメントジャパン - 収録曲 「→unfinished→ -Album ver.-」 「SHOOT!」 |
| 2013年1月29日  | BD       | NBCUniversal ANIME×MUSIC FESTIVAL ～25th ANNIVERSARY～ - 販売形態：GNXA-1239 - 発売元：NBCユニバーサル・エンターテイメントジャパン - 収録曲 「ぼくはもっとパイオニア」 「euphoric field」(KOTOKO×やなぎなぎ) 「Over The Future」(黒崎真音×KOTOKO×南條愛乃) 「天地無用!」(KOTOKO×ALTIMA) 「さくらんぼキッス 〜爆発だも〜ん〜」 「Suppuration -core-」 「Re-sublimity」 「きれいな旋律」 「Chercher 〜シャルシェ〜」 「覚えてていいよ」 「ハヤテのごとく!」 「七転八起☆至上主義!」 「daily-daily Dream」 「being」 |

### 歌詞提供
| 時期   | 楽曲                                  | アーティスト                                                       | 作曲家                  | 備考                                                                                               |
| ------ | ------------------------------------- | ------------------------------------------------------------------ | ----------------------- | -------------------------------------------------------------------------------------------------- |
| 2000年 | Pure Heart ～世界で一番アナタが好き～ | AKI                                                                | 高瀬一矢                | PCゲーム『Pure Heart ～世界で一番アナタが好き～』主題歌                                            |
| 2000年 | 祈りの時代                            | MELL                                                               | 高瀬一矢                | PCゲーム『奴隷市場』エンディングテーマ                                                             |
| 2001年 | いっしょにね ～幸せのある場所～       | SHIHO                                                              | 中沢伴行                | PCゲームファンディスク『もっとLOVEちゅ!』エンディングテーマ                                        |
| 2001年 | Fortress                              | 島みやえい子                                                       | 高瀬一矢                | PCゲーム『Deep Fantasy』オープニングテーマ                                                         |
| 2001年 | Velocity of sound                     | MOMO                                                               | 中沢伴行                | PCゲーム『ソニックプリンセス』オープニングテーマ                                                   |
| 2001年 | philosophy                            | MOMO                                                               | 高瀬一矢                | PCゲーム『家族計画』エンディングテーマ                                                             |
| 2001年 | 風と君を抱いて                        | 川田まみ                                                           | 高瀬一矢                | PCゲーム『miss you』オープニングテーマ                                                             |
| 2002年 | DROWNING                              | MOMO                                                               | 高瀬一矢                | PCゲーム『凌辱痴漢地獄』エンディングテーマ                                                         |
| 2002年 | GREEDY                                | MOMO                                                               | 高瀬一矢                | PCゲーム『失格医師』オープニングテーマ                                                             |
| 2002年 | Wind and wander                       | 川田まみ                                                           | 高瀬一矢                | PCゲーム『Silvern ～銀の月、迷いの森～』オープニングテーマ                                         |
| 2002年 | 僕らが見守る未来                      | 詩月カオリ                                                         | 中沢伴行                | PCゲーム『はじらひ』オープニングテーマ                                                             |
| 2002年 | 秋風に君を想ふ                        | Healing Leaf                                                       | 中沢伴行                | PCゲーム『はじらひ』エンディングテーマ                                                             |
| 2002年 | tiny days                             | 川田まみ                                                           | 高瀬一矢                | テレビアニメ『おねがい☆ティーチャー』イメージソング                                                |
| 2002年 | D-THREAD                              | MOMO                                                               | C.G mix                 | PCゲーム『新人看護婦 美帆 ～十九歳の屈辱日記～』エンディングテーマ                                 |
| 2002年 | cross my heart...                     | 島みやえい子                                                       | 高瀬一矢・中沢伴行      | PCゲーム『innocent world』オープニングテーマ                                                       |
| 2002年 | Senecio                               | 詩月カオリ                                                         | 中沢伴行                | テレビアニメ『おねがい☆ティーチャー』イメージソング                                                |
| 2002年 | Pirouette                             | 島みやえい子                                                       | 高瀬一矢                | PCゲーム『ONE and ONLY』オープニングテーマ                                                         |
| 2002年 | SWAY                                  | 詩月カオリ                                                         | 高瀬一矢                | アルバム『DiRTY GiFT』収録曲                                                                       |
| 2003年 | Lythrum                               | 川田まみ                                                           | C.G mix                 | PCゲーム『犠母姉妹SLG』エンディングテーマ                                                          |
| 2003年 | 薔薇                                  | 風蘭                                                               | wata                    | PCゲーム『オレ様ティーチャー』エンディングテーマ                                                   |
| 2003年 | 消えない想い                          | 詩月カオリ                                                         | 羽越実有                | PCゲーム『金曜日の仔猫 The kitten on Friday』オープニングテーマ                                    |
| 2003年 | 明日への涙                            | 川田まみ                                                           | 中沢伴行                | テレビアニメ『おねがい☆ツインズ』エンディングテーマ                                                |
| 2003年 | our youthful days                     | MELL                                                               | C.G mix                 | PCゲーム『学らぶ ～わがままなポニーテイル～』オープニングテーマ                                    |
| 2003年 | 恋のマグネット                        | MOMO                                                               | 中坪淳彦                | PCゲーム『まいにち好きして』エンディングテーマ                                                     |
| 2003年 | レモネード                            | 詩月カオリ                                                         | 高瀬一矢                | アルバム『SHORT CIRCUIT』、ミニアルバム『SPYGLASS』収録曲                                          |
| 2003年 | こなたよりかなたまで                  | MOMO                                                               | 中沢伴行                | PCゲーム『こなたよりかなたまで』エンディングテーマ                                                 |
| 2004年 | はぁはぁテレパス                      | 清水こずえ                                                         | ロドリゲスのぶ          | PCゲーム『はぁ・はぁ・テレパス』オープニングテーマ                                                 |
| 2004年 | IMMORAL                               | 川田まみ                                                           | 中沢伴行                | PCゲーム『IMMORAL』エンディングテーマ                                                              |
| 2004年 | eclipse                               | 川田まみ                                                           | 中沢伴行                | PCゲーム『燐月 -リンゲツ-』エンディングテーマ                                                      |
| 2004年 | spillage                              | MOMO                                                               | 中沢伴行                | PCゲーム『巫女舞 ～ただ一つの願い～』エンディングテーマ                                            |
| 2004年 | Do you know the magic?                | 詩月カオリ                                                         | 羽越実有                | PCゲーム『魔法はあめいろ?』オープニングテテーマ                                                    |
| 2004年 | Automaton                             | 島みやえい子                                                       | 高瀬一矢                | PCゲーム『真説 猟奇の檻』オープニングテテーマ                                                      |
| 2004年 | Slow Step                             | Healing Leaf                                                       | 羽越実有                | PCゲーム『Slow Step』エンディングテテーマ                                                          |
| 2005年 | radiance                              | 川田まみ                                                           | 中沢伴行                | テレビアニメ『スターシップオペレーターズ』オープニングテーマ                                       |
| 2005年 | Isolation                             | 怜奈                                                               | C.G mix                 | PCゲーム『つよきす』エンディングテテーマ                                                           |
| 2005年 | ナイショ☆Naiしょ                      | 詩月カオリ                                                         | C.G mix                 | PCゲーム『ないしょのティンティンたいむ』オープニングテーマ                                         |
| 2006年 | open                                  | 詩月カオリ                                                         | 井内舞子                | テレビアニメ『つよきす Cool×Sweet』エンディングテテーマ                                            |
| 2007年 | アナタだけのAngel☆                    | 詩月カオリ                                                         | C.G mix                 | PCゲーム『あねいも2』オープニングテテーマ                                                          |
| 2007年 | I'm home                              | 詩月カオリ                                                         | 高瀬一矢                | アルバム『SHORT CIRCUIT II』収録曲                                                                 |
| 2007年 | ジェットスマッシュ!                   | 詩月カオリ                                                         | C.G mix                 | PCゲーム『えろすまっしゅ!』オープニングテテーマ                                                    |
| 2007年 | Shining stars bless☆                  | 詩月カオリ                                                         | 井内舞子                | テレビアニメ 『ななついろ★ドロップス』オープニングテテーマ                                         |
| 2007年 | Chasse                                | 詩月カオリ                                                         | 高瀬一矢                | テレビアニメ『ハヤテのごとく!』エンディングテテーマ                                                |
| 2008年 | Love is money?!                       | 詩月カオリ                                                         | 井内舞子                | PCゲーム『借金姉妹2』オープニングテテーマ                                                          |
| 2008年 | 白い輪舞曲                            | 詩月カオリ                                                         | 井内舞子                | PCゲーム『冬のロンド』エンディングテテーマ                                                         |
| 2009年 | end of refrain ～小さな始まり～       | 詩月カオリ                                                         | 中沢伴行                | |
| 2009年 | go! go! summer drive                  | 月子                                                               | メビウスワン            | PCゲーム『ナツユメナギサ』グランドエンディングテーマ                                               |
| 2009年 | 夏風の一秒                            | 月子                                                               | メビウスワン            | PCゲーム『ナツユメナギサ』エンディングテーマ                                                       |
| 2010年 | two HeaRt                             | 桐島愛里                                                           | 井内舞子                | PCゲーム『Futa・Ane ～ふたあね～』オープニングテーマ                                               |
| 2010年 | Send-off ～涙色のスタートライン～     | Larval Stage Planning                                              | 高瀬一矢                | アルバム『SHORT CIRCUIT III』収録曲                                                                |
| 2010年 | Rolling Star☆彡                       | Larval Stage Planning                                              | 井内舞子                | PCゲーム『キサラギGOLD★STAR』オープニングテーマ                                                    |
| 2010年 | 絆 ～endless days～                   | 桐島愛里                                                           | 井内舞子                | PCゲーム『もっと 姉、ちゃんとしようよっ!』エンディングテーマ                                       |
| 2011年 | SHOOT!                                | RO-KYU-BU!                                                         | 八木沼悟志              | テレビアニメ『ロウきゅーぶ!』オープニングテーマ                                                    |
| 2011年 | 僕ら、駆け行く空へ                    | 水蓮寺ルカ starring 山崎はるか                                     | 浅野高弘                | 劇場版 『ハヤテのごとく! HEAVEN IS A PLACE ON EARTH』オープニングテーマ                            |
| 2011年 | LOVE◯JETCOASTER                       | 黒崎真音                                                           | kz                      | アルバム『Butterfly Effect』収録曲                                                                 |
| 2011年 | 告白                                  | Ray                                                                | 折戸伸治                | テレビアニメ『あの夏で待ってる』イメージソング                                                     |
| 2012年 | sign                                  | Ray                                                                | 折戸伸治                | テレビアニメ『あの夏で待ってる』オープニングテーマ                                                 |
| 2013年 | Shining Star-☆-LOVE Letter            | 井口裕香                                                           | 八木沼悟志              | 劇場版『とある魔術の禁書目録 -エンデュミオンの奇蹟-』イメージソング                                |
| 2013年 | baby♡macaron                          | Ray                                                                | C.G mix                 | アルバム『RAYVE』収録曲                                                                            |
| 2013年 | As for me                             | Ray                                                                | 高瀬一矢                | アルバム『RAYVE』収録曲                                                                            |
| 2013年 | Get goal!                             | RO-KYU-BU!                                                         | 八木沼悟志              | テレビアニメ『ロウきゅーぶ!SS』オープニングテーマ                                                  |
| 2013年 | 照れかくしのyawn                      | RO-KYU-BU! starring 花澤香菜                                       | KOTOKO                  | アルバム『Dear friends』収録曲                                                                     |
| 2013年 | Through All Eternity ～縁の絆～       | ayami                                                              | TattaWorks              | テレビアニメ『ムシブギョー』エンディングテーマ                                                     |
| 2013年 | find a piece                          | Larval Stage Planning                                              | 高瀬一矢                | PCゲーム『カルマルカ*サークル』オープニングテーマ                                                  |
| 2013年 | Courage song                          | 愛美                                                               | 若林充                  | アルバム『LOVE』収録曲                                                                             |
| 2013年 | 君が笑む夕暮れ                        | 南條愛乃                                                           | 井内舞子                | テレビアニメ『東京レイヴンズ』エンディングテーマ                                                   |
| 2014年 | 君に会いに行こう                      | Ray                                                                | 高瀬一矢                | キャラクターコンテンツ総合イベント『character1 2014』テーマソング                                  |
| 2014年 | ZERO                                  | 小林竜之                                                           | 朝倉紀行                | テレビアニメ『最強銀河 究極ゼロ 〜バトルスピリッツ〜』オープニングテーマ                           |
| 2014年 | 季節のシャッター                      | Ray                                                                | 折戸伸治                | OVA『あの夏で待ってる 特別編』オープニングテーマ                                                   |
| 2015年 | blessing symphony                     | 南條愛乃                                                           | 井内舞子                | ゲーム『レイギガント』ニル・フィニアス篇オープニングテーマ                                         |
| 2015年 | 恋色♡思考回路                         | Luce Twinkle Wink☆                                                 | 井内舞子                | 家庭用ゲーム『To LOVEる-とらぶる- ダークネス トゥループリンセス』主題歌                            |
| 2015年 | 応援 is L♥VE!!                        | 柚子乃 & RINA                                                      | C.G mix                 | コミックマーケット89での限定販売CD『しょーとサーキットDS』収録曲                                   |
| 2016年 | a-gain                                | Ray                                                                | 高瀬一矢                | テレビアニメ『蒼の彼方のフォーリズム』エンディングテーマ                                           |
| 2016年 | idc                                   | 南條愛乃                                                           | 黒須克彦                | アルバム『Nのハコ』収録曲                                                                          |
| 2016年 | Lostorage                             | 井口裕香                                                           | 井内舞子                | テレビアニメ『Lostorage incited WIXOSS』オープニングテーマ                                         |
| 2016年 | ex:tella                              | ELISA                                                              | 西木康智                | 家庭用ゲーム『Fate/EXTELLA』主題歌                                                                 |
| 2017年 | ♡こゆび姫♡                            | Ray                                                                | 高瀬一矢                | ベストアルバム『Happy days』収録曲                                                                 |
| 2017年 | ゼリーな女                            | 南條愛乃                                                           | 井内舞子                | アルバム『サントロワ∴』収録曲                                                                      |
| 2017年 | Fight on!                             | Luce Twinkle Wink☆                                                 | ツキダタダシ            | テレビアニメ『ゲーマーズ!』エンディングテーマ                                                      |
| 2017年 | a gleam of prologue                   | fripSide                                                           | 八木沼悟志              | アルバム『crossroads』収録曲                                                                       |
| 2018年 | identity my ultimatum                 | Sho from MY FIRST STORY feat. 駒形友梨/ウエノルカ（眩暈SIREN）     | Sho from MY FIRST STORY | スマートフォン用ゲーム『WAR OF BRAINS』提供曲                                                      |
| 2018年 | Make a pass                           | センラ（浦島坂田船）                                               | toku（GARNiDELiA）      | アルバム『V-enus』収録曲                                                                           |
| 2018年 | Starry Palette                        | stirRhythm                                                         | 市川淳                  | スマートフォン用ゲーム『スターリィパレット』提供曲                                                 |
| 2018年 | Freak!                                | stirRhythm                                                         | 齋藤真也                | スマートフォン用ゲーム『スターリィパレット』提供曲                                                 |
| 2018年 | a☆sterism                             | stirRhythm                                                         | 齋藤真也                | スマートフォン用ゲーム『スターリィパレット』提供曲                                                 |
| 2018年 | Now or Never!                         | stirRhythm                                                         | C.G mix                 | スマートフォン用ゲーム『スターリィパレット』提供曲                                                 |
| 2018年 | Evening Shower                        | stirRhythm                                                         | 田口智則                | スマートフォン用ゲーム『スターリィパレット』提供曲                                                 |
| 2018年 | brilliant edge                        | stirRhythm                                                         | 山田高弘                | スマートフォン用ゲーム『スターリィパレット』提供曲                                                 |
| 2018年 | a:piece                               | 五十嵐一雪（榎木淳弥）、有墨昴（伊原辰）、浅田葉一（小野友樹）     | 黒須克彦                | スマートフォン用ゲーム『スターリィパレット』提供曲                                                 |
| 2018年 | 君へ。                                | 五十嵐一雪（榎木淳弥）、暮内ゆうひ（桐明衝）、櫻井桃真（蒼井翔太） | KOTOKO                  | スマートフォン用ゲーム『スターリィパレット』提供曲                                                 |
| 2018年 | Let's Go! Fairyland!!                 | 五十嵐一雪（榎木淳弥）、暮内ゆうひ（桐明衝）、櫻井桃真（蒼井翔太） | KOTOKO                  | スマートフォン用ゲーム『スターリィパレット』提供曲                                                 |
| 2018年 | Aphrodita                             | 辻石海都（増田俊樹）、紫藤董哉（木村昴）、浅田葉一（小野友樹）     | 尾崎武士                | スマートフォン用ゲーム『スターリィパレット』提供曲                                                 |
| 2018年 | U-R-G-E                               | 辻石海都（増田俊樹）、紫藤董哉（木村昴）、浅田葉一（小野友樹）     | 高瀬一矢                | スマートフォン用ゲーム『スターリィパレット』提供曲                                                 |
| 2019年 | ホシノハナ                            | stirRhythm                                                         | 中沢伴行                | スマートフォン用ゲーム『スターリィパレット』提供曲                                                 |
| 2019年 | わガまま♡ブれいん                     | 南條愛乃                                                           | 井内舞子                | シングル『君のとなり わたしの場所』収録曲                                                          |
| 2019年 | Freja                                 | センラ（浦島坂田船）                                               | toku（GARNiDELiA）      | アルバム『$HUFFLE』収録曲                                                                          |
| 2019年 | ChuChuパフェ☆SP                       | 山崎はるか                                                         | 佐藤陽介                | アルバム『C'est Parti!!』収録曲                                                                    |
| 2020年 | Get！パティシエ★大作戦                | 御伽原江良（petit fleurs）                                         | 新田目翔                | アルバム『première fleurs』収録曲                                                                  |
| 2020年 | 流星のパルティトゥーラ                | M.O.E.（羽多野渉、寺島拓篤）                                       | 西岡和哉                | |
| 2021年 | たとえばそれは勇気の魔法              | 山崎はるか                                                         | 折戸伸治                | テレビアニメ『たとえばラストダンジョン前の村の少年が序盤の街で暮らすような物語』オープニングテーマ |
| 2022年 | 最初の10歩                            | 南條愛乃                                                           | 丸山真由子              | アルバム『ジャーニーズ・トランク』収録曲                                                           |
| 2023年 | リンク〜past and future〜             | 秋里コノハ（古賀葵）                                               | 折戸伸治                | テレビアニメ『16bitセンセーション ANOTHER LAYER』エンディングテーマ                                |

## ライブ・イベント

### フェス・合同ライブ
| 公演年 | タイトル                                                                                      | 公演日・会場                                         |
| ------ | --------------------------------------------------------------------------------------------- | ---------------------------------------------------- |
| 2005年 | RONDO ROBE 2005 -Gate to Date-                                                                | 6月26日 - 幕張メッセ イベントホール                  |
| 2005年 | Anime Expo 2005                                                                               | 7月2日 - Anaheim Convention Center                   |
| 2005年 | I've in BUDOKAN 2005 〜Open the Birth Gate〜                                                  | 10月15日 - 日本武道館                                |
| 2006年 | Anime North 2006                                                                              | 5月27日 - Toronto Congress Centre                    |
| 2006年 | A-Kon 2006                                                                                    | 6月9日 - Kay Bailey Hutchison Convention Center      |
| 2007年 | ブルーゲイル10周年記念イベント ～なまらブルゲNIGHT～                                          | 7月8日 - 札幌 Sound Lab mole                         |
| 2007年 | SHORT CIRCUIT II Premium Show IN TOKYO                                                        | 7月21日 - 新木場 STUDIO COAST                        |
| 2007年 | 北海道情報大学『蒼天祭』「So-ten Live 2007」                                                  | 10月7日 - 北海道情報大学                             |
| 2008年 | SHORT CIRCUIT Premium Live IN TAIWAN                                                          | 7月9日 - 国立台湾芸術大学                            |
| 2009年 | I'VE in BUDOKAN 2009 〜Departed to the future〜                                               | 1月2日 - 日本武道館                                  |
| 2010年 | PENCIL LIVE 2010 ～PRODUCTION PENCIL10周年記念ライブ～                                        | 5月3日 - TSUTAYA O-EAST                              |
| 2010年 | 大みなと祭                                                                                    | 5月8日 - 神奈川 大さん橋ホール                       |
| 2010年 | V.I.P Visual Information Party VOL.9                                                          | 6月19日 - 廣瀬無線電機 イベントホール                |
| 2010年 | SHORT CIRCUIT III Premium Show IN TOKYO 2010                                                  | 7月19日 - SHIBUYA-AX                                 |
| 2010年 | SHORT CIRCUIT III Premium Show IN OSAKA 2010                                                  | 7月23日 - 大阪BIG CAT                                |
| 2010年 | Animelo Summer Live 2010 -evolution-                                                          | 8月29日 - さいたまスーパーアリーナ                   |
| 2010年 | 電撃GENEONミュージックフェス                                                                  | 9月26日 - 東京 JCB HALL                              |
| 2010年 | Girl's Wonder Land 2010                                                                       | 10月31日 - 品川プリンスホテル ステラボール           |
| 2010年 | ANIMAX MUSIX FALL 2010                                                                        | 11月3日 - 横浜アリーナ                               |
| 2011年 | 大みなと祭                                                                                    | 5月8日 - 大さん橋ホール                              |
| 2011年 | TRIBAL LINK 2011 in TOKYO                                                                     | 7月3日 - STUDIO COAST                                |
| 2011年 | 東京都市大学 世田谷キャンパス 文化祭                                                          | 11月20日 - 東京都市大学 世田谷キャンパス             |
| 2011年 | ANIMAX MUSIX 2011                                                                             | 11月23日 - 横浜アリーナ                              |
| 2012年 | 「おねがい☆ティーチャー&ツインズ」放送開始10周年記念イベント～AIGRE-DOUX エイグル ドゥ～      | 4月22日 - 川口総合文化センター(リリア) メインホール  |
| 2012年 | ARUARU CITY LIVE PROJECT VOL.1 "A3"                                                           | 4月28日 - 西日本総合展示場                           |
| 2012年 | Animazement 2012                                                                              | 5月26日 - Raleigh Convention Center                  |
| 2012年 | ビジュアルアーツ大感謝祭 「Shift:NEXT →Generation!」 -きみとかなでるあしたへのうた-           | 7月29日 - 横浜アリーナ                               |
| 2012年 | Anime Festival Asia Indonesia 2012                                                            | 9月1日 - Jakarta International Expo                  |
| 2012年 | B.G.M Festival vol.1 -EDGE-                                                                   | 9月22日 - Zepp Tokyo                                 |
| 2012年 | AMW 20th Anniversary DENGEKI MUSIC LIVE!!                                                     | 10月20日 - 幕張メッセ                                |
| 2012年 | ANIMAX MUSIX 2012 TAIWAN                                                                      | 11月4日 - 台北 ATT SHOW BOX                          |
| 2012年 | ANIMAX MUSIX 2012                                                                             | 11月23日 - 横浜アリーナ                              |
| 2012年 | 札幌☆マンガ・アニメフェスティバル きたまえ↑                                                   | 12月23日 - 札幌芸術の森 アートホール アリーナ        |
| 2013年 | ブシロードカードゲームLIVE2013                                                                | 3月24日 - グランキューブ大阪                         |
| 2013年 | a-nation island アニジェネ ～ANISON GENERATION～                                              | 8月9日 - 国立代々木競技場第一体育館                  |
| 2013年 | Please! 10th Anniversary Final event 'summer wind'                                            | 8月18日 - パシフィコ横浜 国立大ホール                |
| 2013年 | 『きたまえ↑2013』-札幌☆マンガ・アニメフェスティバル-                                          | 8月31日 - 札幌芸術の森 野外ステージ                  |
| 2013年 | 中央大学多摩キャンパス学園祭『白門祭』「KOTOKO×黒崎真音 Special Joint Live～LIVE-"OTO"ME-～」 | 11月3日 - 中央大学多摩キャンパス クレセントホール    |
| 2013年 | 神奈川工科大学第38回幾徳祭「KOTOKO・南條愛乃・飛蘭アコースティックLIVE in 幾徳祭」            | 11月10日 - 神奈川工科大学学園祭実行委員会            |
| 2013年 | ANIMAX MUSIX 2013                                                                             | 11月23日 - 横浜アリーナ                              |
| 2013年 | 九州工業大学『工大祭』                                                                        | 11月24日 - 九州工業大学 飯塚キャンパス               |
| 2014年 | LOVE×TRAX Coupling With★LOVE×Live 2014                                                        | 4月5日 - 赤坂BLITZ                                   |
| 2014年 | 15th Anniversary Live ランティス祭り 2014 ～つなぐぜ!アニソンの"わ"!～ 東海公演               | 7月19日 - ナガシマスパーランド                       |
| 2014年 | 15th Anniversary Live ランティス祭り 2014 ～つなぐぜ!アニソンの"わ"!～ 関西公演               | 7月26日 - 万博記念公園 もみじ川芝生広場              |
| 2014年 | 東京情報大学の学園祭『翔風祭』「KOTOKONCERT」                                                 | 10月26日 - 東京情報大学野外ステージ                  |
| 2014年 | 立正大学大崎キャンパスの大学祭『橘花祭』                                                      | 11月1日 - 立正大学大崎キャンパス                     |
| 2014年 | ANIMAO                                                                                        | 11月2日 - MAO Livehouse Shanghai                     |
| 2014年 | NEXTGATE.LINK Secret Live Vol.1                                                               | 11月6日 - 赤坂BLITZ                                  |
| 2014年 | ANIMAX MUSIX 2014 YOKOHAMA                                                                    | 11月22日 - 横浜アリーナ                              |
| 2014年 | SAGA PLANETS FIRST SONIC ～花咲ワークフェス2014～                                             | 11月24日 - 横浜ベイホール                            |
| 2015年 | リスアニ! LIVE 5                                                                              | 1月25日 - 日本武道館                                 |
| 2015年 | IVE RADICAL ENSEMBLE OF 15th ANNIVERSARY                                                      | 3月15日 - 東京ドームシティホール                     |
| 2015年 | アニメイトホール 札幌 様のオープニングセレモニーイベント                                      | 6月13日 - アニメイト札幌店                           |
| 2015年 | Anime Revolution                                                                              | 8月14日 - The Vancouver Convention Centre            |
| 2015年 | きたまえ↑札幌☆マンガ・アニメフェスティバル2015                                                | 9月13日 - 札幌芸術の森                               |
| 2015年 | freakSide Presents 八木沼悟志 40th Birthday Live ～さとしと愉快な仲間たち～                   | 10月29日 - 横浜ベイホール                            |
| 2015年 | ANIMAX MUSIX 2015 YOKOHAMA                                                                    | 11月21日 - 横浜ベイホール                            |
| 2015年 | sprite LIVE 2015 -Beyond the sky-                                                             | 12月29日 - ディファ有明                              |
| 2016年 | ナゴヤアニソンフェスinナガシマスパーランド                                                    | 2月14日 - ナガシマスパーランド内スパドーム           |
| 2016年 | C3 in Hong Kong 2016                                                                          | 2月20日 - Hong Kong Convention and Exhibition Centre |
| 2016年 | Windmill Live 2016                                                                            | 6月11日 - 品川ステラボール                           |
| 2016年 | ANI-ON! meets MUSIC ～あにみゅ～                                                              | 9月18日 - 札幌 Sound Lab mole                        |
| 2016年 | C JOY 2016                                                                                    | 10月1日 - 中国・成都国际非物质文化遗产博览园         |
| 2016年 | みなとそふと10周年記念イベント みなと魂                                                       | 10月23日 - 東京ドームシティホール                    |
| 2016年 | EGG -Extra Games Garden 2016-                                                                 | 10月29日 - 品川プリンスホテル ステラボール           |
| 2016年 | from iyunaline to solfa 10th anniversary live 2016「solfa or die!!! ～neo パンダ祭り～」      | 10月30日 - 品川インターシティーホール                |
| 2016年 | Anime Festival Asia Singapore 2016                                                            | 11月25日 - Suntec Convention & Exhibition Center     |
| 2016年 | リスアニ! LIVE TAIWAN Supported by 戰鬥女子學園                                               | 12月3日-12月4日 - 台湾・台北国際会議センター         |
| 2017年 | ANIMAX MUSIX 2017 OSAKA                                                                       | 1月14日 - 大阪城ホール                               |
| 2017年 | sprite LIVE 2017                                                                              | 2月4日 - ディファ有明                                |
| 2017年 | "Accel World VS Sword Art Online" Special Live in C3 Hong Kong                                | 2月11日 - Hong Kong Convention and Exhibition Centre |
| 2017年 | tone work's Live Fes. 2017                                                                    | 9月16日 - ディファ有明                               |
| 2017年 | 八木沼悟志 Birthday All-night Party 20171029 presented by freakSide                           | 10月28日 - 横浜 7th AVENUE                           |
| 2017年 | SINGING BOYS & GIRLS LIVE                                                                     | 10月29日 - Zepp DiverCity TOKYO                      |
| 2017年 | とまこまいコスプレフェスタ第5幕アニソンプレミアムライブ                                       | 11月5日 - グランドニュー王子3階特設会場              |
| 2017年 | 2017 Animerci 上海动漫音乐节 ALL STAR / A PLATINUM EVENT                                      | 11月18日 - 上海・上海跨国采購会展中心                |
| 2018年 | DENGEKI 25th Anniversary DENGEKI MUSIC LIVE!! 2018                                            | 1月8日 - 幕張メッセ イベントホール                   |
| 2018年 | NBCUniversal ANIME×MUSIC FESTIVAL〜25th ANNIVERSARY〜                                         | 2月3日 - さいたまスーパーアリーナ                    |
| 2018年 | 戯画 1st LIVE ～Sky ticket～                                                                  | 3月10日 - ディファ有明                               |
| 2018年 | ANIMAX MUSIX 2018 Guangzhou                                                                   | 4月21日 - 広州体育館                                 |
| 2018年 | 中国国際アニメフェスティバル                                                                  | 4月29日 - 杭州大劇院                                 |
| 2018年 | リスアニ! PARK Vol. 02                                                                        | 6月17日 - 新木場 STUDIO COAST                        |
| 2018年 | NBCUniversal ANIME×MUSIC FESTIVAL 〜AFTER PARTY〜                                             | 6月24日 - 市川市文化会館                             |
| 2018年 | 2018北京国際コミック&アニメーション・フェスティバル                                           | 8月12日 - 北京市国家会議センター                     |
| 2018年 | 京 Premium Live 2018                                                                          | 11月10日 - 京都ロームシアター                        |
| 2019年 | リスアニ! LIVE 2019                                                                           | 1月27日 - 日本武道館                                 |
| 2019年 | 超アニソンライブ2019                                                                          | 10月12日 - 新潟市民芸術文化会館                      |
| 2019年 | ANIMAX MUSIX 2019 KOBE                                                                        | 10月26日 - 神戸ワールド記念ホール                    |
| 2019年 | 京 Premium Live 2019                                                                          | 12月7日 - 京都ロームシアターメインホール             |
| 2020年 | Anime Expo Lite × リスアニ! LIVE L.A.                                                         | 7月5日（日本時間） ※オンライン配信イベント           |
| 2020年 | 京 Premium Live 2020                                                                          | 12月12日 - 京都ロームシアターメインホール            |
| 2020年 | アニメJAM 2020                                                                                | 12月12日 ※オンライン配信イベント                     |
| 2021年 | リスアニ! LIVE 2021                                                                           | 2月28日 - 日本武道館                                 |
| 2021年 | 超アニソンライブ2021                                                                          | 12月5日 - りゅーとぴあ新潟市民芸術文化会館           |
| 2022年 | リスアニ! LIVE 2022                                                                           | 1月23日 - 日本武道館                                 |
| 2022年 | NBCUniversal ANIME×MUSIC 30th Anniversary STARTING PARTY                                      | 4月30日 - Zepp DiverCity TOKYO                       |
| 2022年 | Music Unity 2022                                                                              | 5月21日 - 羽田空港T2国際線エリア                     |
| 2022年 | Lose Last Concert 2022 IN TOKYO DOME CITY HALL                                                | 10月6日 - 東京ドームシティホール                     |
| 2022年 | 京 Premium Live 2022                                                                          | 12月11日 - 京都ロームシアターメインホール            |
| 2023年 | リスアニ! LIVE 2023                                                                           | 1月29日 - 日本武道館                                 |

### ゲスト出演
| 公演年 | タイトル                                                                                 | 公演日・会場                       |
| ------ | ---------------------------------------------------------------------------------------- | ---------------------------------- |
| 2009年 | C.G mix LIVE TOUR 2009 ～pray～                                                          | 5月4日 - 梅田 amHALL               |
| 2010年 | 佐藤ひろ美 Birth Live～10周年記念祭り～                                                  | 12月12日 - TSUTAYA O-EAST          |
| 2015年 | 島みやえい子 Major 10th Anniversary Live                                                 | 7月11日 - 札幌 KRAPS HALL          |
| 2016年 | MAMI KAWADA FINAL F∀N FESTIVAL "F"                                                       | 5月21日 - 東京ドームシティホール   |
| 2016年 | 佐藤ひろ美 引退ライブ ～ハローグッバイ～                                                 | 12月23日 - 豊洲 PIT                |
| 2017年 | fripSide LIVE TOUR 2016-2017 FINAL in Saitama Super Arena -Run for the 15th Anniversary- | 3月18日 - さいたまスーパーアリーナ |
| 2017年 | 春奈るな LIVE 2017 "5th Anniversary Fes." ♡with you♡                                     | 5月2日 - Zepp DiverCity TOKYO      |

### リリースイベント・その他
2007年
- 『Electric Lady Land 30th Anniversary KOTOKO Band Battle in Nagoya』
  - 2月25日 - 名古屋 Electric Lady Land
  - 2月26日 - 名古屋 Electric Lady Land

2008年
- 『AIR-G' Presents シネマプレビュー 「リアル鬼ごっこ」』
  - 1月29日 - ユナイテッド・シネマ 札幌

2009年
- 『MUSIC STORAGE 大感謝祭フィナーレ 〜ありがとう!そしてさようなら!5年弱の栄光の奇跡を振り返る〜』
  - 3月29日 - 下北沢 mona records

2011年
- 『KOTOKOニューシングル“Light My Fire” 発売記念トーク&ライブ』
  - 11月30日 - アニメイト新宿店 屋上

2013年
- 『「空中パズル」発売記念イベント』[273]
  - 12月8日 - 浅草クラウッド

2014年
- 『Anime2014』
  - 6月13日～15日 - オランダ World Forum, The Hague
- 『Animazement（アニメいずめんと）』
  - 5月23日～25日 - アメリカ・ノースカロライナ Raleigh Convention Center
- 『Newシングル「TOUGH INTENTION」発売記念イベント』
  - 8月1日 - アニメイト三宮店
  - 8月8日 - アニメイト渋谷店
- 『Newシングル「ZoNE-iT」発売記念イベント』
  - 11月5日 - アキバ☆ソフマップ1号館
  - 11月8日 - アニメイト津田沼店、アニメイト吉祥寺店、アニメイト川崎店

2018年
- 『ELL誕生40周年記念～Happy Birthday to LIVEHOUSE (＆ME)～』
  - 1月19日 - 名古屋 Electric Lady Land

## 書籍
- KOTOKOいろ（2009年10月23日発売、一迅社）ISBN 978-4-7580-1148-8

## 出演
主にレギュラー・準レギュラー・主要な出演のみの記載とし、ゲスト出演は割愛する。

### テレビ
- プリン・ス（2008年3月いっぱい）

### ラジオ
レギュラー
- KOTOKOノコト（AIR-G'）
- じっくりKOTOKOと…（文化放送、2006年12月9日・12月16日、A&G DREAM SQUARE）
- Mutant Dwarfの町内会議（KOTOKO OFFICIAL WEB SITE「Mutant Dwarf」内ファンクラブ会員限定ネットラジオ）

特番
- ザ・ステージ『Departed to thr future』（文化放送、2008年12月14日）※川田まみと共に出演。
- KOTOKOメジャーデビュー5周年直前特番 〜これまでとここからと〜（文化放送、2009年4月5日）

過去のレギュラー番組
- KOTOKOのトコトコ探検記（ドワンゴパケットラジオ）
- Music Storage（TOKYO FM）

### Vシネマ
- Departed to the future（2009年3月25日発売） - テレビキャスター 役

### CM
- イロメロミックス
- dwango.jp
- 超!アニメロ
- music.jp×リアル鬼ごっこ

## タイアップ一覧
| 曲名                                          | タイアップ                                                                                   | 時期   |
| --------------------------------------------- | -------------------------------------------------------------------------------------------- | ------ |
| Close to me…                                  | PCゲーム『effect ～悪魔の仔～』主題歌                                                        | 2000年 |
| 涙の誓い                                      | PCゲーム『とらいあんぐるハート3 ～Sweet Songs Forever～』オープニングテーマ                  | 2000年 |
| See You ～小さな永遠～[a]                     | PCゲーム『とらいあんぐるハート3 ～Sweet Songs Forever～』エンディングテーマ                  | 2000年 |
| See You ～小さな永遠～[a]                     | PCゲーム『とらいあんぐるハート3 リリカルおもちゃ箱』挿入歌                                   | 2000年 |
| 夢を求めて...[b]                              | 北海道コンサドーレ札幌応援ウェブサイト「コンサイズム」イメージソング                         | 2001年 |
| sensitive                                     | PCゲーム『義妹 ～背徳の契り～』オープニングテーマ                                            | 2001年 |
| 想い出は風の中で...                           | PCゲーム『義妹 ～背徳の契り～』エンディングテーマ                                            | 2001年 |
| Feel in tears                                 | PCゲーム『Heart of Hearts』オープニングテーマ                                                | 2001年 |
| Heart of Hearts                               | PCゲーム『Heart of Hearts 』エンディングテーマ                                               | 2001年 |
| 恋愛CHU![c]                                   | PCゲーム『恋愛CHU! -彼女のヒミツはオトコのコ?-』主題歌                                       | 2001年 |
| flow ～水の生まれた場所～                     | PCゲーム『水素 ～1/2の奇蹟～』オープニングテーマ                                             | 2001年 |
| YA・KU・SO・KU                                | PCゲーム『水素 ～1/2の奇蹟～』エンディングテーマ                                             | 2001年 |
| Mirabilis                                     | PCゲーム『B ～蒼き背徳～』オープニングテーマ                                                 | 2001年 |
| SAVE YOUR HEART[c]                            | PCゲーム『注射器2』オープニングテーマ                                                        | 2001年 |
| You’re my treasure[d]                         | PCゲーム『SPOTLIGHT ～羨望と欲望の狭間～』エンディングテーマ                                 | 2001年 |
| Time heals all sorrows                        | PCゲーム『Care ～癒すべき不治の狂気～』オープニングテーマ                                    | 2001年 |
| 夏草の線路[c]                                 | PCゲーム『Railway ～ここにある夢～』主題歌                                                   | 2001年 |
| 君よ、優しい風になれ                          | PCゲーム『とらいあんぐるハート3 リリカルおもちゃ箱』エンディングテーマ                       | 2001年 |
| I pray to stop my cry                         | PCゲーム『凌辱看護婦学院』主題歌                                                             | 2001年 |
| Magical Sweetie                               | PCゲーム『お姫さまだっこ ～天使にオシオキ～』オープニングテーマ                              | 2001年 |
| Time rolls on…                                | PCゲーム『Deep Fantasy』エンディングテーマ                                                   | 2001年 |
| resolution of soul                            | 家庭用ゲーム『D+VINE [LUV] 』(ドリームキャスト版) オープニングテーマ                         | 2001年 |
| 遮光 ～かげり～                               | PCゲーム『Coda -棘-』オープニングテーマ                                                      | 2001年 |
| 同じ空の下で                                  | PCゲーム『家族計画』オープニングテーマ                                                       | 2001年 |
| Now and heaven -KOTOKO ver.-                  | PCゲーム『淫らな罪 ～悦楽の終日～』エンディングテーマ                                        | 2001年 |
| Change my Style ～あなた好みの私に～          | PCゲーム『コスって! My Honey』オープニングテーマ                                             | 2001年 |
| LOVE A RIDDLE                                 | テレビアニメ『おねがい☆ティーチャー』イメージソング                                          | 2001年 |
| I can’t get over your best smile              | テレビアニメ『おねがい☆ティーチャー』イメージソング                                          | 2001年 |
| Crossed Destiny                               | PCゲーム『Only you -リ・クルス-』イメージソング                                              | 2001年 |
| Shooting Star                                 | テレビアニメ『おねがい☆ティーチャー』オープニングテーマ                                      | 2002年 |
| Wing my way                                   | PCゲーム『ファーランドシンフォニー』オープニングテーマ                                       | 2002年 |
| あちちな夏の物語り                            | PCゲーム『Ripple ～ブルーシールへようこそっ～』オープニングテーマ                            | 2002年 |
| CAVE                                          | PCゲーム『DEEP 2』オープニングテーマ                                                         | 2002年 |
| went away                                     | 家庭用ゲーム『夏色の砂時計』オープニングテーマ                                               | 2002年 |
| Bright wings                                  | PCゲーム『とらいあんぐるハート1・2・3 DVD EDITION』エンディングテーマ                        | 2002年 |
| Bright wings                                  | OVAシリーズ『とらいあんぐるハート 〜Sweet Songs Forever〜』挿入歌                            | 2002年 |
| I-DOLL ～Song for eternity～                  | PCゲーム『I-DOLL ～アイドル～』オープニングテーマ                                            | 2002年 |
| 君と夢を信じて[e]                             | PCゲーム『I-DOLL ～アイドル～』エンディングテーマ                                            | 2002年 |
| 僕らが見守る未来 -ProtoType Version-          | PCゲーム『はじらひ』オープニングテーマ                                                       | 2002年 |
| snow angel                                    | テレビアニメ『おねがい☆ティーチャー』イメージソング                                          | 2002年 |
| Face of Fact                                  | PCゲーム『BALDR FORCE』オープニングテーマ                                                    | 2002年 |
| amethyst                                      | PCゲーム『兄嫁』オープニングテーマ                                                           | 2002年 |
| ワタシはウタがヘタ[e]                         | PCゲーム『誕生日 ～通い妻（自称）日記～』オープニングテーマ                                  | 2002年 |
| あの日の君へ                                  | テレビアニメ『おねがい☆ティーチャー』イメージソング                                          | 2002年 |
| Just as time is running out                   | PCゲーム『ぎりギリLOVE』オープニングテーマ                                                   | 2002年 |
| unsymmetry                                    | PCゲーム『ぎりギリLOVE』エンディングテーマ                                                   | 2002年 |
| Trust You’re Truth ～明日を守る約束～         | OVAシリーズ『とらいあんぐるハート'S Sound Stage X』オープニングテーマ                        | 2003年 |
| Trust You’re Truth ～明日を守る約束～         | OVAシリーズ『とらいあんぐるハート 〜Sweet Songs Forever〜』オープニングテーマ                | 2003年 |
| My Gentle Days[f]                             | OVAシリーズ『とらいあんぐるハート'S Sound Stage X』挿入歌                                    | 2003年 |
| rime                                          | PCゲーム『犠母姉妹』オープニングテーマ                                                       | 2003年 |
| さくらんぼキッス 〜爆発だも〜ん〜             | PCゲーム『カラフルキッス ～12コの胸キュン！～』オープニングテーマ                            | 2003年 |
| Cream+Mint                                    | PCゲーム『ショコラ ～maid cafe "curio"～』オープニングテーマ                                 | 2003年 |
| Undying Love                                  | PCゲーム『ALMA ～ずっとそばに…～』オープニングテーマ                                         | 2003年 |
| ずっとそばに...                               | PCゲーム『ALMA ～ずっとそばに…～』挿入歌                                                     | 2003年 |
| HALLUCINO                                     | PCゲーム『夢幻の迷宮3 TYPE S』オープニングテーマ                                             | 2003年 |
| Do you feel loved?                            | PCゲーム『オレ様ティーチャー ～復讐教師のwebカウンセリング～』オープニングテーマ             | 2003年 |
| inside of a wilderness[f]                     | OVAシリーズ『とらいあんぐるハート 〜Sweet Songs Forever〜』第1巻-第3巻エンディングテーマ     | 2003年 |
| Second Flight[g]                              | テレビアニメ『おねがい☆ツインズ』オープニングテーマ                                          | 2003年 |
| Lupe                                          | PCゲーム『凌辱制服女学園 ～恥蜜に濡れた制服～』エンディングテーマ                            | 2003年 |
| Jumping Note                                  | PCゲーム『うたう♪タンブリング・ダイス』オープニングテーマ                                    | 2003年 |
| Princess Bride!                               | PCゲーム『プリンセスブライド』オープニングテーマ                                             | 2003年 |
| Sledgehammer Romance                          | PCゲーム『プリンセスブライド』エンディングテーマ                                             | 2003年 |
| Absurd                                        | PCゲーム『まいにち好きして』オープニングテーマ                                               | 2003年 |
| oblivion                                      | PCゲーム『私立レイプ女学院』エンディングテーマ                                               | 2003年 |
| Imaginary affair                              | PCゲーム『こなたよりかなたまで』オープニングテーマ                                           | 2003年 |
| We survive                                    | PCゲーム『V.G. NEO』オープニングテーマ                                                       | 2003年 |
| はじめまして、恋。                            | PCゲーム『淫妹BABY』オープニングテーマ                                                       | 2003年 |
| Abyss                                         | PCゲーム『ラストオーダー』オープニングテーマ                                                 | 2003年 |
| Sweet Songs ever with you[f]                  | OVAシリーズ『とらいあんぐるハート 〜Sweet Songs Forever〜』第4巻エンディングテーマ           | 2003年 |
| 乙女心＋√ネコミミ＝∞[h]                       | PCゲーム『王立ネコミミ学園 ～あなたのための発情期♪～』オープニングテーマ                     | 2004年 |
| きゅるるんKissでジャンボ♪♪                    | PCゲーム『カラフルハート ～12コのきゅるるん♪～』オープニングテーマ                           | 2004年 |
| cross up                                      | PCゲーム『OL姉妹』オープニングテーマ                                                         | 2004年 |
| Boundary Line                                 | PCゲーム『Silent Half』オープニングテーマ                                                    | 2004年 |
| ねぇ、…しようよ!                              | PCゲーム『姉、ちゃんとしようよっ！2』オープニングテーマ                                      | 2004年 |
| DuDiDuWa*lalala                               | NHK教育『天才ビットくん』アニメコーナー『魔法少女隊アルス』エンディングテーマ                | 2004年 |
| らずべりー                                    | PCゲーム『らずべりー』オープニングテーマ                                                     | 2004年 |
| Fusion Star                                   | PCゲーム『あねいも ～アイとHのステップアップ～』オープニングテーマ                           | 2004年 |
| Princess Brave!                               | PCゲーム『プリンセスブレイブ! ～雀卓の騎士～』オープニングテーマ                             | 2004年 |
| Re-sublimity                                  | テレビアニメ 『神無月の巫女』オープニングテーマ                                              | 2004年 |
| agony                                         | テレビアニメ 『神無月の巫女』エンディングテーマ                                              | 2004年 |
| Suppuration -core-                            | テレビアニメ 『神無月の巫女』挿入歌                                                          | 2004年 |
| Fatally                                       | PCゲーム『DUEL SAVIOR』オープニングテーマ                                                    | 2004年 |
| wind of memory ～記憶の風～                   | PCゲーム『巫女舞 ～ただ一つの願い～』オープニングテーマ                                      | 2004年 |
| 地に還る ～on the Earth～                     | テレビ東京系アニメ 『スターシップ・オペレーターズ』エンディングテーマ                        | 2005年 |
| Leaf ticket                                   | PCゲーム『パルフェ ～chocolat second brew～』オープニングテーマ                              | 2005年 |
| 羽                                            | 情報番組『アニメTV』エンディングテーマ                                                       | 2005年 |
| 421-a will-                                   | ドワンゴ『いろメロミックス』TVCMソング                                                       | 2005年 |
| 421-a will-                                   | 四国放送『フォーカス徳島』オープニングテーマ                                                 | 2005年 |
| 421-a will-                                   | パケットラジオ『KOTOKOのトコトコ探検記』オープニングテーマ                                   | 2005年 |
| HALLUCINO -Remix-                             | PCゲーム『夢幻の迷宮 Platinum Edition』オープニングテーマ                                    | 2005年 |
| お*ま*ま*ご*と                                | PCゲーム『お保母ごと ～ひみつのおゆうぎ、ママにはないしょ～』オープニングテーマ              | 2005年 |
| Mighty Heart ～ある日のケンカ、いつもの恋心～ | PCゲーム『つよきす』オープニングテーマ                                                       | 2005年 |
| 秋爽                                          | パケットラジオ『KOTOKOのトコトコ探検記』エンディングテーマ                                   | 2005年 |
| 運命の旋律[g]                                 | PCゲーム『夜刀姫斬鬼行』挿入歌                                                               | 2005年 |
| ↑青春ロケット↑                                | PCゲーム『すぺーす☆とらぶる』オープニングテーマ                                              | 2006年 |
| Face of Fact -RESOLUTION ver.-                | OVAシリーズ『BALDR FORCE EXE RESOLUTION』オープニングテーマ                                  | 2006年 |
| being                                         | 毎日放送系テレビアニメ『灼眼のシャナ』後期オープニングテーマ                                 | 2006年 |
| 雪華の神話                                    | ドワンゴ CMソング                                                                            | 2006年 |
| allegretto ～そらときみ～                     | PCゲーム『この青空に約束を─』オープニングテーマ                                              | 2006年 |
| loose                                         | PCゲーム『Scarlett』』エンディングテーマ                                                     | 2006年 |
| 原罪のレクイエム                              | PCゲーム『プリズムアーク』オープニングテーマ                                                 | 2006年 |
| Chercher ～シャルシェ～                       | OVAシリーズ『マリア様がみてる 3rdシーズン』第1巻・第2巻エンディングテーマ                    | 2006年 |
| 月夜の舞踏会                                  | ドワンゴ『dwango.jp』TVCMソング                                                              | 2006年 |
| 月夜の舞踏会                                  | ドワンゴ『超!アニメロ』TVCMソング                                                            | 2006年 |
| a piacere                                     | PCゲーム『Chanter -キミの歌がとどいたら-』オープニングテーマ                                 | 2006年 |
| Lilies line                                   | PCゲーム『チアフル!』オープニングテーマ                                                      | 2007年 |
| きれいな旋律                                  | OVAシリーズ『マリア様がみてる 3rdシーズン』第3巻エンディングテーマ                           | 2007年 |
| 天壌を翔る者たち[i]                           | ジェネオンエンタテインメント劇場版『灼眼のシャナ』主題歌                                     | 2007年 |
| Fusion Star -Remix-                           | PCゲーム『あねいも 2 ～Second Stage～』挿入歌                                                | 2007年 |
| ハヤテのごとく!                               | テレビ東京系アニメ『ハヤテのごとく!』前期オープニングテーマ                                  | 2007年 |
| room                                          | PCゲーム『君が主で執事が俺で』エンディングテーマ                                             | 2007年 |
| ユメミボシ★boom!boom!                         | PCゲーム『ティンクルくるせいだーす』オープニングテーマ                                       | 2007年 |
| 七転八起☆至上主義!                            | テレビ東京系アニメ『ハヤテのごとく!』後期オープニングテーマ                                  | 2007年 |
| リアル鬼ごっこ                                | ファントム・フィルム映画『リアル鬼ごっこ』主題歌                                             | 2007年 |
| リアル鬼ごっこ                                | 『music.jp』TVCMソング                                                                       | 2007年 |
| La clef ～迷宮の鍵～                          | ドラゴンエイジピュア漫画『異国迷路のクロワーゼ』イメージソング                               | 2007年 |
| 決断のentrance                                | PCゲーム『プリズムアーク らぶらぶマキシマム』挿入歌                                          | 2008年 |
| BLAZE                                         | テレビアニメ『灼眼のシャナII』オープニングテーマ                                             | 2008年 |
| Sociometry                                    | テレビアニメ『灼眼のシャナII』エンディングテーマ                                             | 2008年 |
| 常識!バトラー行進曲                           | 家庭用ゲーム『君が主で執事が俺で～お仕え日記～ぽーたぶる』オープニングテーマ                 | 2008年 |
| I need magic ～解けないマジ☆キュン            | PCゲーム『カラフルウィッシュ～12コのマジ☆キュン!～』オープニングテーマ                       | 2008年 |
| Swift Love ～健全男子にモノ申す～             | PCゲーム『つよきす2学期』オープニングテーマ                                                  | 2008年 |
| Special Life!                                 | テレビアニメ『仮面のメイドガイ』オープニングテーマ                                           | 2008年 |
| Stars Biscuit                                 | PCゲーム『ふりフリ』オープニングテーマ                                                       | 2008年 |
| HYDIAN WAY[i]                                 | 映画『Departed to the future』主題歌                                                         | 2008年 |
| U make 愛 dream                               | 3D生活空間サービス『ai sp@ce』テーマソング                                                   | 2008年 |
| Crash Course ～恋の特別レッスン～[e]          | PCゲーム『メアメアメア』オープニングテーマ                                                   | 2008年 |
| Restoration ～沈黙の空～                      | PCゲーム『BALDRSKY Dive1 ”Lost Memory”』オープニングテーマ                                   | 2009年 |
| fickle                                        | PCゲーム『はらみこ』オープニングテーマ                                                       | 2009年 |
| 蒼-iconoclast                                 | Xbox 360/PlayStation 3専用ゲームソフト『BLAZBLUE』主題歌                                     | 2009年 |
| 蒼-iconoclast                                 | 情報番組『アニメTV』エンディングテーマ                                                       | 2009年 |
| Ideal Forest                                  | PCゲーム『無差別恋愛』オープニングテーマ                                                     | 2009年 |
| bumpy-Jumpy!                                  | PCゲーム『ナツユメナギサ』オープニングテーマ                                                 | 2009年 |
| daily-daily Dream                             | テレビアニメ『ハヤテのごとく! 2nd season』オープニングテーマ                                 | 2009年 |
| 茜空 ～それが僕らの世界だった～               | PCゲーム『真剣で私に恋しなさい!』エンディングテーマ                                          | 2009年 |
| blossomdays                                   | PCゲーム『ハチミツ乙女blossomdays』オープニングテーマ                                        | 2009年 |
| jihad                                         | PCゲーム『BALDRSKY Dive2 -RECORDARE-』オープニングテーマ                                     | 2009年 |
| SCREW                                         | 映画 『アサルトガールズ』主題歌                                                              | 2009年 |
| 幻想の宝石                                    | PCゲーム『プリズム☆ま～じカル』クライマックス オープニングテーマ                             | 2010年 |
| 碧羅の天へ誘えど                              | PS3、Xbox 360用ソフト『BLAZBLUE -CONTINUUM SHIFT-』主題歌                                    | 2010年 |
| Crystal moment                                | PCゲーム『もっと 姉、ちゃんとしようよっ!』オープニングテーマ                                 | 2010年 |
| Loop-the-Loop                                 | テレビアニメ『もっとTo LOVEる-とらぶる-』オープニングテーマ                                  | 2010年 |
| Mimosa                                        | ドラマCD『ヒメこい』オープニングテーマ                                                       | 2011年 |
| *bloom*                                       | PCゲーム『もっと 姉、ちゃんとしようよっ! アフターストーリー』オープニングテーマ              | 2011年 |
| thyme                                         | PCゲーム『シュクレ ～sweet and charming time for you.～』オープニングテーマ                  | 2011年 |
| Light My Fire                                 | テレビアニメ『灼眼のシャナⅢ -FINAL-』オープニングテーマ                                      | 2011年 |
| Pray’s color -Link-                           | PCゲーム『ましろサマー』オープニングテーマ                                                   | 2011年 |
| Pray’s color -Lost-                           | PCゲーム『ましろサマー』2ndオープニングテーマ                                                | 2011年 |
| 未来自画像                                    | PCゲーム『真剣で私に恋しなさい!S』オープニングテーマ                                         | 2012年 |
| みらくる☆みるきーうぇい                       | PCゲーム『ティンクル☆くるせいだーす -Passion Star Stream-』オープニングテーマ                | 2012年 |
| Presto                                        | PCゲーム『はつゆきさくら』オープニングテーマ                                                 | 2012年 |
| Unite+reactioN                                | PCゲーム『マテリアルブレイブ』オープニングテーマ                                             | 2012年 |
| →unfinished→                                  | テレビアニメ『アクセル・ワールド』エンディングテーマ                                         | 2012年 |
| Love mission!! ～なんだ。ただの恋かｗ～       | 家庭用ゲーム『つよきす 3学期 Portable』オープニングテーマ                                    | 2012年 |
| 桜舞う坂を、君と歩く                          | PCゲーム『初恋1/1』主題歌                                                                    | 2012年 |
| One-chance!![g]                               | PCゲーム『ピュアガール』オープニングテーマ                                                   | 2012年 |
| あさがお                                      | PCゲーム『優しい魔法の唱え方』オープニングテーマ                                             | 2012年 |
| Teller of World                               | PCゲーム『ゆめいろアルエット!』主題歌                                                        | 2012年 |
| リスタート                                    | スマートフォン用ゲーム『恋愛リプレイ』オープニングテーマ                                     | 2012年 |
| Largo                                         | スマートフォン用ゲーム『恋愛リプレイ』エンディングテーマ                                     | 2012年 |
| soupir d'ange                                 | 家庭用ゲーム『屋根裏の彼女』オープニングテーマ                                               | 2012年 |
| U                                             | PCゲーム『マテリアルブレイブ イグニッション』オープニングテーマ                              | 2013年 |
| Flower!!                                      | PCゲーム『百花繚乱エリクシル』主題歌                                                         | 2013年 |
| monochrome                                    | PCゲーム『こなかな 2 ～Konatayori Kanatamade II～』オープニングテーマ                        | 2013年 |
| 回帰新星 -recurrent nova-[g]                  | OVAシリーズ『おねがい☆ティーチャー 特別編 ～Experience～』オープニングテーマ                 | 2013年 |
| 回帰新星 -recurrent nova-[g]                  | OVAシリーズ『おねがい☆ツインズ 特別編 ～Relations～』オープニングテーマ                      | 2013年 |
| WING OF ZERO                                  | PCゲーム『BALDR SKY "ZERO"』オープニングテーマ                                               | 2013年 |
| Floating up                                   | PCゲーム『カルマルカ*サークル』オープニングテーマ                                            | 2013年 |
| 恋する森のfairy tale                          | PCゲーム『うそつき王子と悩めるお姫さま -PRINCESS SYNDROME-』オープニングテーマ               | 2013年 |
| My-Les                                        | スマートフォン用ゲーム『デッキメイクミリオンアーサー』主題歌（発売中止）                     | 2013年 |
| きらめく乙女                                  | PCゲーム『そして煌めく乙女と秘密＾5』オープニングテーマ                                      | 2013年 |
| Art as ♡                                      | PCゲーム『イノセントガール』オープニングテーマ                                               | 2014年 |
| Reboot oN/↓０                                 | PCゲーム『BALDRSKY "ZERO" 2』オープニングテーマ                                              | 2014年 |
| そのハート、危険物につき取り扱いChu♡意!!      | PCゲーム『3Ping Lovers!☆一夫二妻の世界へようこそ♪』主題歌                                    | 2014年 |
| ゆらふわ Sunny day                            | PCゲーム『恋愛♡はーれむ～大好きって言わせて～』主題歌                                        | 2014年 |
| affection                                     | PCゲーム『レーシャル・マージ』主題歌                                                         | 2014年 |
| ruin                                          | PCゲーム『性欲のはけ口 ～ダブルショッキング～』主題歌                                        | 2014年 |
| TOUGH INTENTION                               | テレビアニメ『白銀の意思 アルジェヴォルン』オープニングテーマ                                | 2014年 |
| ZoNE-iT                                       | テレビアニメ『白銀の意思 アルジェヴォルン』オープニングテーマ                                | 2014年 |
| call                                          | テレビアニメ『白銀の意思 アルジェヴォルン』挿入歌                                            | 2014年 |
| INFINITE SKY                                  | PCゲーム『蒼の彼方のフォーリズム』オープニングテーマ                                         | 2014年 |
| Bum-out!!                                     | PCゲーム『残念な俺達の青春事情。』主題歌                                                     | 2014年 |
| Adolescence Locator                           | PCゲーム『シロガネ×スピリッツ!』オープニングテーマ                                           | 2015年 |
| Blooming!!                                    | PS Vita用ゲーム『百花繚乱エリクシル ～Record Of Torenia Revival～ 限定版』オープニングテーマ | 2015年 |
| Fancy Game!?                                  | PCゲーム『あなたをオトコにしてあげる!』主題歌                                                | 2016年 |
| Way to Fly ～蒼の彼方へ～                     | PCゲーム『蒼の彼方のフォーリズム -ZWEI-』イメージソング（発売中止）                          | 2016年 |
| ウィザーズコンプレックス[g]                   | PCゲーム『ウィザーズコンプレックス』主題歌                                                   | 2016年 |
| PLASMIC FIRE[j]                               | 劇場公開アニメ『アクセル・ワールド INFINITE∞BURST』主題歌                                    | 2016年 |
| TRUE-BLUE                                     | 家庭用ゲーム『BLAZBLUE CENTRALFICTION』主題歌                                                | 2016年 |
| 恋ひ恋ふ縁                                    | PCゲーム『千恋*万花』主題歌                                                                  | 2016年 |
| Sign of Suspicion                             | PCゲーム『BALDR HEART』主題歌                                                                | 2016年 |
| Strange Strength                              | CR『ウィッチマスター』搭載曲                                                                 | 2016年 |
| S×W -soul world-[k]                           | PS4・PS Vita用ゲーム『アクセル・ワールド VS ソードアート・オンライン 千年の黄昏』主題歌      | 2017年 |
| XXX-revolt[l]                                 | アーケードゲーム『crossbeats REV』提供曲                                                     | 2017年 |
| One Small Step                                | PCゲーム『蒼の彼方のフォーリズム EXTRA1』主題歌                                              | 2017年 |
| 月下流進                                      | PCブラウザゲーム『月が導く異世界道中』イメージソング                                         | 2017年 |
| 桜ひとひら恋もよう                            | PCゲーム『桜ひとひら恋もよう』主題歌                                                         | 2017年 |
| real-Reality                                  | PCゲーム『BALDR BRINGER』主題歌                                                              | 2017年 |
| die or dice?                                  | アーケードゲーム『ミリオンアーサー アルカナブラッド』主題歌                                  | 2017年 |
| ▲MEW▲△MEW△ CAKE                               | OVA『ネコぱら』エンディングテーマ                                                            | 2017年 |
| エリカ[m]                                     | スマートフォン用ゲーム『WAR OF BRAINS』提供曲                                                | 2018年 |
| Instinct's Answer                             | PCゲーム『ぱらだいすお～しゃん』挿入歌                                                       | 2018年 |
| REFOCUS                                       | スマートフォン用ゲーム『BALDR ACE』主題歌                                                    | 2018年 |
| 新緑のユートピア                              | 中国スマートフォン用ゲーム『牧羊人之心』主題歌                                               | 2018年 |
| UNDERWORLD HOLOGRAPHY[n]                      | KONAMI音楽ゲーム『beatmania IIDX 26 Rootage』提供曲                                          | 2019年 |
| アオナツライン                                | PS4/PS Vita用ゲーム『アオナツライン』主題歌                                                  | 2019年 |
| All right!!                                   | PCゲーム『まいてつ Last Run!!』仲国オープニングテーマ                                        | 2020年 |
| SticK Out                                     | テレビ東京系アニメ『キングスレイド 意志を継ぐものたち』エンディングテーマ                    | 2020年 |
| SWEETxSWEET                                   | PCゲーム『ネコぱら vol.4 ネコとパティシェのノエル』主題歌                                    | 2020年 |
| NEGAIGOTO                                     | PCゲーム『ネコぱら vol.4 ネコとパティシェのノエル』エンディングテーマ                        | 2020年 |
| faith ～信じる力～                            | PCゲーム『閃鋼のクラリアス』主題歌                                                           | 2020年 |
| INTERNET OVERDOSE                             | オンラインゲーム『NEEDY GIRL OVERDOSE』主題歌                                                | 2021年 |
| Miracle                                       | スマートフォン用ゲーム『タイムディフェンダーズ』主題歌                                       | 2021年 |
| 盲目のEternity                                | スマートフォン用ゲーム『グランドサマナーズ』メインストーリー第3部エンディングテーマ          | 2021年 |
| Fastest!                                      | テレビアニメ『新幹線変形ロボ シンカリオンZ』エンディングテーマ                               | 2022年 |
| 形にできないモノローグ                        | テレビアニメ『ある朝ダミーヘッドマイクになっていた俺クンの人生』エンディングテーマ           | 2022年 |
| INTERNET YAMERO                               | オンラインゲーム『NEEDY GIRL OVERDOSE』新イメージソング                                      | 2023年 |
| パズル                                        | テレビアニメ『最果てのパラディン 鉄錆の山の王』エンディングテーマ                            | 2023年 |

- ^a 「KOTOKO & MELL」名義。
- ^b 「Ko-tton」名義。
- ^c 「KOTOKO TO AKI」名義。
- ^d 「TWINKLE」名義。
- ^e 「KOTOKO to 詩月カオリ」名義。
- ^f 「フィアッセ・クリステラ」名義。
- ^g 「KOTOKO&佐藤裕美」（あるいは「KOTOKO&佐藤ひろ美」、「佐藤ひろ美&KOTOKO」など）名義。
- ^h 「KOTOKO＆島みやえい子」名義。
- ^i 「Love Planet Five」名義。
- ^j 「KOTOKO×ALTIMA」名義
- ^k 「KOTOKO×LUNA」名義
- ^l 「void feat. KOTOKO」名義
- ^m 「Tatsh feat. KOTOKO」名義
- ^n 「L.E.D. feat. KOTOKO」名義